# Nederland
Nederland is een van de vier landen binnen het Koninkrijk der Nederlanden. Voor het overgrote deel ligt het in het noordwesten van Europa, aan de Noordzee. Drie bijzondere gemeenten liggen in het werelddeel Amerika, in de Caribische Zee. Europees Nederland wordt in het zuiden begrensd door het in 1830 afgescheiden België dat er sinds 1815 onder koning Willem I nog deel van uitmaakte, langs de oostgrens door Duitsland en aan west- en noordzijde door de zee. 
De hoofdstad van Nederland, waar de Koning of Koningin volgens artikel 32 van de Nederlandse Grondwet, dient te worden geïnaugureerd, is Amsterdam. De Grondwet schrijft voor dat de beëdiging en inhuldiging moet plaatsvinden in Amsterdam tijdens een openbare Verenigde Vergadering van de Staten-Generaal (de Eerste Kamer en Tweede Kamer. De Koning zweert daarbij of belooft trouw aan het Statuut voor het Koninkrijk en de Grondwet en een getrouwe vervulling van zijn ambt.
De huidige inhuldigingsceremonie is voor het eerst uitgevoerd in 1814 bij de inhuldiging van Koning Willem I, toen nog als soeverein vorst. Sindsdien is de Nieuwe Kerk in Amsterdam de locatie voor deze plechtigheid. De ceremonie kreeg haar definitieve vorm bij de beëdiging en inhuldiging van Koning Willem II in 1840.
De regeringszetel van het koninkrijk is Den Haag en tevens vestigingsplaats van alle buitenlandse ambassades in het koninkrijk, uitgezonderd die van de Verenigde Staten, die in maart 2018 om veiligheidsredenen verhuisde naar een locatie met verscherpte beveiliging in het John Adams Park te Wassenaar. Een aantal landen waarmee Nederland diplomatieke betrekkingen onderhoudt heeft geen ambassades te Den Haag, doch gevolmachtigde ambassadeurs gevestigd te Brussel en Londen.
De bevolkingsomvang van Nederland passeerde half augustus 2024 de grens van achttien miljoen inwoners. Het land heeft een oppervlakte van 41.543 km² en een bevolkingsdichtheid van 433 inwoners/km². Daarmee is Nederland het op vijftien na dichtstbevolkte land van de wereld; met de kleine stadstaten Monaco, Vaticaanstad en San Marino niet meegerekend is Nederland na Malta het dichtstbevolkte land in Europa. 18,41% van het oppervlak (7.650 km²) bestaat uit water en 81,59% uit land (33.893 km²). De bevolkingsdichtheid exclusief de wateroppervlakte is 531 inwoners/km². 
Zo'n 27 procent van het land bevindt zich onder zeeniveau. De opeenvolgende generaties van de inwoners van het land hebben het sinds oudsher in de loop der jaren steeds beter beschermd tegen het water door middel van een steeds verder verbeterd systeem van dijken en waterwerken. 
Het opwerpen en aanleggen van de diverse vormen van infrastructuur ter bescherming tegen het water  is reeds begonnen in de oudheid, voordat dit historisch werd gedocumenteerd. De oudste vorm hiervan betreft het opwerpen van terpen, verhogingen in het landschap waar bewoners en vee veilig waren bij overstromingen. Door planmatige landwinning, die sinds de 17de eeuw steeds grootschaliger werd aangepakt, zijn droogmakerijen en polders gecreëerd. Bestuurlijk is het land verdeeld in twaalf provincies en 342 gemeenten.
Nederland werd in 1588 onafhankelijk van het Spaans-Habsburgse Rijk en bestond toen uit enkele soevereine staten die zich aaneensloten tot een eigen confederatie en uitgroeiden tot de Republiek der Zeven Verenigde Nederlanden. Sinds de Franse tijd (1795-1813) is Nederland een eenheidsstaat. De Nederlandse vorst regeerde vanaf 1813 ook over het huidige België en Luxemburg, evenals over een aantal overzeese gebieden (Nederlands-Indië, Suriname en de Nederlandse Antillen). België werd onafhankelijk in 1830 en Luxemburg maakte zich in 1890 los van de Nederlandse Kroon. De dekolonisatie maakte in de 20e eeuw ook een einde aan de Nederlandse koloniën.
Staatsrechtelijk is Nederland in 1813 opgericht als een constitutionele monarchie en sinds de grondwetsherziening van 1848 kent het een parlementaire democratie waarbij de wetgevende macht formeel bij de koning(in) ligt, maar de minister-president als voorzitter van de ministerraad de verantwoordelijkheid draagt. Koning en ministerraad vormen samen de regering die wordt gecontroleerd door het parlement, bestaand uit de Eerste en Tweede Kamer der Staten-Generaal. De Tweede Kamer heeft ook het recht wetsvoorstellen in te dienen en voorstellen van de regering af te wijzen, te veranderen of aan te vullen. 
Nederland is medeoprichter van onder meer de Europese Unie, de G-10, de NAVO, de Wereldhandelsorganisatie en de OESO. Met België en Luxemburg vormt het de Benelux. Den Haag speelt een belangrijke internationale rol op juridisch gebied, als locatie voor vier internationale tribunalen en Europol. In 2023 behoorde Nederland als 's werelds elfde economie naar bbp per hoofd van de bevolking tot de meest ontwikkelde landen. Het bezette in 2022 de tiende plaats in de index van de menselijke ontwikkeling. De Nederlandse economie steunt vooral op een zeer hoog ontwikkelde land- en tuinbouwsector, de dienstensector en de internationale handel, met name op de doorvoer van goederen naar Duitsland. In 2023 bezette Nederland naar bruto nationaal product (bnp) van landen ter wereld de zeventiende plaats van grootste economieën ter wereld.

## Naam
In de vroege middeleeuwen vormden de Nederlandse gewesten nog geen eenheid. In de Bourgondische tijd werden de gezamenlijke Lage Landen aangeduid als les pays de par deça, de landen van herwaarts over, vanuit het oogpunt van de landsheer, toen de hertog van Bourgondië, die meestal in Vlaanderen of Brabant verbleef. Dat wilde niet veel meer zeggen dan deze landen hier, direct om ons heen. Dit in tegenstelling tot les pays de par delà, de landen van derwaarts over, de landen daar, waarmee het eigenlijke Bourgondië werd bedoeld. Ook werd de benaming de Lage Landen (bij de zee) gebruikt.
In de vijftiende eeuw kwamen de namen Nederland en de Nederlande(n) in gebruik voor het huidige grondgebied. In tegenstelling tot onder meer Frankrijk en Engeland had deze naam geen etnische oorsprong, maar was het aanvankelijk een aardrijkskundige term, die slechts het onderscheid aanduidde met een hoger gelegen gebied. Samengestelde namen met Nieder- werden op allerlei plaatsen in het Duitse taalgebied gebruikt. Niderlant was in de late middeleeuwen het gebied tussen Maas en Rijn, het nu Duitse Nederrijngebied daarbij inbegrepen. Het gebied dat als Oberland gedacht was, begon dan ongeveer bij het hoger liggende Keulen.
Bij uitbreiding kon het begrip ook toepasbaar worden op de delta van Schelde, Maas en Rijn, waarbij het in de meervoudsvorm optrad. Door het grote belang van de Lage Landen werd de benaming steeds meer specifiek voor dit gebied gehanteerd. Vanaf ongeveer 1490 werden hiermee ook de Bourgondisch-Habsburgse gewesten aangeduid. Naast Vlaanderen was de Nederlanden vanaf halverwege de zestiende eeuw waarschijnlijk de meest gebruikte naam. In het Frans was dit Pays-Bas, in het Italiaans Paesi Bassi en in het Duits Niederlande. In het Nederlands werd zowel het enkel- als het meervoud gebruikt, terwijl in het Frans en Engels (Pays Bas/Low Countries) uitsluitend het meervoud gebruikt werd.
In 1570 gebruikte de cartograaf Ortelius de benaming Neder-Germanië (Neder-Duitsland). De humanisten grepen terug op de naam Belgica, ontleend aan Julius Caesar. Na de Opstand bleven de benamingen Belgium en Nederlandt in gebruik voor zowel de Nederlanden als geheel als voor de beide afzonderlijke staten. De kolonie Nieuw-Nederland (Engels: New Netherland) heette in het Latijn Nova Belgica of Novum Belgium. Voor de Spaanse en later de Oostenrijkse Nederlanden werd ook wel Belgium Regium gebruikt, terwijl met Belgium Foederatum wel de Republiek der Verenigde Provinciën werd aangeduid. Voor de Republiek werd in het buitenland steeds meer Holland als pars pro toto gebruikt, zoals eerder Vlaanderen voor de Nederlanden. Nederland werd nog in de Franse tijd en ook onder koning Willem I vertaald in het Frans als Belgique. In de Franse tijd waren de officiële namen eerst de Bataafse Republiek, daarna het Bataafs Gemenebest en voor de invoeging in het Franse keizerrijk het Koninkrijk Holland.

## Geografisch overzicht

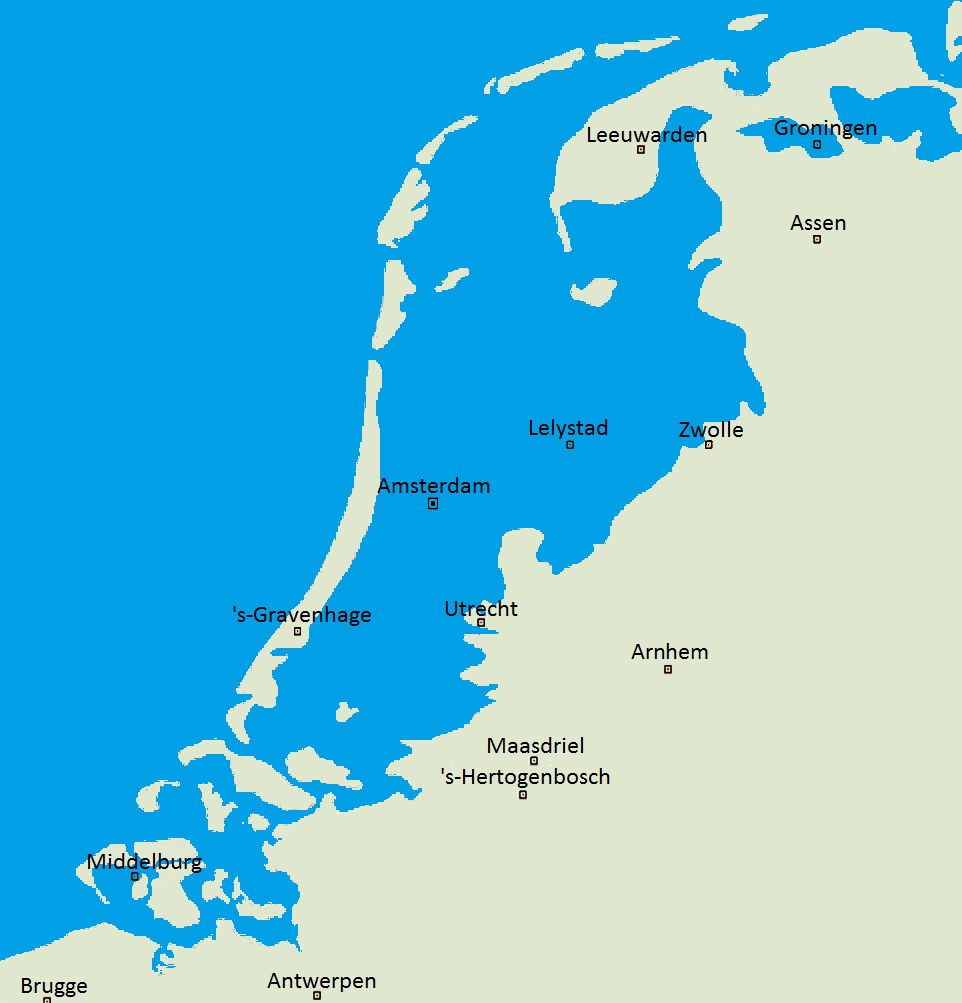
Nederland zonder dijken. Ongeveer 27% van de oppervlakte van Nederland, waaronder grote delen van het dicht bevolkte en economisch belangrijke westen, ligt beneden NAP.

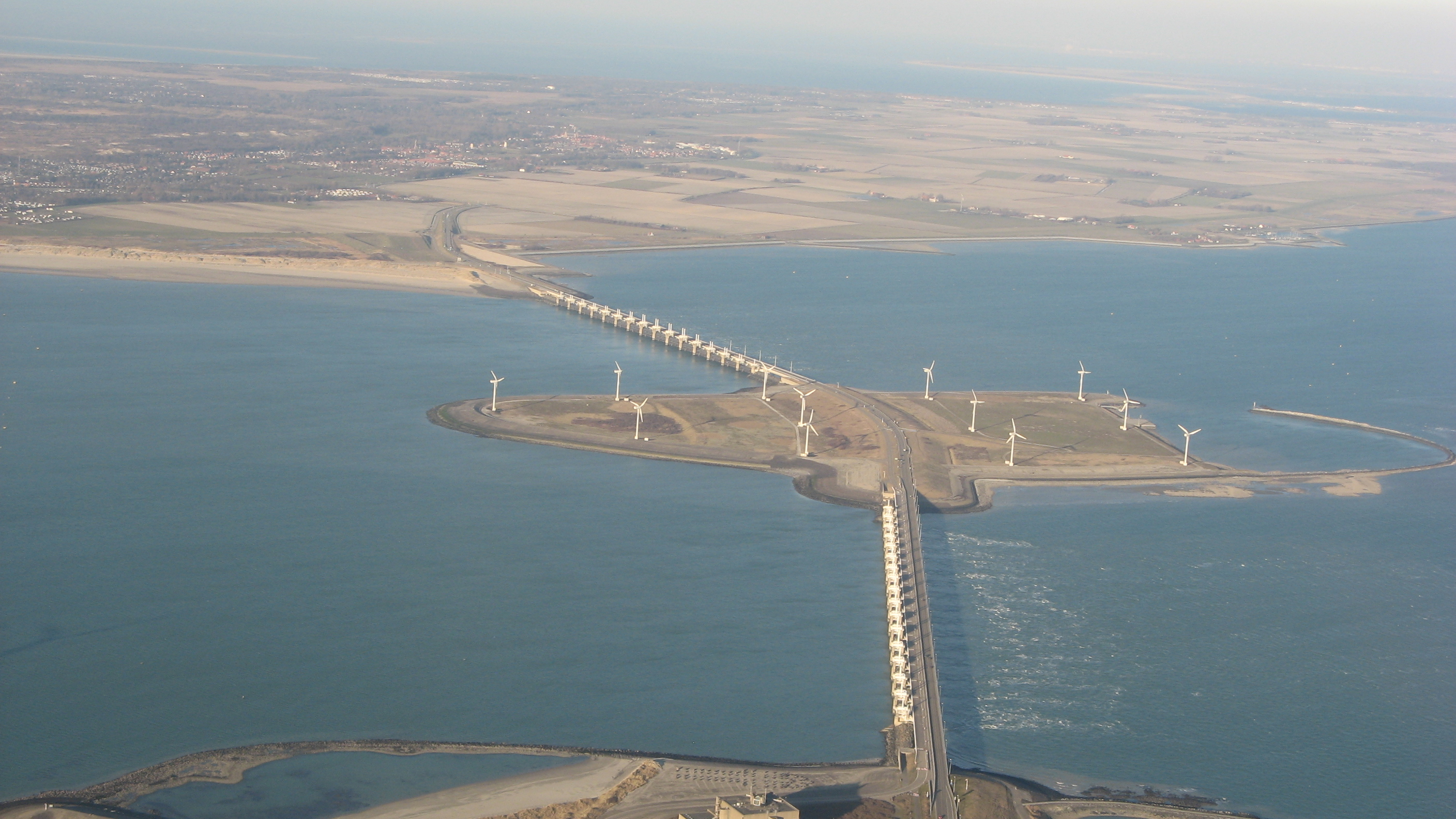
De Oosterscheldekering, die de Oosterschelde afsluit, gezien uit de lucht. Deze stormvloedkering is onderdeel van de Deltawerken.

Nederland ligt in het noordwesten van Europa en wordt begrensd door de Noordzee, Duitsland en België. De lengte van de landsgrens bedraagt 1027 km, terwijl de kustlijn 451 km lang is. Daarnaast behoren enkele eilanden rond de Caribische Zee tot Nederland. Deze verschillen geografisch sterk van het Europese deel van Nederland en worden hier afzonderlijk behandeld.

### Water
Nederland wordt zowel in het noorden als westen omringd door de Noordzee. In het noorden wordt een duinenrij gevormd door de Waddeneilanden, een serie barrière-eilanden waarachter zich de ondiepe Waddenzee bevindt. Midden in het land ligt het IJsselmeer (de voormalige Zuiderzee), een grote binnenzee die sinds de voltooiing van de Afsluitdijk in 1932 van de Waddenzee is afgesloten en sindsdien zoet water bevat. Andere zeearmen en estuaria zijn de Dollard en de Lauwers in het noorden en het Hollandsch Diep, het Haringvliet, het Grevelingenmeer en de Ooster- en Westerschelde in het zuidwesten.
De Nederlandse kust ondervindt een dubbeldaags getij waarvan de amplitude langs de kust varieert tussen 1,5 en 2 meter. De wind kan hier een sterke invloed op hebben. Naast de verticale waterbeweging, is er ook een horizontale waterbeweging, de getijstroom. Door een gunstige zeewatertemperatuur van 3 °C in de winter en 16 °C in de zomer zijn vooral de Waddenzee en de Oosterschelde belangrijk als kraamkamer van onder meer schol, tong en mosselen.
Uit de waterbalans van Nederland blijkt dat vooral de toevoer via de Rijn van belang is voor Nederland. Deze voert zelfs meer dan tweemaal zoveel water aan als door neerslag wordt geleverd. Een groot deel van Nederland is gevormd uit de delta van de Rijn, de Maas en de Schelde. De Maas en de Rijn vormen samen met de Waal, de Lek en de Merwede bovendien de grote rivieren, een rivierengebied dat een natuurlijke barrière tussen het noorden en zuiden van het land is. De IJssel, soms ook tot de grote rivieren gerekend, is een vertakking van de Rijn die noordwaarts stroomt en uitmondt in het IJsselmeer. Meren komen vooral in West-Nederland en Zuidwest-Friesland voor. Daarnaast zijn er door het afgraven van veen voor de turfwinning (vervening) veel plassen ontstaan. Voor de drinkwatervoorziening is met een aandeel van circa 70% vooral het grondwater van belang. Uitzondering hierop is de Randstad, die ondanks de aanwezigheid van een zoetwaterzak onder de duinen, vooral is aangewezen op oppervlaktewater.
De eeuwenlange strijd tegen het water heeft een duidelijke invloed gehad op de inrichting van Nederland. Door overstromingen en menselijk ingrijpen is de kustlijn in de loop van de geschiedenis aanzienlijk veranderd. Ingrijpende rampen waren de stormvloed van 1134, waarbij Zeeland in een archipel veranderde, de Sint-Luciavloed (1287), de Sint-Elisabethsvloed (1421) en als laatste de watersnoodramp van 1953. Bij overstromingen ontstonden nieuwe zeearmen of getijdengebieden op de plek waar eerder land lag. Om het land tegen het water te beschermen worden al sinds de middeleeuwen langs de kust en de rivieren dijken aangelegd. Een ander project in de strijd tegen het water zijn de Deltawerken, die zijn aangelegd tussen 1958 en 1997. Het hele Deltaplan omvatte het ophogen van meer dan 3000 kilometer zeedijk en meer dan 10.000 kilometer binnendijk langs kanalen en rivieren tot deltahoogte. Ook werden de zee-armen die in de loop der tijd in het zuidwesten van Nederland waren ontstaan door dijken van de zee afgesloten. Een andere vorm van menselijk ingrijpen in de natuur zijn de grote stukken land die door de mens zijn drooggelegd en gewonnen op het water, de zogenaamde polders. Bij voormalige meren of plassen worden deze nieuwe stukken land droogmakerijen genoemd. De grootste polders zijn de Zuiderzeewerken, die in de 20e eeuw zijn aangelegd en gezamenlijk meer dan 2500 vierkante kilometer nieuw land beslaan.

### Geologie

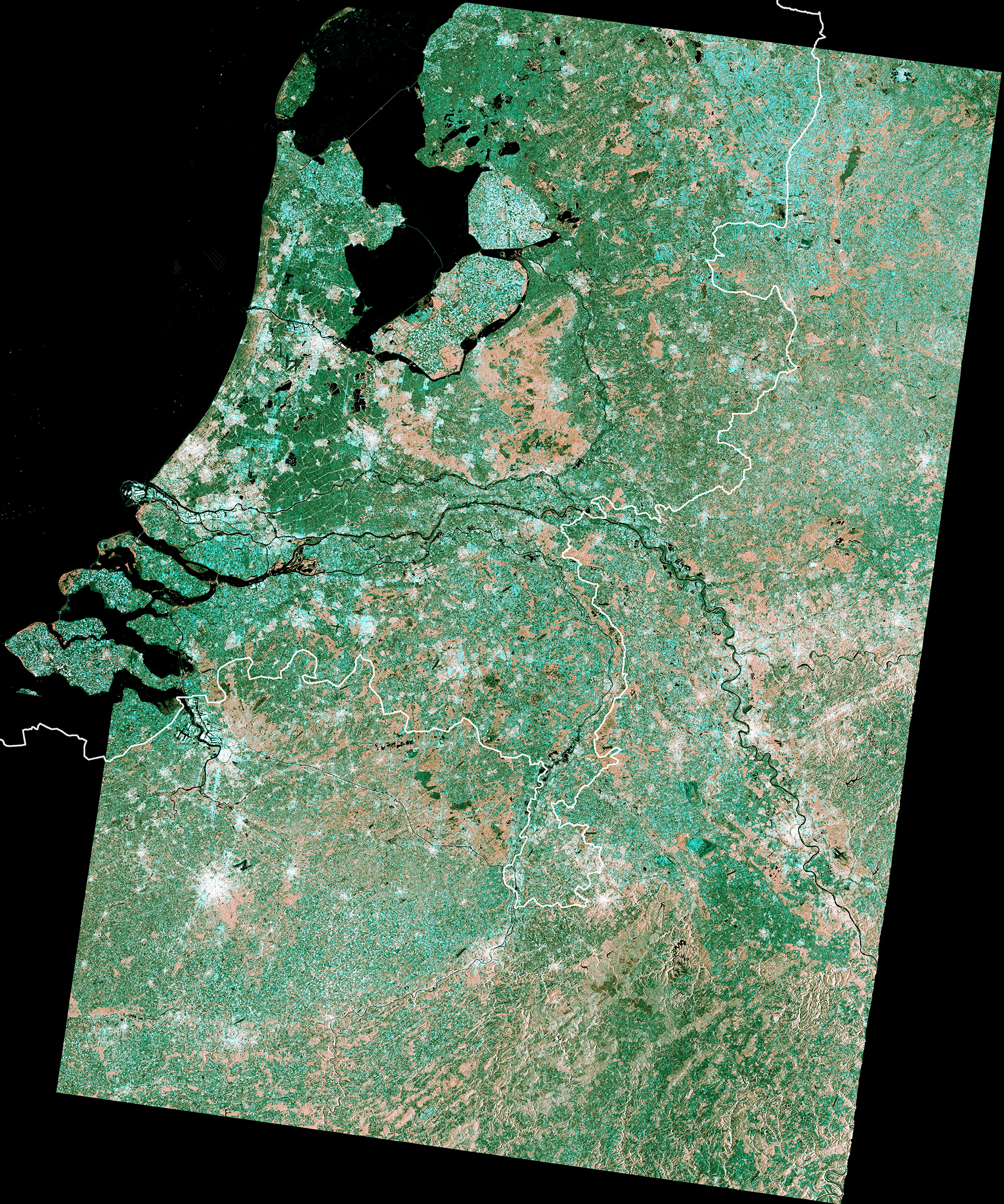
Radarbeeld van een groot deel van Nederland samengesteld uit 3 opnamestroken van de satelliet Sentinel-1A uit maart 2015.

Het tegenwoordige Nederlandse landschap is grotendeels gevormd in de laatste 150.000 jaar. De geologische structuur van de Nederlandse ondergrond wordt gekenmerkt door een serie horsten en slenken, die onderdeel vormen van een grote tektonische structuur die dwars door Europa loopt, van de Middellandse Zee bij Marseille tot onder de Noordzee. Het zuidoosten van het land ligt boven het Beneden-Rijnslenkensysteem, waar nog steeds verzakkingen in de aardkorst plaatsvinden. In 1992 (Roermond) en 2002 (Aken, net over de grens) vonden hier nog kleine aardbevingen plaats. De Beneden-Rijnslenk gaat in het westen van Nederland over in het West-Nederlands Bekken, dat op zijn beurt overgaat in vergelijkbare slenkstructuren in de ondergrond onder de Noordzee.
Zoals de naam van het land al aangeeft, is Nederland laag gelegen. Het grootste gedeelte van Nederland bestaat uit een kustvlakte die geologisch gezien tot het Noordzeebekken behoort, een groot geologisch bekken waarvan de Noordzee zelf het centrale deel vormt. Het Noordzeebekken vormde zich vanaf het Krijt, ongeveer 60 miljoen jaar geleden. Hoewel er actievere en minder actieve fasen waren, vond gedurende deze tijd in dit bekken bodemdaling en sedimentatie plaats. De randen van het Noordzeebekken vormden, tot de mens de laatste duizend jaar een belangrijke invloed op het landschap werd, een voorbeeld van een zich op natuurlijke wijze ontwikkelend kustgebied. Terwijl het centrale deel van de Noordzee bedekt is door de zee zelf, worden de randen opgeëist door delta's van de grote rivieren die in de zee uitmonden. Op de overgang tussen water en land vormden zich door de werking van de zee stranden, duinen en waddengebieden. De kustvlaktes, die zich door de afzetting van het riviersediment vormden, bevatten ook moerassen en meren.
Verreweg het meeste gesteente dat in Nederland dagzoomt is afgezet tijdens het Kwartair. De formaties van de Boven-Noordzee Groep vormen het grootste deel van het oppervlak van Nederland. Belangrijke formaties zijn de Formatie van Naaldwijk, waarvan het zand en de klei in een groot deel van het westen en het noorden van Nederland aan de oppervlakte ligt, en de uit veen bestaande Formatie van Nieuwkoop. Het zand van de Formatie van Boxtel is te vinden in het oosten en zuiden, terwijl rond de rivieren de afzettingen van de Formatie van Echteld zijn te vinden. Alleen op kleine plekken komen oudere gesteenten aan het oppervlak. Een uitzondering is Zuid-Limburg, waar het Krijt op veel plekken aan het oppervlak ligt. Alle gesteenten uit de laatste 65 miljoen jaar, het Kwartair en Tertiair samen, zijn de Noordzee Supergroep. Deze kan in de slenken vele tientallen kilometers dik zijn en is op de horsten ook nog steeds kilometers dik.
Zoals in grote delen van West-Europa, bevindt zich in het Nederlandse Carboon steenkool, die in Zuid-Limburg tot halverwege vorige eeuw door de mijnbouw gewonnen werd. In de ondergrond van het West-Nederlands Bekken en onder de Noordzee wordt ook aardolie gewonnen, hoewel dit beperkt is vergeleken met de veel grotere Noorse reserves onder de noordelijke Noordzee. Er zijn twee soorten aardgas in de Nederlandse ondergrond te vinden: droog aardgas, dat samen met de steenkool is ontstaan (voornamelijk in het Carboon) en nat aardgas, dat samen met aardolie is ontstaan, voornamelijk in het Krijt. De eerste soort komt vooral onder het land voor, de tweede soort onder de Noordzee en in het West-Nederlands Bekken. Het grootste Nederlandse gasreservoir is het aardgasveld van Slochteren in het noorden van het land. De Slochteren Formatie maakt onderdeel uit van de Boven Rotliegend Groep.

### Landschap
Het landschap van Nederland is bijna overal vlak. Geringe hoogteverschillen komen voor in het oosten en zuiden van het land, grotendeels veroorzaakt tijdens de voorlaatste ijstijd, het Saalien van 238.000 tot 128.000 jaar geleden. De ijskap reikte zo ver naar het zuiden, dat het noorden van Nederland door gletsjers bedekt werd. Dit dwong de grote rivieren hun loop te verleggen tot de huidige oost-west lopende ligging. Tegelijkertijd werkte de stuwende kracht en het gewicht van de gletsjertongen op de ondergrond. Dit zorgde voor het ontstaan van een afwisseling van stuwwallen, zoals de Utrechtse Heuvelrug, de Veluwe, de Sallandse Heuvelrug en glaciale bekkens, zoals de Eemvallei en de IJsselvallei.

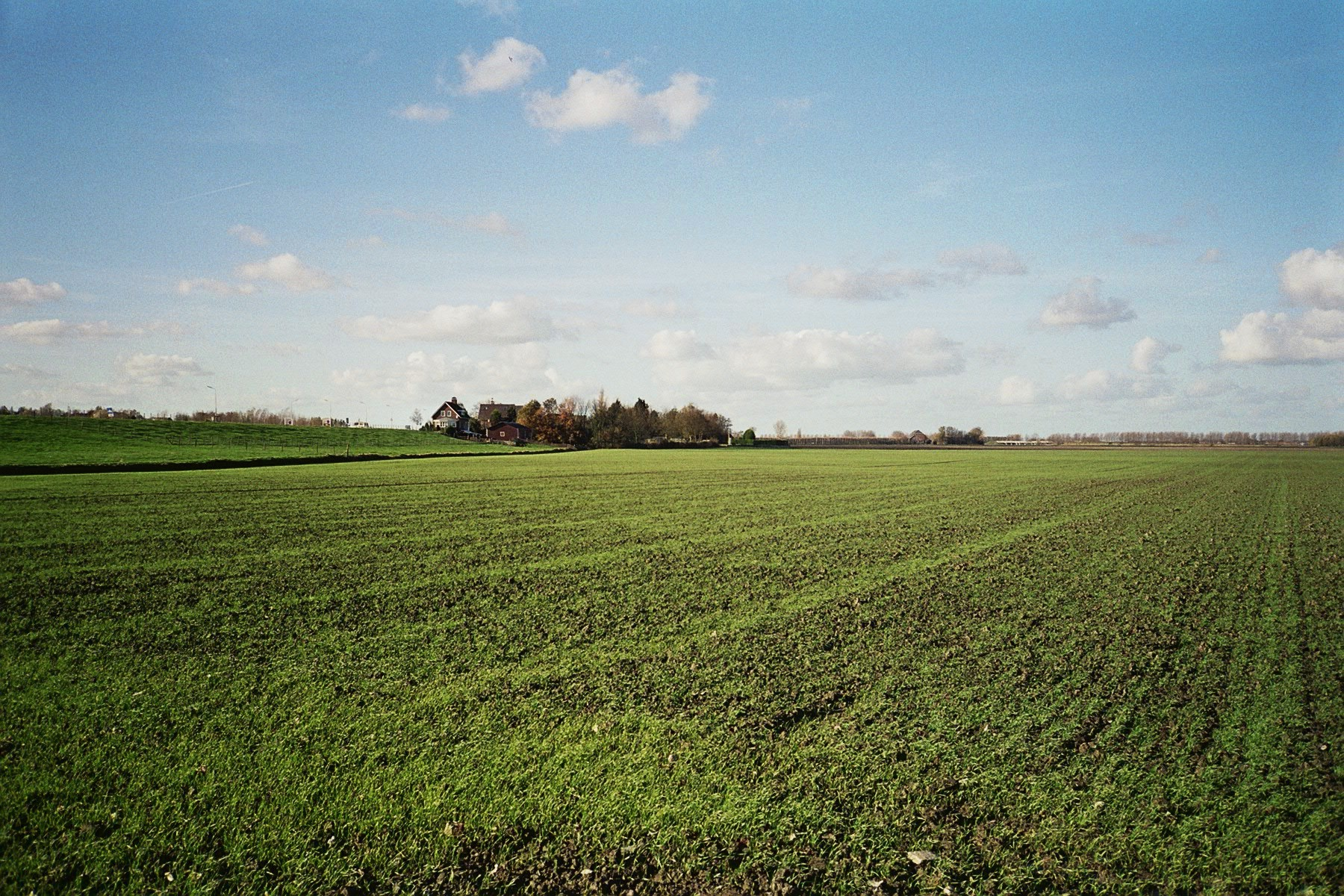
De Haarlemmermeer is een droogmakerij, een door mensen bemalen watervlakte en daarmee de ultieme vorm van een cultuurlandschap.

Alleen het uiterste zuiden van de provincie Limburg (Zuid-Limburg) vertoont significante reliëfverschillen. De 323 meter hoge Vaalserberg in Limburg, met als top het Drielandenpunt met Duitsland en België, is de hoogste heuvel van (Europees) Nederland. Het laagste punt van Nederland bevindt zich in de buurt van Nieuwerkerk aan den IJssel en bevindt zich 6,76 meter onder NAP.
Het Nederlandse landschap bestaat grotendeels uit cultuurlandschappen en daarnaast uit beheerde natuurgebieden. In de afgelopen eeuwen is de levende natuur niet alleen veranderd, maar door verkleining en versnippering van de leefgebieden en milieuvervuiling in kwaliteit en kwantiteit ook achteruitgegaan. Via natuurbeleid en de activiteiten van particulieren wordt geprobeerd het tij te keren, onder andere via natuurontwikkeling en het herstel van min of meer oorspronkelijke landschappen. Dergelijke natuurontwikkelingsgebieden vinden we bijvoorbeeld langs de grote rivieren, onder andere bij de Gelderse Poort. Daarnaast zijn er in Nederland vele oudere natuurgebieden met onder meer bos, duin en heide. Er zijn bovendien eenentwintig nationale parken, waarvan het Zeeuws Nationaal Park Oosterschelde het grootste is en Veluwezoom en De Hoge Veluwe in Gelderland de oudste zijn.
Het Nederlandse landschap kan worden ingedeeld op verschillen in substraat, bodem, waterhuishouding en de ontginningsgeschiedenis. Het grootste deel van het oppervlak van Nederland bestaat uit de Boven-Noordzee Groep. Belangrijke landschapstypen zijn het duinlandschap, het rivierlandschap, het zeekleilandschap, het veenlandschap, het zandlandschap en het krijt-lösslandschap. Andere indelingen leggen meer de nadruk op de cultuurhistorie. Zo onderscheidt men bijvoorbeeld het esdorpenlandschap en het terpenlandschap. In zogenaamde nationale landschappen worden belangrijke cultuurlandschappen beschermd zoals het Groene Hart in de Randstad.

### Klimaat

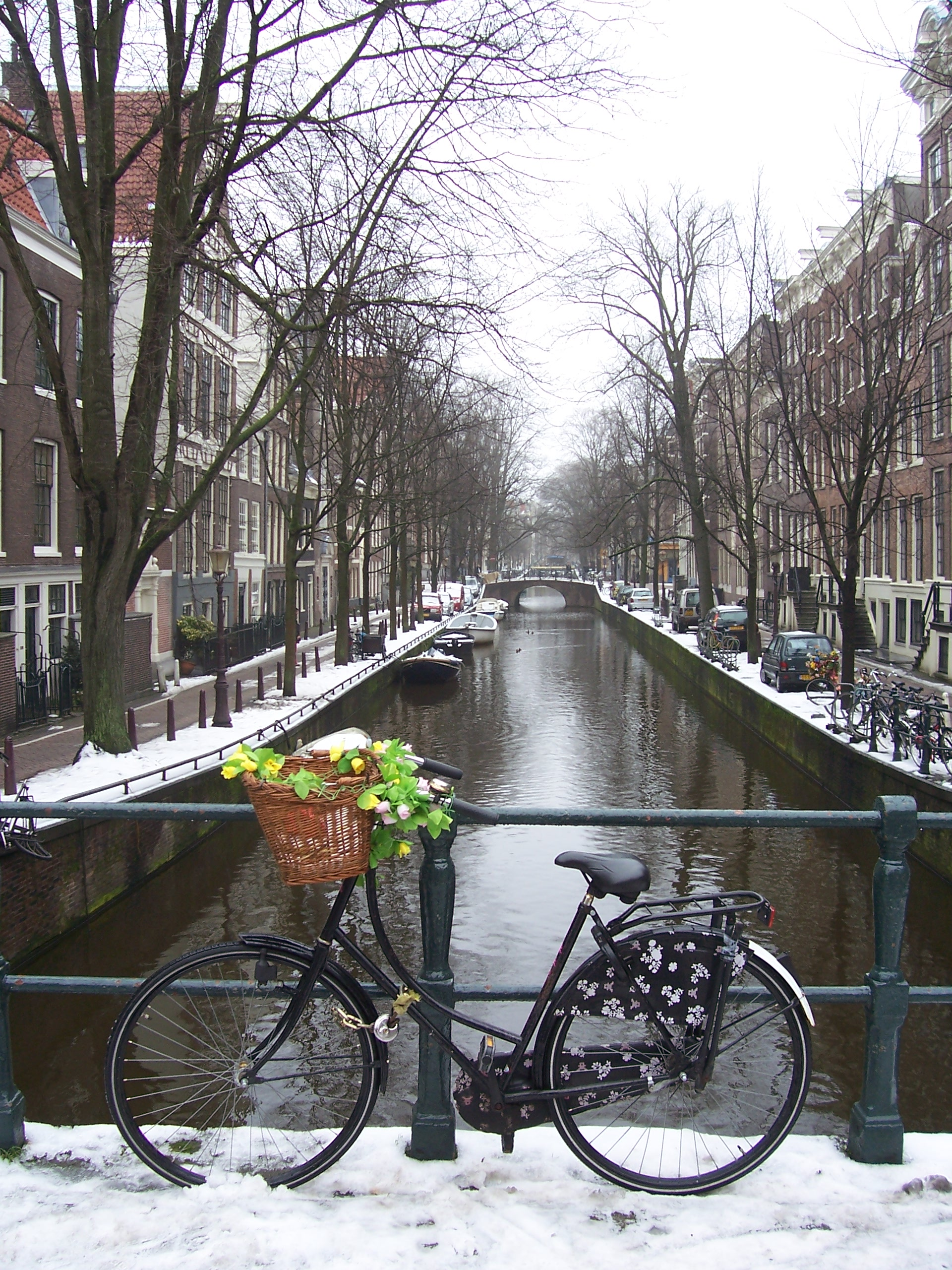
Sneeuw, zoals hier in Amsterdam, is tijdens de Nederlandse winters geen ongebruikelijk fenomeen

Nederland heeft een zogenaamd Cfb-klimaat, een gematigd zeeklimaat met milde winters en koele zomers. Het klimaat wordt beïnvloed door de Noordzee die het gehele jaar de temperatuur matigt, waarbij zowel de dagelijkse als jaarlijkse temperatuurschommelingen toenemen richting het oosten. Hoewel er de laatste decennia een stijging van de gemiddelde temperatuur is waar te nemen, is door de grote natuurlijke temperatuurfluctuaties nog niet met zekerheid te zeggen of dit het gevolg is van een versterkt broeikaseffect en rechtstreeks samenhangt met de wereldwijde opwarming.
Met circa 1600 zonuren heeft de kust de meeste zonuren, terwijl de Achterhoek met ongeveer 1450 uur de minste zonneschijn heeft. Ondanks het imago van regenland, regent het gemiddeld slechts 8% van de tijd. In de zomer is er vooral op grasland een verdampingsoverschot, maar gemiddeld is er jaarlijks een neerslagoverschot, het grootst op de Veluwe. Het natst zijn de Veluwe, Drenthe en Zuid-Limburg, het droogst het centrale deel van Limburg met minder dan 700 mm.
| Maand                       | jan   | feb   | mrt   | apr  | mei  | jun  | jul  | aug  | sep  | okt  | nov   | dec   | Jaar  |
| --------------------------- | ----- | ----- | ----- | ---- | ---- | ---- | ---- | ---- | ---- | ---- | ----- | ----- | ----- |
| Hoogste maximum (°C)        | 17,2  | 20,5  | 26,1  | 32,2 | 35,6 | 38,4 | 40,7 | 38,6 | 35,2 | 30,1 | 22,0  | 17,8  | 40,7  |
| Gemiddeld maximum (°C)      | 6,1   | 7,0   | 10,5  | 14,8 | 18,3 | 20,9 | 23,1 | 22,9 | 19,5 | 14,8 | 9,9   | 6,7   | 14,5  |
| Gemiddelde temperatuur (°C) | 3,6   | 3,9   | 6,5   | 9,8  | 13,4 | 16,2 | 18,3 | 17,9 | 14,7 | 10,9 | 7,0   | 4,2   | 10,5  |
| Gemiddeld minimum (°C)      | 0,9   | 0,7   | 2,4   | 4,5  | 8,0  | 10,8 | 13,0 | 12,5 | 10,0 | 7,1  | 3,9   | 1,6   | 6,3   |
| Laagste minimum (°C)        | −27,4 | −26,8 | −20,7 | −9,4 | −5,4 | −1,2 | 0,7  | 1,3  | −3,7 | −8,5 | −14,4 | −22,3 | −27,4 |
|                             |       |       |       |      |      |      |      |      |      |      |       |       |       |
| Neerslag (mm)               | 70,8  | 63,1  | 57,8  | 41,6 | 59,3 | 70,5 | 85,2 | 83,6 | 77,9 | 81,1 | 80,0  | 83,8  | 854,7 |
| Bron: KNMI                  |       |       |       |      |      |      |      |      |      |      |       |       |       |

### Flora en fauna

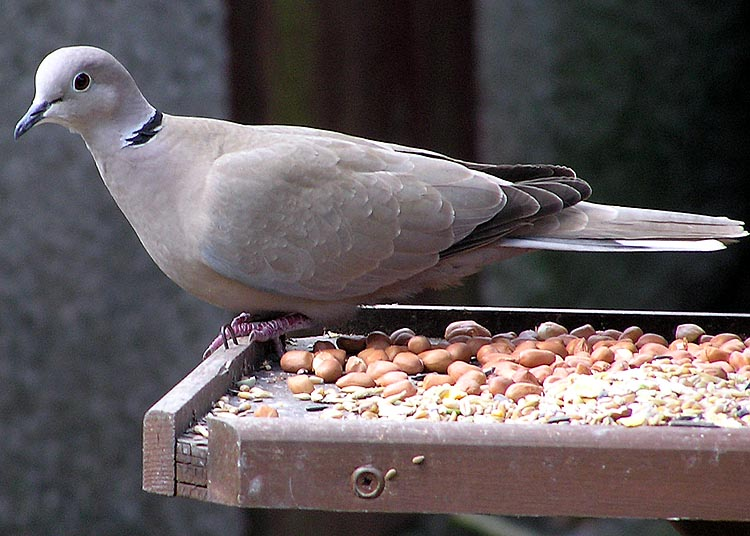
Pas sinds 1949 komt de Turkse tortel in Nederland voor.

De flora en fauna van Nederland zijn relatief goed onderzocht. Er is een lange traditie van floristisch en faunistisch onderzoek, dat uitgevoerd wordt door organisaties als SOVON, FLORON en De Vlinderstichting. Sommige verenigingen voor natuurstudie zijn al meer dan honderd jaar actief, zoals de Nederlandse Entomologische Vereniging, de Vogelbescherming Nederland, de Koninklijke Nederlandse Natuurhistorische Vereniging (Vereniging voor veldbiologie) en de Nederlandse Mycologische Vereniging. Het is bekend dat Nederland relatief erg soortenarm is, deels als gevolg van de IJstijden en deels vanwege de eenvormige geografie. Van de hogere plantensoorten komt de helft uitsluitend voor in twee uitzonderlijke gebieden: Zuid-Limburg en Oostvoorne. Het belangrijkste natuurgebied is de Waddenzee, of, als alleen het landoppervlak beschouwd wordt, het duingebied.
Menselijk ingrijpen, zowel direct (kap van bossen, ontginningen, wegenaanleg, etc) als indirect (overbemesting) heeft grote invloed op het huidige landschap, de flora en de fauna. Veel dier- en plantensoorten dreigen te verdwijnen. Om dit te voorkomen zijn zogenaamde rode lijsten gemaakt waarop de meest bedreigde soorten staan. Sommige soorten passen zich juist aan aan de menselijke cultuur, zoals de merel en de koolmees.
In Nederland worden zogenaamde floradistricten onderscheiden op grond van verschillen in klimaat, bodem en waterhuishouding; deze districten hebben eigen plantensoorten. De 23e druk van de standaardflora Heukels' Flora van Nederland hanteert 15 floradistricten, die dan meest worden ingedeeld bij de West-Europese floraregio. In Nederland komen circa 1400 tot 1700 soorten hogere planten voor en 600 soorten mossen. Daarnaast zijn er duizenden soorten die niet meer tot de planten worden gerekend zoals zo'n 5000 soorten paddenstoelen (macrofungi) of andere schimmels en een paar duizend soorten korstmossen en algen.
Ook voor een aantal dieren worden geografische districten onderscheiden, zoals voor onder andere broedvogels. In Nederland komen ruim 50 soorten zoogdieren voor, zo'n 600 soorten broed- en trekvogels, tientallen vissoorten, ruim 50 dagvlinders (bij 2000 totaal aan vlinders) en duizenden ongewervelden. Ondanks de geringe afmetingen heeft Nederland toch endemische dieren (die alleen in Nederland voorkomen), zoals de Grote vuurvlinder en Microtus oeconomus arenicola (een ondersoort van de Noordse woelmuis).
Door de ligging in Europa en het intensieve verkeer is er een regelmatige aanvoer van adventieven, die zich soms met enig succes vestigen, zoals de halsbandparkiet en de driehoeksmossel, maar slechts vrij zelden een permanente plaag vormen; mogelijke uitzonderingen zijn de waterpest en de Amerikaanse vogelkers. De soorten die hier voorkomen zijn bijna allemaal relatieve nieuwkomers (van na de IJstijden); zo zijn het konijn, de fazant en de tamme kastanje in historische tijden ingevoerd. De hier algemene soorten zijn erg concurrentiekrachtig.
Er is met enig succes nieuwe natuur aangelegd, met name in het gebied de Oostvaardersplassen, waar veel soorten gedijen. Er wordt geprobeerd soorten die hier in historische tijden zijn uitgeroeid opnieuw te introduceren, soms met succes, zoals de raaf en de bever. Van andere soorten zoals de otter blijft het resultaat onzeker. Dit laatste geldt voor een Europees project voor herintroductie van de zalm. De zeearend vestigt zich, zij het aarzelend, op eigen gelegenheid. Terugkeer van wat grotere roofdieren als de wolf en de lynx blijft controversieel. Dit geldt ook voor herintroductie van plantensoorten door zaaien en herstel van natuurgebieden door ingrepen als bekalken (om de verzuring tegen te gaan).

### Caribisch Nederland

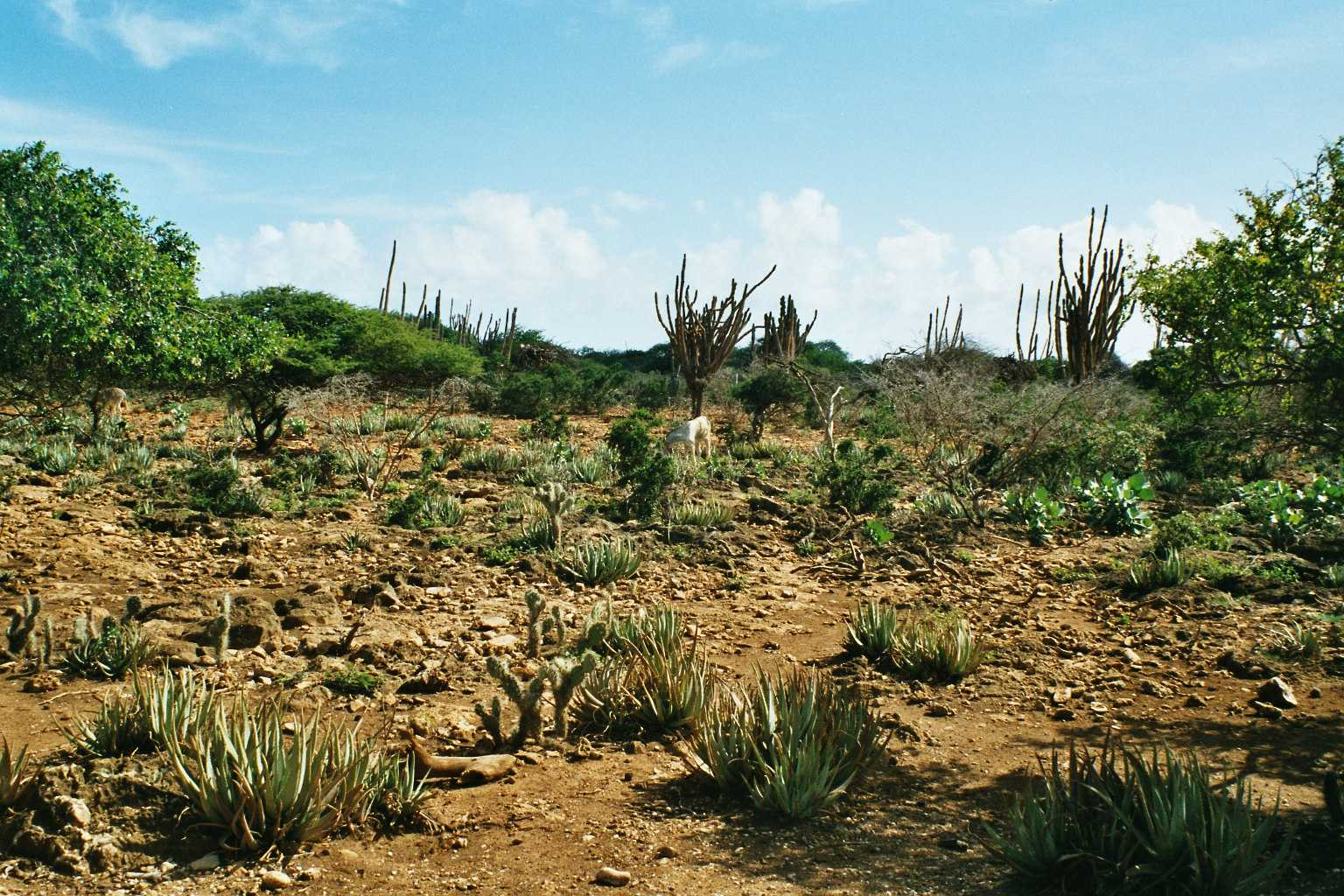
Bonaire heeft een steppeklimaat.

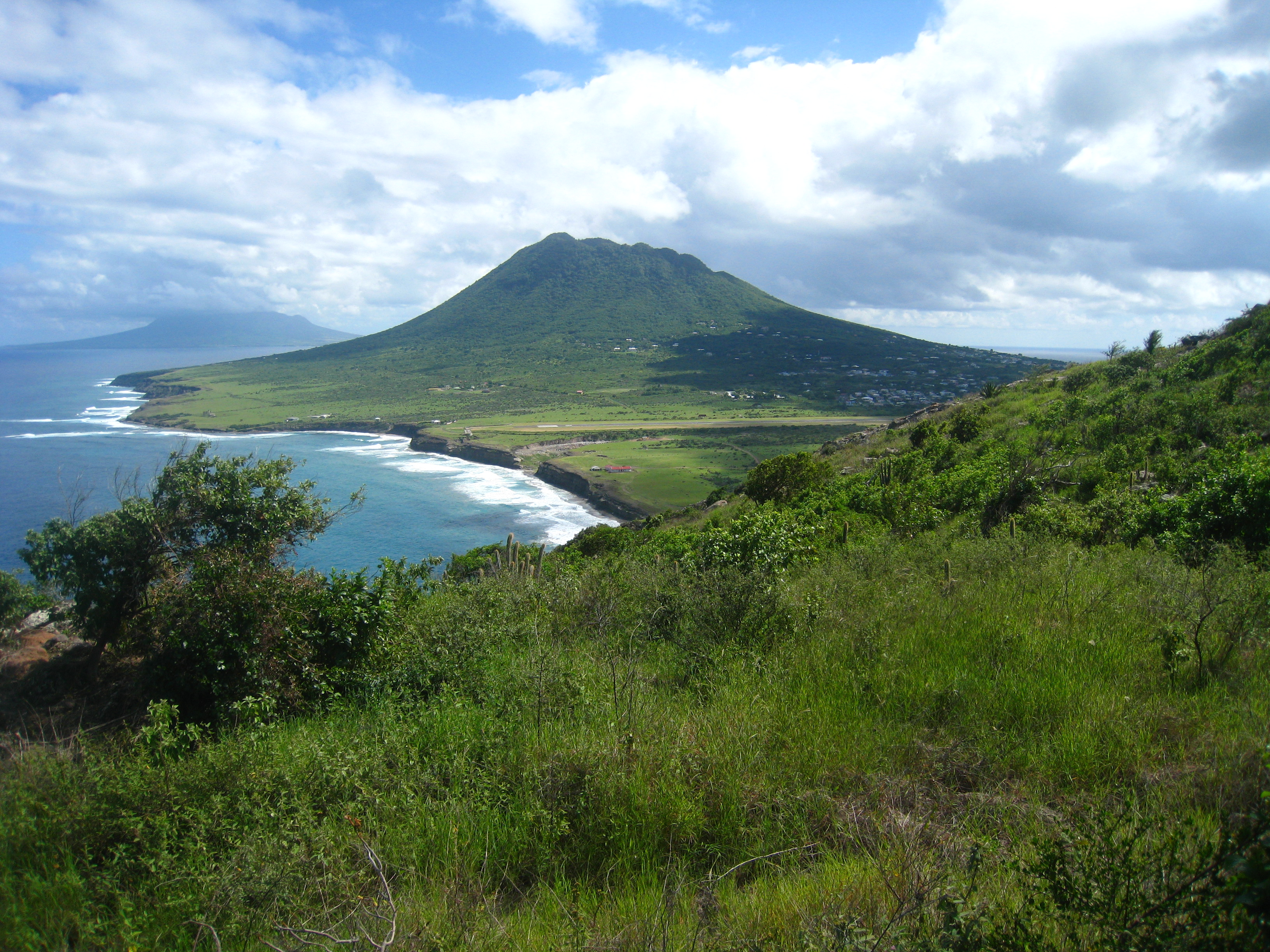
The Quill torent boven Sint Eustatius uit.

De Caribische eilanden Bonaire, Sint Eustatius en Saba (BES-eilanden) behoren staatkundig tot Nederland. Zij worden gezamenlijk wel als Caribisch Nederland aangeduid. Hun geografie verschilt aanzienlijk van die van het Europese deel van Nederland. Onderling zijn er ook verschillen, met name tussen enerzijds het benedenwindse eiland Bonaire en anderzijds de bovenwindse eilanden Sint Eustatius en Saba.
Het eiland Bonaire maakt deel uit van de benedenwindse eilanden van de Kleine Antillen. Deze eilanden, die naast Bonaire ook Aruba, Curaçao en de Venezolaanse eilanden omvatten, liggen vlak voor de kust van Venezuela. Aangenomen wordt dat ze evenals de bovenwindse eilanden van vulkanische oorsprong zijn, maar alleen de oudste gesteenten zijn vulkanisch en het grootste deel van de eilanden bestaat uit kalkachtig gesteente. Het klimaat op het westelijke deel van deze eilanden is vergelijkbaar met dat van het nabijgelegen vasteland, semi-aride tot aride. Bonaire heeft een BS-klimaat (steppeklimaat) in de classificatie van Köppen.
De eilanden Sint Eustatius en Saba behoren tot de bovenwindse eilanden van de Kleine Antillen. Deze bovenwindse eilanden, waartoe ook Sint Maarten behoort, vormen een langgerekte groep, die zich uitstrekt tussen Puerto Rico en de Venezolaanse kust. De groep bestaat uit twee bogen, die zijn ontstaan door subductie van de Zuid-Amerikaanse Plaat onder de Caribische Plaat. De eilanden hebben hun ontstaan dan ook te danken aan vulkanische activiteit. De binnenste boog, waartoe Sint Eustatius en Saba behoren, is vulkanisch nog enigszins actief. De beide eilanden worden gedomineerd door een slapende vulkaan die het hoogste punt van ieder van de eilanden vormt. The Quill op Sint Eustatius heeft een hoogte van 601 meter en het hoogste punt van Saba, Mount Scenery, is met 887 meter ook het hoogste punt op Nederlands grondgebied (en in het gehele Koninkrijk der Nederlanden).
Het klimaat op de twee Bovenwindse eilanden kan, afhankelijk van de hoogte, in de klimaatclassificatie van Köppen worden ingedeeld als Aw (tropisch savanneklimaat) in de laaggelegen gebieden tot Am (moessonklimaat) in de hoger gelegen gebieden, met Af (tropisch regenwoudklimaat) op Mount Scenery en wellicht ook op The Quill.

## Geschiedenis
De bewoningsgeschiedenis van Nederland is sterk verbonden met het ontstaan van de Nederlandse ondergrond. De omgeving veranderde niet alleen door de verdrinkingsgeschiedenis van de Schelde, Rijn, Maas en Eems tijdens het Holoceen, maar andersom is bewoning van grote invloed geweest op het huidige Nederlandse landschap met polders en dijken, met name in de laatste 1000 jaar.
De noodgedwongen collectiviteit zorgde voor een bestuur en mentaliteit die mede bijdroegen tot het latere succes van de Nederlandse handel, waarbij ook de geografisch gunstige ligging aan zee en waterwegen van groot belang was. De Nederlandse gewesten hebben door de geschiedenis heen wisselende onderlinge relaties gehad, soms samenwerkend, soms rivaliserend. Belangrijke keerpunten zijn de Opstand met zijn onafhankelijkheidsverklaring die voorafging aan een periode van grote voorspoed, een lange periode van verval en in 1795 de Franse inval die het einde betekende van de Republiek. Als het Koninkrijk der Nederlanden bestaat Nederland sinds 1814 en in min of meer de huidige vorm vanaf 1830 na de Belgische Revolutie.

### Pre- en protohistorie
Met het einde van de laatste ijstijd begon het huidige tijdperk, het Holoceen (9700 v.Chr. - heden). Hierin steeg de temperatuur met een zeespiegelstijging tot gevolg en het volstromen van de Noordzee. De moerassige rivierdelta die later Nederland genoemd zou worden, was echter nog weinig aantrekkelijk en bewoning bleef aanvankelijk beperkt tot passerende jager-verzamelaars. Vanuit Zuidwest-Azië verspreidde de landbouw zich tussen 8000 en 6700 jaar geleden over geheel Europa. Als randgebied begon het neolithicum in de delta relatief laat en dan nog vooral op de hogere lössgronden. Nederzettingen begonnen zich te vormen, maar steden zoals die zich in het centrum van de oude wereld voorzichtig begonnen te vormen, waren nog ver weg.
Door de introductie van nieuwe technologieën als metaalbewerking kon voedsel efficiënter vergaard worden, wat een elite vrijmaakte die zich bezighield met andere zaken. De belangrijkste specialisatie was die van spirituele leiders die gevaren konden duiden of zelfs afwenden. Rondom hen ontstonden centra van toenemende welvaart, aanvankelijk om de goden tevreden te stellen. Ter bescherming werden tijdelijk krijgers als leider aangesteld die echter gaandeweg meer macht verkregen. Relatief egalitaire samenlevingen werden op die manier adellijk met een aristocratisch bestuur. Dit gold onder meer voor de Kelten voor wie het latere Nederland een randgebied was en de La Tène-cultuur daarna (ca. 450 v.Chr. tot de Romeinse periode in de eerste eeuw v.Chr.). Aangetrokken door Keltische welvaart, trokken in de tweede eeuw voor Christus Germanen – waarvan overigens het onderscheid met de Kelten niet goed duidelijk is – naar het westen.
Met de komst van de Romeinen in 57 v.Chr. begon de protohistorie van de Lage Landen. Na aanvankelijke pogingen om het rijk uit te breiden tot aan de Elbe, werd vanaf 47 n.Chr. de Rijn de noordgrens of limes. Na de onderdrukking van de Bataafse Opstand in het vierkeizerjaar (68-69) was het gedurende twee eeuwen, tot ongeveer 250, rustig in de Rijnprovincies. Met de opname in het Romeinse Rijk brak een periode van economische expansie en sterke bevolkingstoename, de pax Romana, aan. Door de uitbreiding van het wegennet en de scheepvaart nam de mobiliteit en daarmee de handel toe, geholpen door de toenemende beschikbaarheid van muntgeld. Het Romeinse pantheon werd geïntroduceerd, maar voordat het christendom de overheersende godsdienst werd, was er vooral een mengelmoes van heidense culten.

### Middeleeuwen (400-1500)
De Germaanse druk op de limes nam echter toe. De volksverhuizingen, die al met al zo'n twee eeuwen duurden, luidden een periode van instabiliteit in. In 406 werd de Rijngrens doorbroken. Er volgde een periode van neergang, waarvan het Romeinse Rijk zich niet meer herstelde en versnippering van Europa die tot op heden herkenbaar is. De bevolking en de handel namen af; geld raakte in onbruik.
Keizer Karel de Grote (768-814) wist naast de Friezen in het noorden uiteindelijk ook de Saksen in het oosten aan zich te onderwerpen; de tweede kerstening vond plaats. In de volgende eeuwen zou het christelijk geloof zich aanpassen en volledig doordringen in de samenleving. Onder Karel de Grote waren de Lage Landen geen randgebied meer, maar lagen zij nabij het centrum van het Frankische rijk.
Het leenstelsel – waarbij vazallen bij ontbreken van een geldeconomie beloond werden door hun grond in leen te geven – verzwakte het centraal gezag. Ten gevolge van invallen van de Vikingen en delingen van het Frankische Rijk was het een instabiele periode. In de tiende eeuw kwam er een einde aan de invasies van Europa door Vikingen, Moren en Aziatische steppevolkeren. De hierop volgende stabiliteit had vanaf de elfde eeuw een expansiebeweging tot gevolg. Venen en moerassen werden drooggelegd, bossen gerooid en grond werd ontgonnen. Door verbeteringen in de landbouw konden meer mensen zich aan het primaire productieproces onttrekken
Nu de dreiging van buitenaf was weggevallen, richtte de klasse van krijgers zich tegen elkaar en de lokale bevolking. Een aantal feodale heren wist hun gezag uit te breiden ten koste van hun buren. Uit een onoverzichtelijke lappendeken van gebiedjes ontwikkelden zich wereldlijke en geestelijke landsheerlijkheden. Het graafschap Vlaanderen onder de aanvankelijk zwakke koning van Frankrijk was lange tijd het belangrijkste gewest. In Lotharingen was de Duitse keizer een stuk machtiger, doordat hij met het rijkskerkenstelsel bisschoppen met wereldlijke macht bedeelde en daarmee dynastievorming tegenging. Desondanks groeiden de wereldlijke landsheerlijkheden vanaf ca. 1100 uit tot praktisch onafhankelijke vorstendommen.

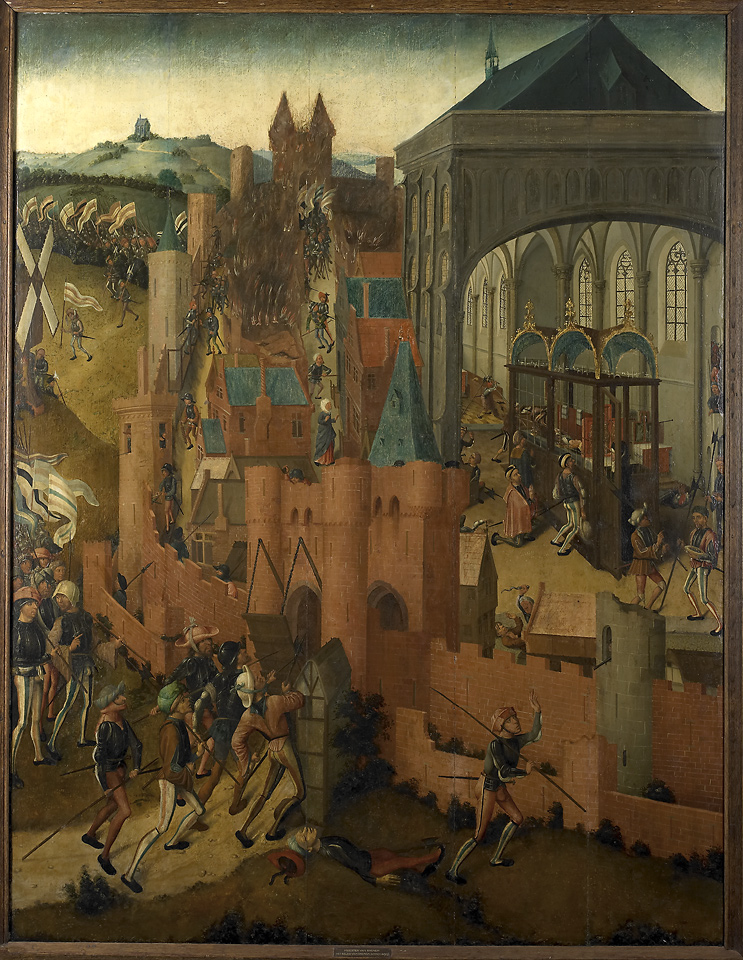
De verovering van Rhenen door Jan II van Kleef in 1499, Meester van Rhenen
De hertogen, graven en andere heren betwistten de zwakke macht van de keizer, maar ook elkaar. De relatieve onafhankelijkheid ten opzichte van de keizer was voor het gewone volk niet noodzakelijkerwijs een zegen.

De bevolkingsgroei in deze periode had zijn weerslag op de handel en daarmee op de steden, die vooral door hun muren een machtsfactor van betekenis werden. Dit was het begin van de afbraak van het feodale stelsel. De steden waren niet alleen een inkomstenbron voor de landsheer, maar werden later ook een concurrerende machtsfactor. In gebieden met weinig steden bleef de adel echter nog eeuwenlang een belangrijke rol spelen. Er ontstond een structuur om het werk aan de dijken en sluizen te coördineren, waartoe waterschappen en heemraadschappen werden opgericht. Door dit alles veranderde de sociale en economische structuur en kon men zich ook gaan richten op de visserij, de lakennijverheid en overzeese handel. Met de groeiende macht van de burgerij werd het culturele monopolie van de Kerk doorbroken. Tijdens deze renaissance van de twaalfde eeuw, de culturele opleving in deze periode, werden ook de eerste scholen en universiteiten gesticht.
De veertiende eeuw was voor Europa een periode van crises in velerlei opzicht, met onder andere de Zwarte Dood (1347-1351) en de Honderdjarige Oorlog. In economisch opzicht was er zelfs sprake van een algemene malaise die tot ca. 1475 duurde. Voor de Nederlanden ging dit echter niet op en was er eerder sprake van economische expansie.
De expansiedrang van de landsheren uitte zich in verscheidene onderlinge oorlogen, maar vooral de huwelijkspolitiek zorgde ervoor – vaak door toevalligheden – dat grote delen van de Lage Landen onder buitenlandse vorstenhuizen vielen. Het succes van de huwelijkspolitiek bleek vooral bij de hertogen van Bourgondië. Die wisten tussen 1384 en 1428 een aantal noordelijke en vrijwel alle zuidelijke gebieden voor het eerst sinds de Karolingische tijd te verenigen.
Onder de Bourgondiërs werd getracht meer greep te krijgen op de particularistische gewesten. Ondanks de interne zwakheden en lokaal opspelende onrust profiteerden de gewesten van het wegvallen van de onderlinge rivaliteit van de voorgaande eeuwen en begon er een periode van welvaart.

### Van Spaanse overheersing naar onafhankelijkheid (16e eeuw)
Ook voor de Habsburgers daarna waren de economische sterke Nederlanden van belang. Onder keizer Karel V (1515-1555) werd het gebied onderdeel van het Spaanse wereldrijk. Het zwaartepunt verschoof naar vooral Spanje, waarbij het bestuur van de Nederlanden werd overgelaten aan een landvoogd. Dat de Nederlanden deel uitmaakten van het Habsburgse rijk betekende ook dat deze gewesten betrokken raakten in reeds lang aan de gang zijnde Italiaanse Oorlogen tussen Frankrijk en de Habsburgers. Frankrijk zag zich, nadat Karel V ook koning van Spanje geworden was, voor een groot deel omsingeld door het huis Habsburg. De Italiaanse Oorlogen beheersten de Europese politiek tot aan 1559 en de Frans-Habsburgse rivaliteit nog twee eeuwen langer. De zogenoemde XVII Provinciën werden in deze periode tot een vergaand onafhankelijke eenheid gemaakt.
De protestantse reformatie sloeg vanaf het midden van de eeuw aan in dit gebied, dat al lang een kritische houding aannam ten opzichte van de rooms-katholieke kerk. In economisch en demografisch opzicht was er vanaf het einde van de vijftiende eeuw sprake van een sterke groei. De oorlogen, met hoge belastingen en handelsblokkades als gevolg, drukten echter zwaar op de bevolking. Deze keer kwam er door de reformatie en vooral de harde vervolging daarvan nog een nieuwe factor bij. Dit explosieve mengsel zou leiden tot de Opstand, ook wel aangeduid als de Tachtigjarige Oorlog. De eerste opstand in 1567-1568 kon nog de kop ingedrukt worden, maar het harde beleid riep opnieuw veel weerstand op. Op 1 april 1572 slaagden de geuzen erin om Den Briel in te nemen en begon een tweede opstand.
Op 26 juli 1581 werd door de Staten-Generaal van de Nederlanden het op 22 juli opgestelde Plakkaat van Verlatinghe ondertekend. Hierin werd Filips II afgezworen als Heer der Nederlanden. Het kan worden gezien als de onafhankelijkheidsverklaring van de Nederlanden. Deze daad volgde op de Unie van Utrecht in 1579.
De Val van Antwerpen in 1585 bezegelde daarna in militaire zin de scheiding van de noordelijke en zuidelijke Nederlanden. Bij gebrek aan een geschikte andere landsheer ontstond in 1588 de Republiek.

### De Republiek (17e en 18e eeuw)
Geholpen door de imperial overstretch die Spanje ondervond, kon de Republiek voorkomen heroverd te worden. Sterker nog, het wist maximaal te profiteren van het verschuiven van het economisch middelpunt van de Middellandse Zee naar West-Europa. Waar de noordelijke Nederlanden eerder in de schaduw stonden van de zuidelijke gewesten, nam Amsterdam na de val en blokkade van Antwerpen de plaats over als handelscentrum van Europa, terwijl Holland de scheepvaart in Europa beheerste. Hoewel de winsten vooral in de Europese handel werden bereikt met vooral de moedernegotie, de handel op de Oostzee, wist ook de Vereenigde Oostindische Compagnie (VOC) grote winsten te bereiken voor de aandeelhouders. De welvaart die hiermee verkregen werd, ging gepaard met verschrikkingen tegen de lokale bevolking. Zo liet Jan Pieterszoon Coen in 1621 vrijwel alle inwoners van de Banda-eilanden uitmoorden.
De daaropvolgende Gouden Eeuw was een periode met een grotere politieke, culturele en economische betekenis dan ooit daarvoor of daarna in de Nederlanden. Vooral de oude Hollandse meesters in de schilderkunst kenmerkten de bloei van deze periode. Deze periode zag echter ook het begin van de latere Nederlandse koloniën, waarbij de Republiek na een reeks veroveringen op de Portugezen ook een aandeel had in de trans-Atlantische slavenhandel. Handelsroutes van Afrikaanse slaven liepen in de zeventiende eeuw grotendeels via Elmina in Ghana (Goudkust) naar Suriname, Brazilië en de Caribische eilanden. Elmina werd in 1637 veroverd, Axim in 1642. In 1641 werd onder aanvoering van Pieter Cornelisz. Jol ook Angola veroverd. Naar schatting werden zo ruim 550.000 mensen in slavernij naar Amerika gebracht door Hollandse schepen. Deze reizen waren veelal onder erbarmelijke omstandigheden waarbij mensen onderweg stierven. Naast de persoonlijke ontberingen had dit ook een ontwrichtende uitwerking op de Afrikaanse samenlevingen. Schattingen over de directe winstgevendheid lopen uiteen, maar zonder slavernij was de kolonisatie van Amerika geheel anders verlopen. Ook in Aziatische slaven werd veelvuldig gehandeld. De slaaf was in de economie van het Nederlandse koloniale rijk in de Gouden Eeuw onmisbaar als arbeidskracht; in de tweede helft van de zeventiende eeuw bestond de helft van de inwoners van Batavia uit onvrijen.
Door het economische overwicht kon Holland de Staten-Generaal domineren. Zodra de belangen van Holland en Oranje niet meer overeenkwamen, kon het bestuur volledig verlamd raken. Hoewel de overheid protestants was, bestond er vrijheid van geweten, maar er was geen vrijheid van eredienst. De tolerantie was heel wat groter dan elders in Europa, maar het was een opportunistische keuze, die voorkwam dat men te maken kreeg met een exodus zoals het dogmatische Spanje had meegemaakt. De burgerij werd de dominerende klasse, terwijl de invloed van de adel en al eerder van de geestelijkheid verminderde. Regenten begonnen het politieke klimaat te beheersen.
In 1648 werd de oorlog met Spanje beëindigd, tegen de zin van stadhouder Willem II. Zijn pogingen de macht naar zich toe te trekken resulteerden na zijn onverwachte dood in 1650 tot het eerste stadhouderloze tijdperk. Dit tijdperk werd binnenlands gekenmerkt door de Ware vrijheid en buitenlands door handelsoorlogen.

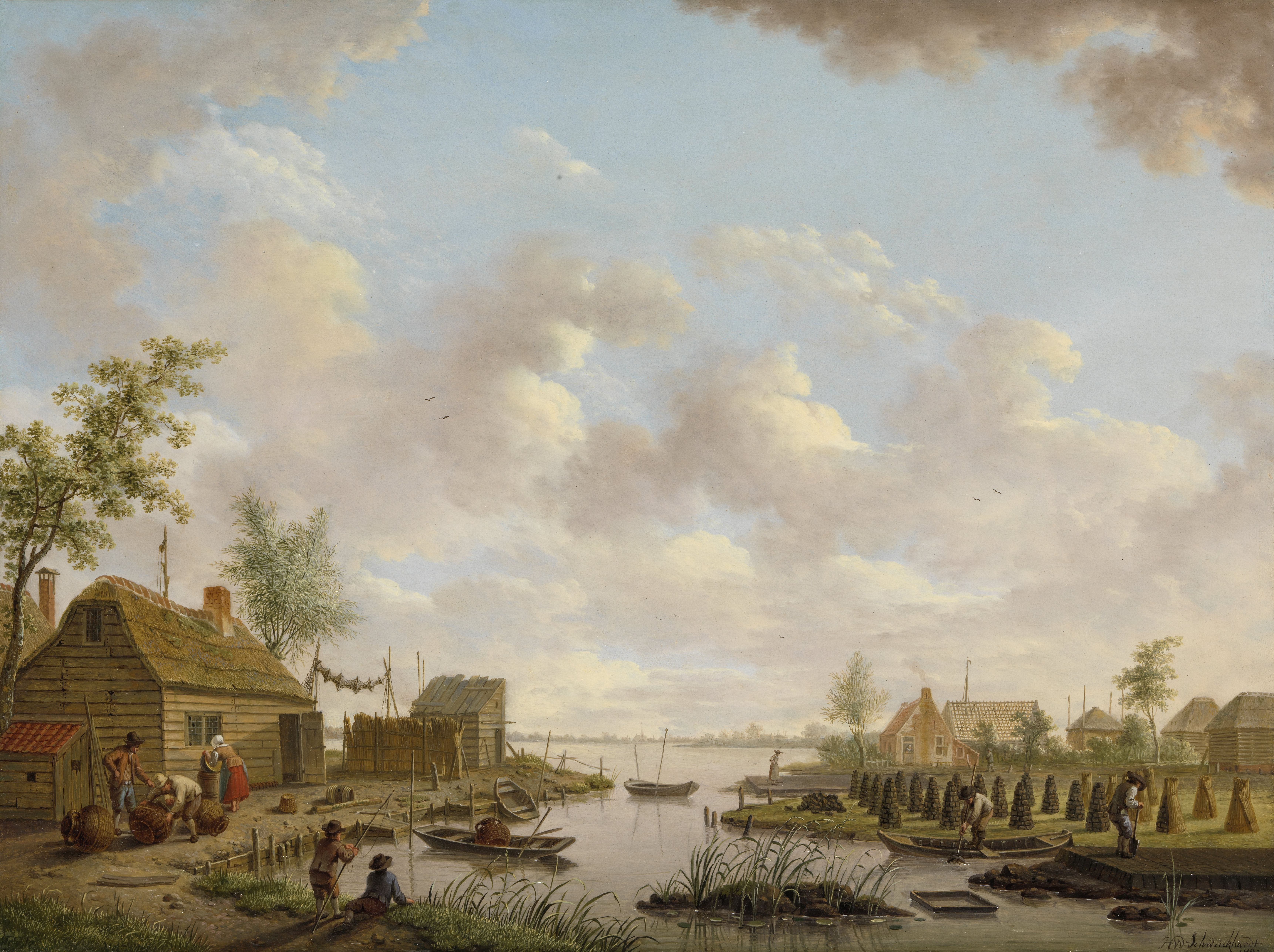
Landschap met vissers en turfstekende boeren in het laagveen, 1783, Hendrik Willem Schweickhardt

Grootschalige mechanische energieopwekking vond voor het eerst plaats met wind- en watermolens. Een belangrijke bijdrage aan de welvaart van de Verenigde Provinciën tijdens de Gouden Eeuw werd geleverd door turf. Het geheel maakte een proto-industrialisatie mogelijk die pas voorbij werd gestreefd met de industriële revolutie in het Koninkrijk Groot-Brittannië. Engeland en Frankrijk waren ondertussen bevrijd van hun interne problemen en eisten hun deel van de handel en scheepvaart. De daaropvolgende Eerste Engelse Oorlog werd verloren door de Republiek. Hoewel de Tweede Engelse Oorlog overtuigend werd gewonnen en de Staatse vloot oppermachtig maakte, werd het steeds duidelijker dat de Republiek in de problemen zou komen zodra men de grootmachten niet tegen elkaar wist uit te spelen. Dit bleek in het Rampjaar. Terwijl de buitenlandse troepen met een verbijsterende snelheid optrokken tot aan de Waterlinie, werden de gebroeders De Witt gelyncht in Den Haag, waarna Willem III tot stadhouder werd benoemd.
De crisis gaf de orangisten de overhand. Onder Willem III wist men uit de benauwde situatie te komen, waarbij Michiel de Ruyter de gezamenlijke zeemacht van Frankrijk en Engeland in 1673 wist te verslaan. Hierna zou Willem III zich blijven richten op het vormen van een Europese coalitie tegen het expansionisme van Lodewijk XIV. In 1688 kwam het dan ook tot een Glorious Revolution na een gedurfde invasie van Willem III met een groot leger op Engels grondgebied, waarbij hij zijn schoonvader Jacobus II van Engeland ten val bracht. Toen Willem III ook in Engeland aan de macht was, kon hij zich nog sterker richten op het bestrijden van de Franse hegemonie. Hij speelde een belangrijke rol in anti-Franse coalities tijdens de Negenjarige Oorlog (1688-1697) en tot aan zijn dood in 1701 in de Spaanse Successieoorlog (1701-1713).
Politiek en militair zat de Republiek in het daaropvolgende tweede stadhouderloze tijdperk op de tweede rang. Economisch speelde na veertig jaar oorlog met Frankrijk de enorme staatsschuld een grote rol, waarbij vooral na de Spaanse Successieoorlog bleek dat de Republiek boven haar macht werkte en afhankelijk werd van Groot-Brittannië. De Zeven Provinciën werden een nachtwakersstaat. Waar het bestuur van het land eerder weliswaar geen democratie was geweest, maar het volk wel invloed uit kon oefenen, was het nu in handen van een regentenklasse die zich steeds meer afsloot. Internationaal kon de politiek lange tijd gebaseerd worden op het uitspelen van de Frans-Britse tegenstellingen, maar na de Zevenjarige Oorlog had zich in Europa een nieuw machtsevenwicht gevormd, waardoor dit niet meer werkte en de Republiek steeds meer werd overgeleverd aan de welwillendheid van de grootmachten.

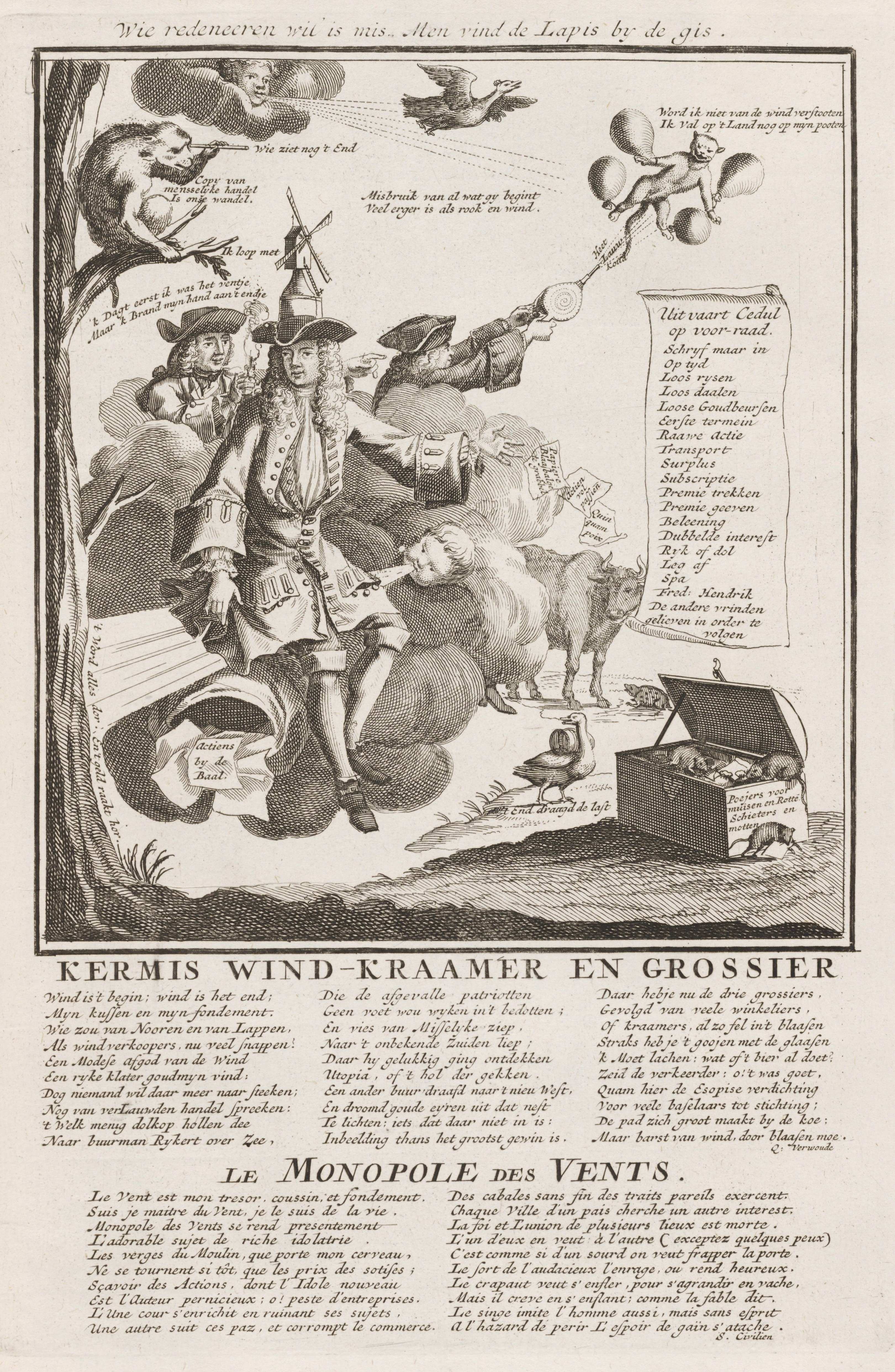
Het Groote Tafereel der Dwaasheid, 1720

Een hausse brak aan in Engeland toen er een einde kwam aan de South Sea Bubble en in Frankrijk aan de Mississippi Company van John Law. Ook de beurs in Rotterdam kreeg klappen vanwege een scherpe koersval, maar minder ernstig dan in Londen en Parijs, waar veel actionisten door windhandel aanzienlijke verliezen leden. In Amsterdam werd het Engelse koffiehuis in de Kalverstraat bestormd. De burgemeesters verboden de makelaars nog langer te handelen in de bubbel- en windnegotie.
Met de Vierde Engelse Oorlog (1780-1784) kwam een einde aan bijna een eeuw van bondgenootschap. De oorlog verliep rampzalig voor de Republiek en de binnenlandse ontevredenheid escaleerde in 1786 en 1787 onder de patriotten. Op lokaal niveau begon een revolutie af te tekenen, maar met een Pruisische inval kwam het tot de Oranjerestauratie. Veel patriotten vluchtten naar Frankrijk, waar zij een niet onbelangrijke rol hadden in de Franse Revolutie. Zij zouden terugkeren naar de Republiek tijdens de Bataafse Revolutie.

### Bataafse tijd
Na de Franse revolutie vielen in 1795 de Franse troepen Nederland binnen. Zij bezorgden daarbij de patriotten, die samen met de Franse legers weer terugkeerden, alsnog de macht en vestigden de Bataafse Republiek. Stadhouder Willem V vluchtte naar Engeland. Binnenlands was er aanvankelijk enige onafhankelijkheid. Met de Staatsregeling van 1798 werd de eerste Nederlandse Grondwet ingevoerd, een radicale breuk met het provincialisme en op staatkundig gebied de belangrijkste verandering sinds de Opstand.
Economisch gezien was er echter door de oorlog met Engeland sprake van een sterke achteruitgang. Nederland veranderde in een agrarische samenleving waarbij zelfs Amsterdam een groot deel van zijn bevolking verloor. In etappes werd het land daarna ingelijfd door het Franse Keizerrijk. Van 1806-1810 werd Nederland het Koninkrijk Holland met Lodewijk Napoleon Bonaparte als koning. In 1813 verlieten de Franse troepen het land. Hoewel de rol van Oranje in de jaren daarvoor voorbij leek te zijn, werd de zoon van de overleden Willem V gevraagd soeverein vorst te worden. Vooral de invoering van de Franse wetgeving en bestuur, die gewestelijke en lokale verschillen had uitgewist, zou echter van blijvende betekenis blijken.

### Koninkrijk der Nederlanden

Het Verenigd Koninkrijk der Nederlanden bestond aanvankelijk uit het huidige Nederland en België, en was door een personele unie ook verbonden aan Luxemburg.

Willem I werd in 1813 soeverein vorst en in 1815 de eerste koning der Nederlanden van het Verenigd Koninkrijk der Nederlanden waarbij na het Congres van Wenen noord en zuid verenigd werden. Daarmee was hij de tweede Nederlandse koning, na Lodewijk Napoleon Bonaparte. Willem I pakte de wederopbouw krachtig aan. Zo liet hij talrijke kanalen graven en wegen verbeteren. De in het zuiden in de Franse tijd florerende industrie werd gestimuleerd, terwijl in het noorden de nadruk lag op het herstel van de handel en scheepvaart. Zo voortvarend als Willem de economie stimuleerde, zo conservatief was echter zijn politiek. De taaldwang zorgde voor weerstand in het zuiden, terwijl de katholieken vrijheid van onderwijs en godsdienst eisten en de liberalen bezwaren hadden tegen de autoritaire regeerstijl van Willem I. Dit leidde tot het Monsterverbond en uiteindelijk de Belgische afscheiding.
De kostbare volhardingspolitiek van Willem I resulteerde in hoge financiële lasten. Het was duidelijk dat Nederland tot de kleine mogendheden behoorde en het begon noodgedwongen met een neutraliteitspolitiek. Het revolutiejaar 1848 verliep in Nederland relatief rustig, omdat Willem II een nieuwe grondwet liet ontwerpen door Thorbecke. De schoolstrijd zou daarna een belangrijk onderdeel van de politiek vormen, waarin zich confessionele partijen begonnen te vormen in oppositie tegen het jarenlange overwicht van de liberalen.
Aan het einde van de negentiende eeuw kwam eindelijk de industrialisatie op gang die elders in Europa al eerder had plaatsgevonden. Hierdoor werden de onderste sociale lagen van de samenleving zichtbaar als arbeidersklasse en uiteindelijk een arbeidersbeweging. Naast de schoolstrijd werden uitbreiding van het kiesrecht en verbetering van de sociale omstandigheden van de arbeiders belangrijke politieke thema's. Geleidelijk verdween de echte armoede, terwijl arbeidsvoorwaarden een wettelijke basis kregen. Er begon zich een verzuiling af te tekenen die met het burgerlijk karakter tot in de jaren 1960 de Nederlandse samenleving zou kenmerken.
Tijdens de Eerste Wereldoorlog wist Nederland neutraal te blijven, maar het was wel het einde van de sterke economische groei. Onder druk van de oorlogsomstandigheden kwam een einde aan de schoolstrijd en voor mannen werd het algemeen kiesrecht ingevoerd, twee jaar later gevolgd door het vrouwenkiesrecht. De sociale kwestie werd echter niet opgelost en na de vergissing van Troelstra was de positie van de socialisten ernstig verzwakt.

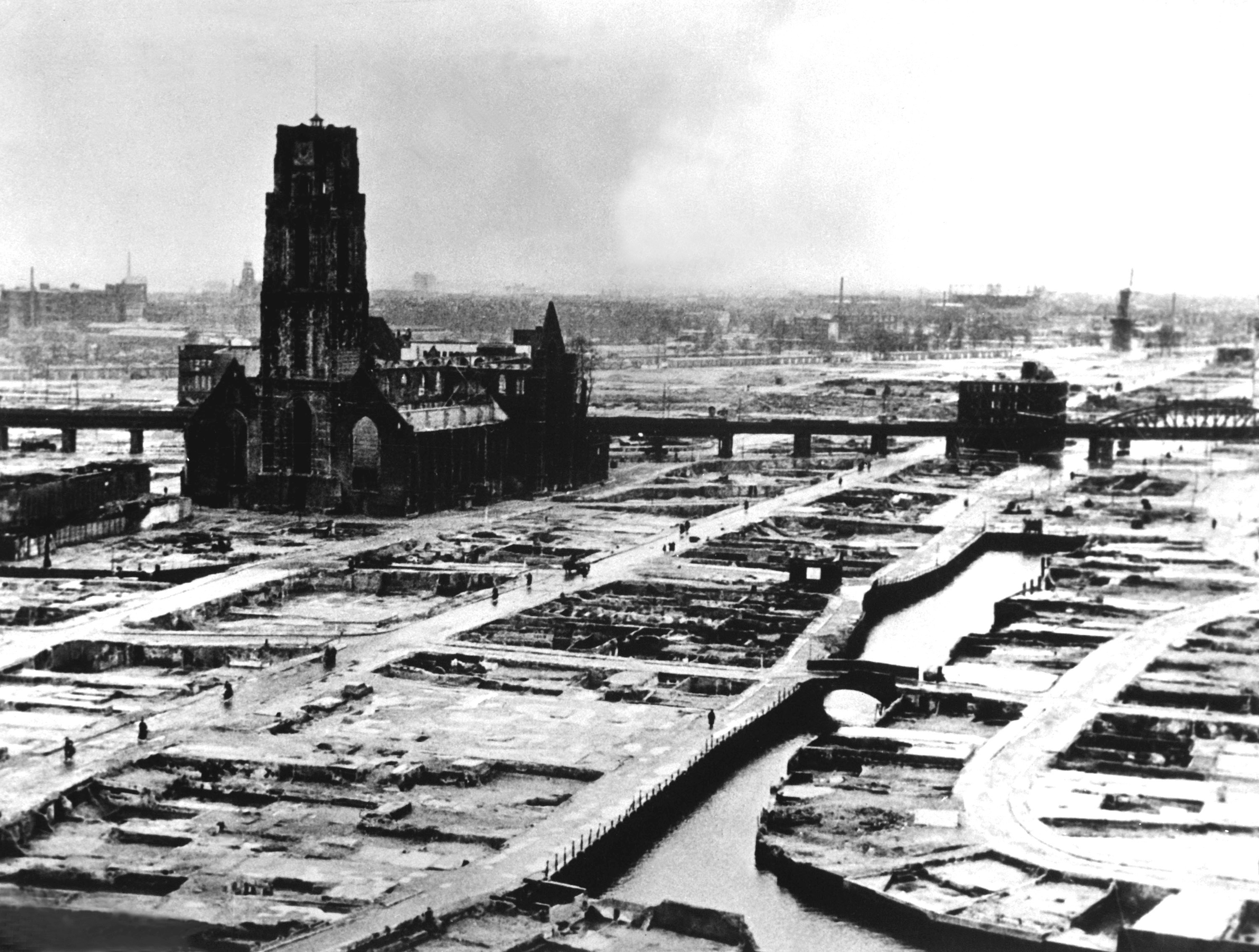
Het centrum van Rotterdam na het bombardement in 1940

In de periode na de Eerste Wereldoorlog volgde een flinke economische opleving in Nederland en werd de infrastructuur uitgebreid en in de industriële sector groeiden enkele zeer grote bedrijven. Ook begon er langzaam een sociaal stelsel te ontstaan. Getracht werd ideologische tegenstellingen op te lossen met een pacificatiepolitiek, wat vooral bij levensbeschouwelijke kwesties niet altijd lukte. De crisis van de jaren 1930 die begon in 1929 bracht na een periode van voorspoed werkloosheid die ondanks enorme staatsreserves niet grondig werd bestreden. De crisis duurde in Nederland bijzonder lang om te worden gevolgd door de Tweede Wereldoorlog. Dit zou uiteindelijk een toenemende invloed van de staat op de samenleving tot gevolg hebben.
Duitsland viel op 10 mei 1940 Nederland onverhoeds aan en Japan deed hetzelfde in Nederlands-Indië in januari 1942. De oorlog kostte in Nederland uiteindelijk tweehonderdduizend mensen het leven, waaronder ruim honderdduizend Joden – 75% van de Joodse bevolking in Nederland – die werden omgebracht in vernietigingskampen. Slechts een klein deel kon overleven door onder te duiken. In Nederlands-Indië stierven ongeveer 3 miljoen burgers de hongerdood. Tijdens de bezetting gebruikte het nationaalsocialistische bestuur Nederland als wingewest om de oorlog te ondersteunen en probeerde daarnaast de bevolking te nazificeren. Er trad grootschalige collaboratie op van vrijwel het gehele overheidsapparaat en bedrijfsleven. Ruim 500.000 mannen werden ingezet voor dwangarbeid, voornamelijk in Duitsland. Vanaf de Februaristaking kreeg het verzet meer omvang. Op het hoogtepunt waren er ruim 350.000 mensen ondergedoken.

### Na de Tweede Wereldoorlog
Na de oorlog werd afstand gedaan van de falende neutraliteitspolitiek met het lidmaatschap van de VN, de EG en vooral de NAVO tijdens de Koude Oorlog. Nederlands-Indië ging na een onafhankelijkheidsstrijd verloren. Dit gold tot zwarte Sinterklaas in 1957 niet voor de economische banden met Indonesië die naast het Marshallplan van groot belang waren voor de wederopbouw.
Hoewel de oorlog het land berooid en vernield achter had gelaten, verliep deze wederopbouw zeer voorspoedig, mede door grote Amerikaanse steun via de Marshallhulp. De verzorgingsstaat kon verder uitgebreid worden. In de jaren 1950 was de concurrentiepositie ten opzichte van het buitenland verbeterd door de geleide loonpolitiek. Het decennium daarop zag de ontdekking van de aardgasbel en met grote loonsverhogingen het begin van de consumptiemaatschappij. Er ontstond een jeugdcultuur die zich juist afzette tegen de oudere generatie, terwijl de seksuele moraal vrijer werd. Ook andere sociale bewegingen zoals die van de homo-emancipatie en de vrouwenbeweging lieten sterk van zich horen. Parallel aan de ontzuiling speelde zich vanaf deze periode de ontkerkelijking af. Met de talloze nieuw gevormde sociale bewegingen, waaronder de milieubeweging, ontstonden nieuwe culturele oriëntaties.

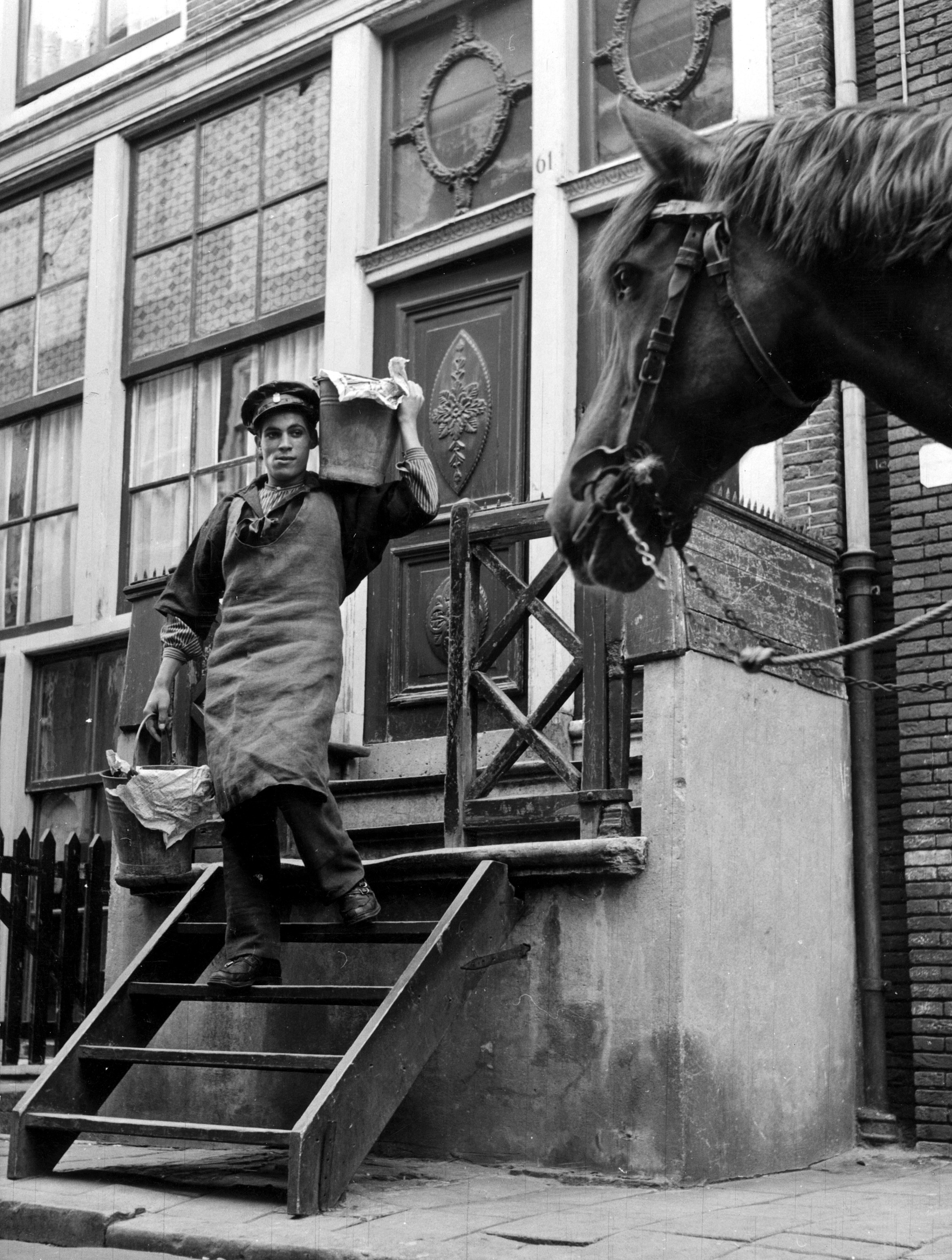
Een stronttonnetjesschepper in 1953 met uitwerpselen in de Jordaan in Amsterdam op weg naar de beerkar, spottend boldootkar genoemd. De maatschappij veranderde sneller dan ooit

Na de oliecrisis van 1973 en vooral  van 1979 volgde een economische neergang. De arbeidsintensieve industrie kon niet concurreren met lagelonenlanden. De daarop volgende grote werkloosheid sloeg vooral toe onder laag opgeleiden, waaronder ook veel gastarbeiders, die tijdens de stormachtige groei van de jaren 1960 waren aangetrokken. De economische crisis was aanleiding voor een inkrimping van de verzorgingsstaat.
In de jaren 1990 trok de Nederlandse economie weer aan. De hier en daar sluimerende bezorgdheid over de omvang en vaak afwijkende gewoonten van etnische minderheden werd gearticuleerd door de nieuwe politicus Pim Fortuyn. Frustratie over het vermeende falende overheidsbeleid bleek nadat negen dagen na de moord op Fortuyn diens partij, de LPF, een ongekende verschuiving teweegbracht in de Tweede Kamerverkiezingen van 2002.
Waar in de jaren 1960 universele waarden voorrang moesten krijgen, werd vanaf nu weer aandacht gevraagd voor de nationale cultuur die gevaar zou lopen door enerzijds de Europese eenwording en anderzijds de grote groepen etnische minderheden. De moord op Theo van Gogh leek de bevestiging van wat Paul Scheffer aanduidde als het multiculturele drama van een etnische "onderklasse" die maar ten dele integreert, met mogelijke radicaliseringstendensen tot gevolg. Terwijl de traditioneel geachte tolerantie jegens immigranten verminderde, bleef deze op andere vlakken bestaan, blijkens de invoering van het homohuwelijk en de relatief liberale regelgeving omtrent abortus, euthanasie, prostitutie en softdrugs.
Nationaal is er na de ontzuiling voor vele mensen geen duidelijke ideologische stroming meer waar zij zich naar kunnen richten, waaraan ook het einde van de Koude Oorlog en de hiermee samenhangende verschuivingen van de internationale verhoudingen heeft bijgedragen. Nederland is een zeer welvarend land met een stabiele samenleving, een toegankelijk zorgstelsel en sociale zekerheid. Het land heeft een relatief geweldsarme ontwikkeling doorgemaakt.

## Bevolking
Nederland passeerde half augustus 2024 de grens van achttien miljoen inwoners en had toen een bevolkingsdichtheid van 433 inwoners per km2.
Vergeleken met de rest van Europa groeide de Nederlandse bevolking de laatste anderhalve eeuw relatief snel:
1850-1949
- 3 miljoen in 1850
- 5 miljoen in 1900
- 6 miljoen in 1911
- 8 miljoen in 1931
- 9 miljoen in 1941[19]

1950-1989
- 10 miljoen in 1950
- 11 miljoen in 1957[20]
- 12 miljoen in 1963
- 13 miljoen in 1970[21]
- 14 miljoen in 1979[22]

1990-heden
- 15 miljoen in 1990
- 16 miljoen in 2000
- 17 miljoen in 2017
- 18 miljoen in 2024

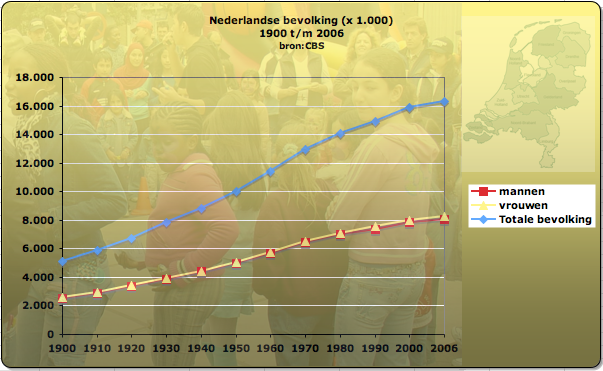
Bevolkingsgroei in Nederland 1900 t/m 2006 (gebaseerd op gegevens van het CBS)

Van 1850 tot 1949 is de bevolking van Nederland meer dan verdrievoudigd (en dus in 100 jaar met meer dan 200% gegroeid) en in 1963, over een periode 14 jaar daarna, was deze zelfs al verviervoudigd. Vanaf 1963 tot 2016, in 53 jaar, is deze met nog eens met 5 miljoen (ruim 40%) gegroeid. Ter vergelijking: de Belgische bevolking groeide van anderhalf keer zo groot als die van Nederland (4,5 miljoen in 1850) tot ruim een derde kleiner (10 miljoen in 2000).

### Demografische kenmerken

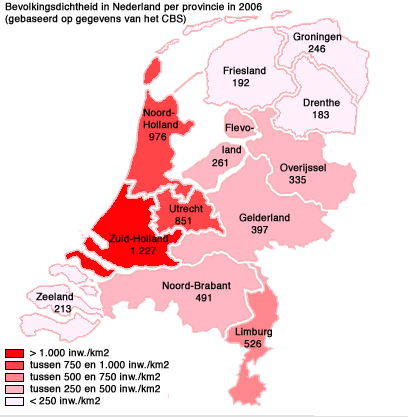
Bevolkingsdichtheid in Nederland per provincie

Nederland telt geen enkele stad met meer dan een miljoen inwoners; wel zijn er 32 gemeenten die meer dan 100.000 inwoners hebben. De vier grootste steden zijn Amsterdam, Rotterdam, Den Haag en Utrecht, alle vier gelegen in het westen van het land. Daartussen en daaromheen ligt een krans van middelgrote plaatsen, die tezamen de zogeheten Randstad vormen. Ongeveer 40% van de Nederlandse bevolking is hier op een veel kleiner percentage van het landoppervlak geconcentreerd rondom een betrekkelijk open ruimte, het zogeheten Groene Hart.
Zuid-Holland is met ruim 3,7 miljoen inwoners de bevolkingsrijkste provincie van het land, gevolgd door Noord-Holland met bijna 2,9 miljoen inwoners en Noord-Brabant met ruim 2,5 miljoen inwoners. De enige andere provincie met meer dan 2 miljoen inwoners, is Gelderland.
De vijf grootste steden in Noord-Brabant vormen het samenwerkingsverband BrabantStad; met een verzorgingsgebied van 1,5 miljoen mensen en 20% van de industriële productie van Nederland, een andere belangrijke stedelijke regio. Deze regio vormt samen met nog 15 andere gemeenten de agglomeratie Brabantse Stedenrij.
De innovatie- en technologieregio Brainport ligt in het oosten van de provincie. Dit is de enige Nederlandse regio waarin zoveel innovatieve bedrijven zijn geconcentreerd.
Ondanks de verstedelijking en industrialisatie van Noord-Brabant, is er aanzienlijk meer beschermd natuurgebied (17%).
In het oosten zijn de Stadsregio Arnhem Nijmegen (SAN) (vroeger beter bekend als Knooppunt Arnhem-Nijmegen, KAN) en Twentestad twee agglomeraties van kleinere omvang, alsmede het verstedelijkte zuiden van Limburg in het uiterste zuiden, met daarin de stedelijke gebieden van Maastricht, Sittard-Geleen en de voormalige plusregio Parkstad Limburg. Zuid-Limburg is daarnaast ook deel van de sterk verstedelijkte grensoverschrijdende Euregio Maas-Rijn, waarin het samenwerkt met Duits en Belgisch aangrenzend gebied. In totaal heeft de Euregio Maas-Rijn circa 3,9 miljoen inwoners. Daarnaast is er in het noorden nog het samenwerkingsverband tussen gemeenten rondom de steden Groningen en Assen, samenwerkend in de regio Groningen-Assen. In totaal woont 82% van de Nederlanders in een stedelijk gebied.
Nederland heeft door de eeuwen heen een aanzienlijke immigratie gekend, die in meer of mindere mate geïntegreerd en geassimileerd zijn. Volgens cijfers van het CBS van 1 januari 2005 is 80,9% van de bevolking Nederlands, 2,4% Indonesisch, 2,4% Duits, 2,2% Turks, 2,0% Surinaams, 1,9% Marokkaans, 0,8% Antilliaans en Arubaans en 6,0% anders. In de periode 1845-1860 en de eerste 20 jaar na 1945 zijn ook aanzienlijke aantallen Nederlanders geëmigreerd, vooral naar de Verenigde Staten, Canada, Australië, Zuid-Afrika en Nieuw-Zeeland.
Sinds 2005 zijn de Friezen erkend als nationale minderheid onder het Kaderverdrag inzake de bescherming van nationale minderheden.

### Talen

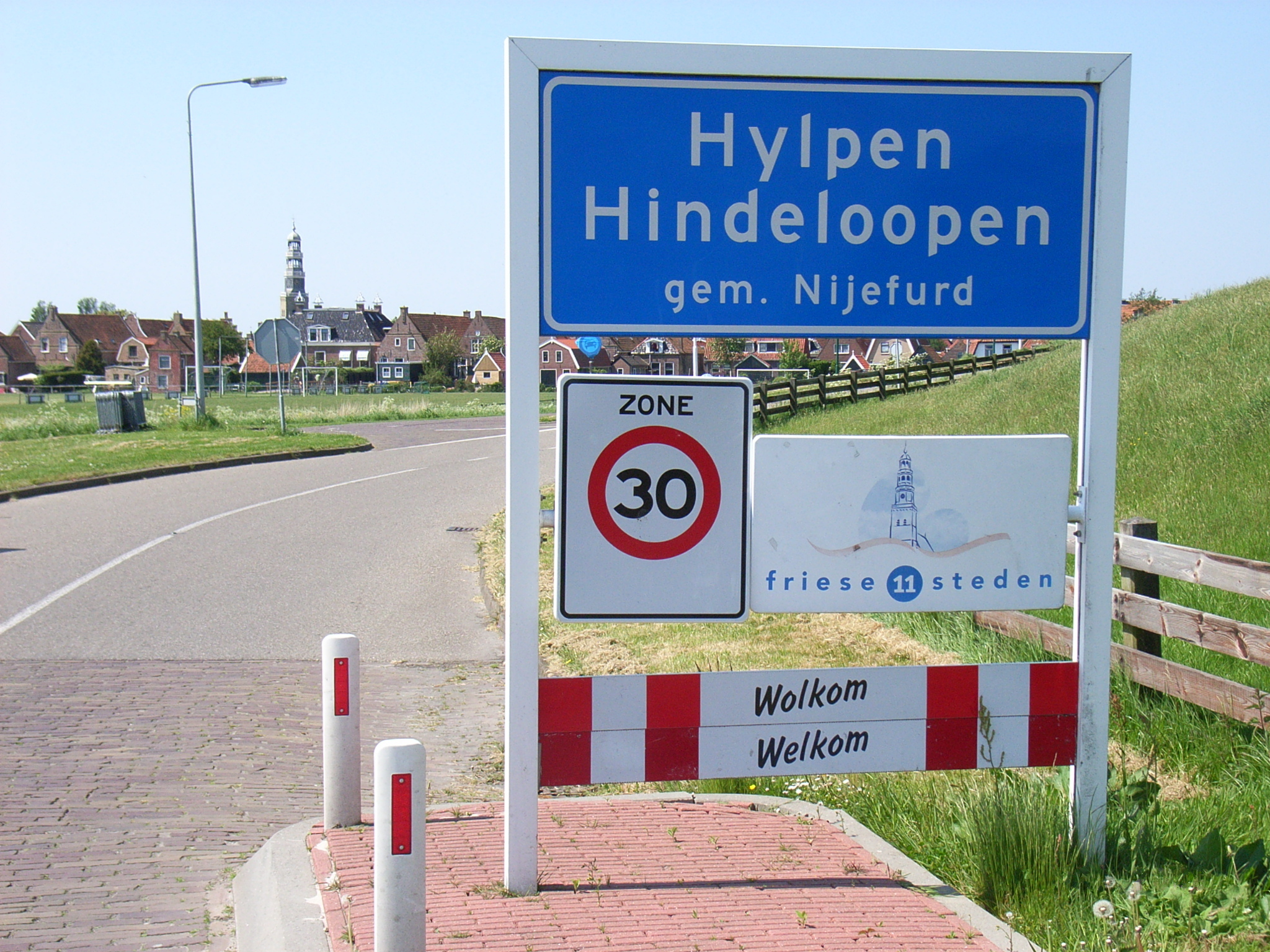
Plaatsnaambord in Hindeloopen (Fries: Hylpen). In de provincie Friesland is het Fries een officiële bestuurstaal naast het Nederlands.

De officiële landstaal is het Nederlands. Daarnaast zijn er verschillende andere talen officieel. In de provincie Friesland is het Fries een officiële taal. Op het eiland Bonaire is Papiaments een officiële taal en op de eilanden Saba en Sint Eustatius is het Engels een officiële taal. Deze talen worden ook op regionaal-bestuurlijk niveau gebruikt en als voertaal gebruikt op basisscholen. Het Jiddisj en het Sinti-Romanes zijn in 1996 door Nederland erkend als non-territoriale talen. Verder worden het Nedersaksisch en het Limburgs deels door het Europees Handvest voor regionale talen of talen van minderheden erkend als streektaal.
Een groot deel van de Nederlandse bevolking spreekt één of meer andere talen. Verantwoordelijk hiervoor is het uitgebreide taalonderwijs; op vrijwel alle basisscholen wordt Engels onderwezen, het contact met buurlanden en de aanwezigheid van migranten zelf. Engels, Duits en Frans worden door veel Nederlanders als tweede taal gesproken. Veel mensen met een migratieachtergrond van de eerste en tweede generatie spreken naast het Nederlands ook een taal uit het land van oorsprong. Daardoor zijn er nog grote groepen Nederlanders die Indonesisch, Ambonees, Surinaamse talen, Turks, Berbers, Marokkaans-Arabisch, Chinees, Koerdisch, Kaapverdiaans, Hindi-Urdu, Punjabi en Vietnamees spreken.

### Religie
| Religie in Nederland in 2022 (CBS) | Religie in Nederland in 2022 (CBS) | Religie in Nederland in 2022 (CBS) | Religie in Nederland in 2022 (CBS) | Religie in Nederland in 2022 (CBS) |
| ---------------------------------- | ---------------------------------- | ---------------------------------- | ---------------------------------- | ---------------------------------- |
|                                    |                                    |                                    |                                    |                                    |
| Niet-religieus                     | Niet-religieus                     |                                    | 55,4%                              | 55,4%                              |
| Rooms-katholiek                    | Rooms-katholiek                    |                                    | 19,8%                              | 19,8%                              |
| Protestants                        | Protestants                        |                                    | 14,4%                              | 14,4%                              |
| Moslim                             | Moslim                             |                                    | 5,2%                               | 5,2%                               |
| Andere gezindte                    | Andere gezindte                    |                                    | 5,1%                               | 5,1%                               |

Nederland was sinds het midden van de middeleeuwen een christelijk land en is tegenwoordig een van de meer ontkerkelijkte landen in Europa. Waar traditioneel de katholieken en de protestanten de hoofdstromingen waren, zijn deze zeer sterk afgenomen. Sinds 1989 is de onkerkelijkheid zelfs de hoofdstroming en volgens het CBS beschouwde in 2021, 55,4 % zich als niet behorend tot een godsdienstige groepering. 19,8 % van de Nederlanders zou zich tot de Rooms-Katholieke Kerk rekenen en naar schatting 14,4 % is protestants. 5,2 % is moslim en 5,1 % geeft aan tot een andere levensbeschouwelijke groepering te behoren. 16 procent van de volwassen bevolking bezocht in 2015 minstens een keer per maand een kerk, moskee of andere religieuze bijeenkomst.
Parallel aan de ontkerkelijking is er een toename van een ongebonden spirituele groep die zingeving zoekt in bewegingen als new age en vrijmetselarij.

## Bestuur en instellingen
Sinds de Franse tijd (1795-1813) is Nederland een eenheidsstaat. De Nederlandse vorst regeerde vanaf 1813 ook over het huidige België en Luxemburg, evenals over een aantal overzeese gebieden (Nederlands-Indië, Suriname en de Nederlandse Antillen). België werd onafhankelijk in 1830 en Luxemburg maakte zich in 1890 los van de Nederlandse Kroon. De dekolonisatie maakte in de 20e eeuw ook een einde aan de Nederlandse koloniën.
De drie Caribische bijzondere gemeenten Bonaire, Sint Eustatius en Saba worden samen Caribisch Nederland genoemd, deze openbare lichamen en de drie andere landen van het Koninkrijk, Aruba, Curaçao en Sint Maarten, worden gezamenlijk aangeduid als het Caribisch deel van het Koninkrijk der Nederlanden. De Caribische bestuurlijke eenheden onderhouden een hechte band met Europees Nederland en het geheel vormt ook na de staatkundige hervormingen binnen het Koninkrijk der Nederlanden in 2010, het Koninkrijk der Nederlanden.
De landen Aruba, Curaçao en Sint Maarten in de Cariben behoren eveneens tot het Koninkrijk. Het zijn gelijkwaardige onderdelen van het grondgebied. De staatkundige positie van de landen binnen het Koninkrijk is echter verschillend. Aruba, Curaçao en Sint Maarten zijn autonoom. Nederland wordt geregeerd volgens de bepalingen van de Grondwet voor het Koninkrijk der Nederlanden, waarin ook de instellingen van het Koninkrijk als geheel hun regeling vinden, voor zover het Statuut voor het Koninkrijk der Nederlanden geen aanvullende regels geeft voor Koninkrijksaangelegenheden die ook de andere landen betreffen. Nederland is opgedeeld in twaalf provincies, De eilanden in het Caribisch gebied zijn bijzondere gemeenten die elk afzonderlijk direct onder de verantwoordelijkheid van de landelijke overheid vallen.

### Overheid

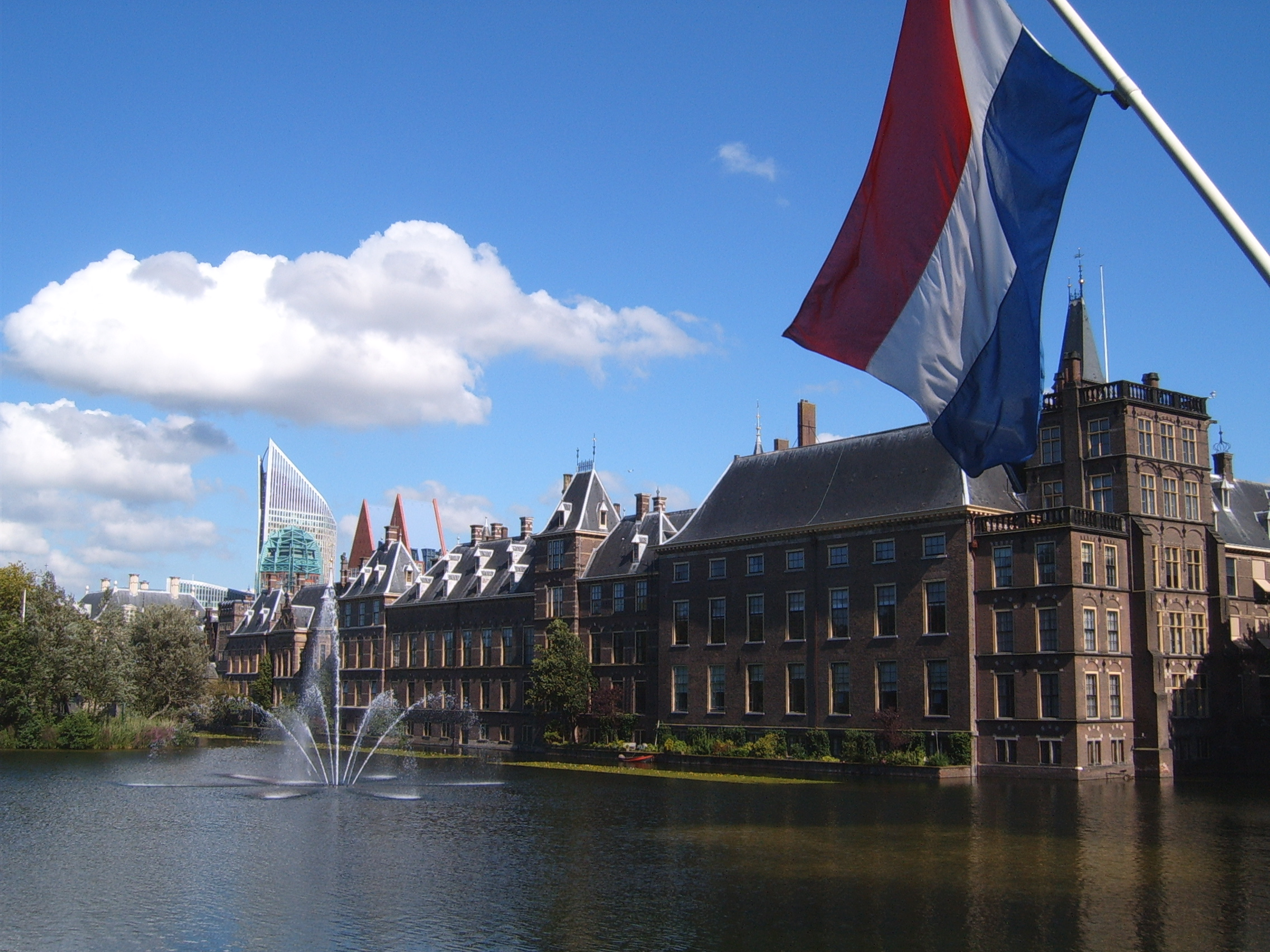
Het Binnenhof in Den Haag is het centrum van de Nederlandse politiek.

Nederland is een constitutionele erfmonarchie en staatsrechtelijk gezien een parlementaire democratie. Belangrijke mijlpalen in de politieke geschiedenis waren de grondwetsherziening van 1848 onder leiding van de liberale staatsman Thorbecke, waarbij onder meer een einde werd gemaakt aan de persoonlijke regeermacht van de koning, de koninklijke onschendbaarheid en de ministeriële verantwoordelijkheid voor het regeringsbeleid werden ingevoerd en het parlement meer invloed kreeg; en 1919, toen het algemeen kiesrecht werd ingevoerd. De Nederlandse politiek werd lange tijd gekenmerkt door de verzuiling, de opdeling van de bevolking in verschillende maatschappelijke groepen. Tegelijkertijd is er een sterk streven naar het bereiken van consensus, vaak aangeduid als het poldermodel. In internationaal perspectief staat Nederland voorts bekend om zijn liberale beleid op het gebied van drugs, prostitutie, euthanasie en het homohuwelijk. De hoofdstad van Nederland is Amsterdam. Den Haag is echter al sinds de zestiende eeuw bijna onafgebroken de regeringszetel en de woonplaats van de vorst.
De verdeling van de macht is in Nederland niet geheel volgens de trias politica. Het staatshoofd is sinds 30 april 2013 koning Willem-Alexander. Hij volgde toen koningin Beatrix op. Samen met de ministerraad vormt hij de Nederlandse regering, die de uitvoerende macht in handen heeft, al is de invloed van de monarch vrij beperkt. De voorzitter van de ministerraad is de minister-president, sinds 2 juli 2024 de partijloze Dick Schoof. De ministers en de staatssecretarissen die hen bijstaan bij de leiding hun ministeries, vormen tezamen het kabinet. Het huidige kabinet wordt gevormd door PVV, VVD, NSC en BBB. Het belangrijkste adviesorgaan van de regering is de Raad van State, waarvan het staatshoofd de jure de voorzitter is.
De wetgevende macht deelt de regering met het parlement, de Staten-Generaal, dat bestaat uit twee kamers. Beide kamers moeten instemmen met wetgeving en kunnen ministers tot verantwoording roepen. De Tweede Kamer is het lagerhuis en heeft 150 zetels die aan de hand van rechtstreekse algemene landelijke verkiezingen op basis van evenredige vertegenwoordiging voor vier jaar worden verdeeld. Het hogerhuis van het parlement is de Eerste Kamer, waarvan de 75 leden voor vier jaar door de leden van Provinciale Staten en van het Kiescollege voor de Eerste Kamer worden gekozen, die op hun beurt wel rechtstreeks worden gekozen; in tegenstelling tot de Tweede Kamer mag ze geen wetten indienen of wijzigen, maar enkel door de Tweede Kamer goedgekeurde wetten goed- of afkeuren.
Tot slot is er de rechterlijke macht, waarvan de rechters voor het leven worden benoemd door de koning(in). Voor burgerlijk recht en strafrecht is de Hoge Raad der Nederlanden de hoogste rechtbank, voor bestuursrecht is de Raad van State de hoogste rechtbank.

### Politieke partijen

De zetelverdeling in de Tweede Kamer na de verkiezingen van november 2023:
SP (5)
GL-PvdA (25)
PvdD (3)
DENK (3)
D66 (9)
Volt (2)
NSC (20)
SGP (3)
CU (3)
CDA (5)
VVD (24)
FVD (3)
BBB (7)
JA21 (1)
PVV (37)

Vanwege het meerpartijenstelsel en het grote aantal Nederlandse partijen is het sinds de negentiende eeuw nooit één partij gelukt een volledige meerderheid in het parlement te behalen. Bij de Tweede Kamerverkiezingen in 2023 zijn er vijftien partijen gekozen.
Ruwweg kan gezegd worden dat het politieke systeem traditioneel werd gedomineerd door drie blokken: de christendemocraten, met het CDA en in zekere mate de ChristenUnie als vertegenwoordigers, de sociaaldemocraten, met de PvdA als grootste partij en de liberaal-democraten, met de VVD als grootste partij. Sinds de jaren 1970 is het systeem meer versnipperd geraakt: partijen als het CDA verloren zetels en nieuwe partijen, zoals D66 en GroenLinks in de jaren 1990 en de SP in de jaren 2000, boekten succes bij de verkiezingen.
Aan het begin van de 21e eeuw zijn er vooral ontwikkelingen geweest op het rechtse gebied. In 2002 werd door Pim Fortuyn de Lijst Pim Fortuyn opgericht. Deze partij behaalde, zonder de kort voor de verkiezingen doodgeschoten Fortuyn, dat jaar als nieuwkomer 26 zetels. Ze viel echter snel weer uiteen en verdween bij de verkiezingen van 2006 helemaal uit de Tweede Kamer. Datzelfde jaar werd ook de Partij voor de Vrijheid (PVV) opgericht, die in de jaren daarna met Geert Wilders een duidelijk stempel op de politiek zou drukken.

### Bestuurlijke indeling
| Provincie                    | Bevolking per 01-09-2022 | Inw./km² | Hoofdstad        |
| ---------------------------- | ------------------------ | -------- | ---------------- |
| Groningen                    | 0.595.011                | 0251     | Groningen        |
| Friesland Officieel: Fryslân | 0.658.747                | 0194     | Leeuwarden       |
| Drenthe                      | 501.327                  | 0187     | Assen            |
| Overijssel                   | 1.181.720                | 0348     | Zwolle           |
| Flevoland                    | 441.874                  | 0295     | Lelystad         |
| Gelderland                   | 2.127.493                | 0417     | Arnhem           |
| Utrecht                      | 1.382.302                | 0904     | Utrecht          |
| Noord-Holland                | 2.941.163                | 1071     | Haarlem          |
| Zuid-Holland                 | 3.787.452                | 1361     | Den Haag         |
| Zeeland                      | 0.390.636                | 0215     | Middelburg       |
| Noord-Brabant                | 2.617.331                | 0519     | 's-Hertogenbosch |
| Limburg                      | 1.124.206                | 0520     | Maastricht       |

Overzicht van de 12 Nederlandse provincies, met provinciehoofdsteden en steden met meer dan 120.000 inwoners. De overzeese bijzondere gemeenten zijn ook aangegeven

Nederland is een gedecentraliseerde eenheidsstaat waarbij de verschillende territoriale eenheden zelfstandige bevoegdheden hebben. De bestuurslagen bestaan uit de Rijksoverheid of centrale overheid met daaronder de twaalf provincies, 342 gemeenten en 21 waterschappen. Daarnaast zijn er drie Caribische openbare lichamen in het Caribisch gebied, die direct onder het Rijk vallen.
De provincies zijn actief op gebieden als ruimtelijke ordening, infrastructuur, economie, cultuur, natuur en milieu. Ook houden ze toezicht op de gemeenten en de waterschappen. Het dagelijks bestuur van elke provincie wordt gevormd door Gedeputeerde Staten, dat wordt gecontroleerd door de Provinciale Staten. De Provinciale Staten worden periodiek door de kiesgerechtigden onder het volk gekozen en moeten daarna een college van Gedeputeerde Staten vormen. Ook de leden van de Eerste Kamer worden door de leden van de Provinciale Staten en van het Kiescollege voor de Eerste Kamer gekozen. De voorzitter van het College van Gedeputeerde Staten en van Provinciale Staten van een provincie is de commissaris van de Koning. Binnen een provincie zijn de gemeenten ingedeeld.

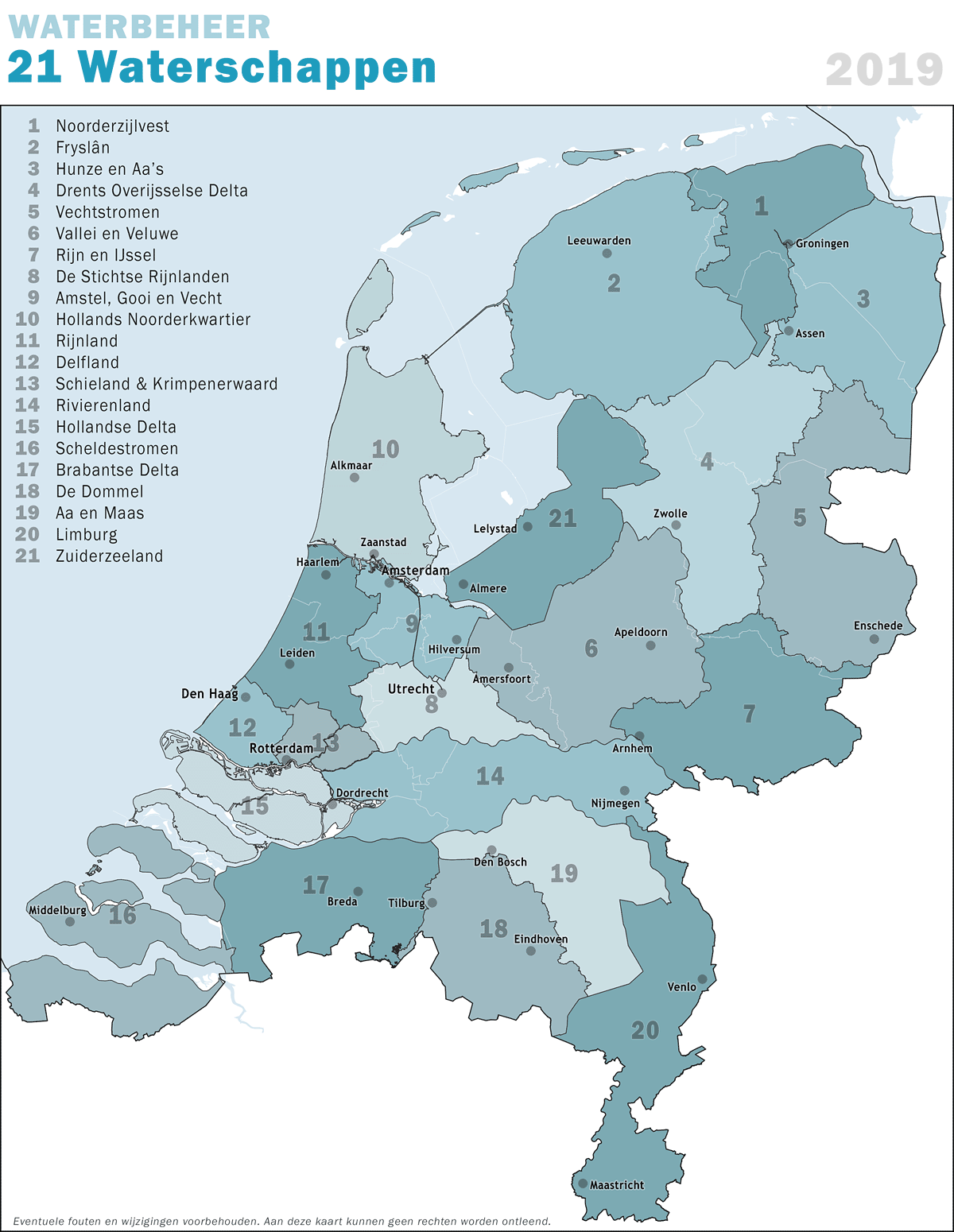
Nederlandse Waterschappen per 1 januari 2019

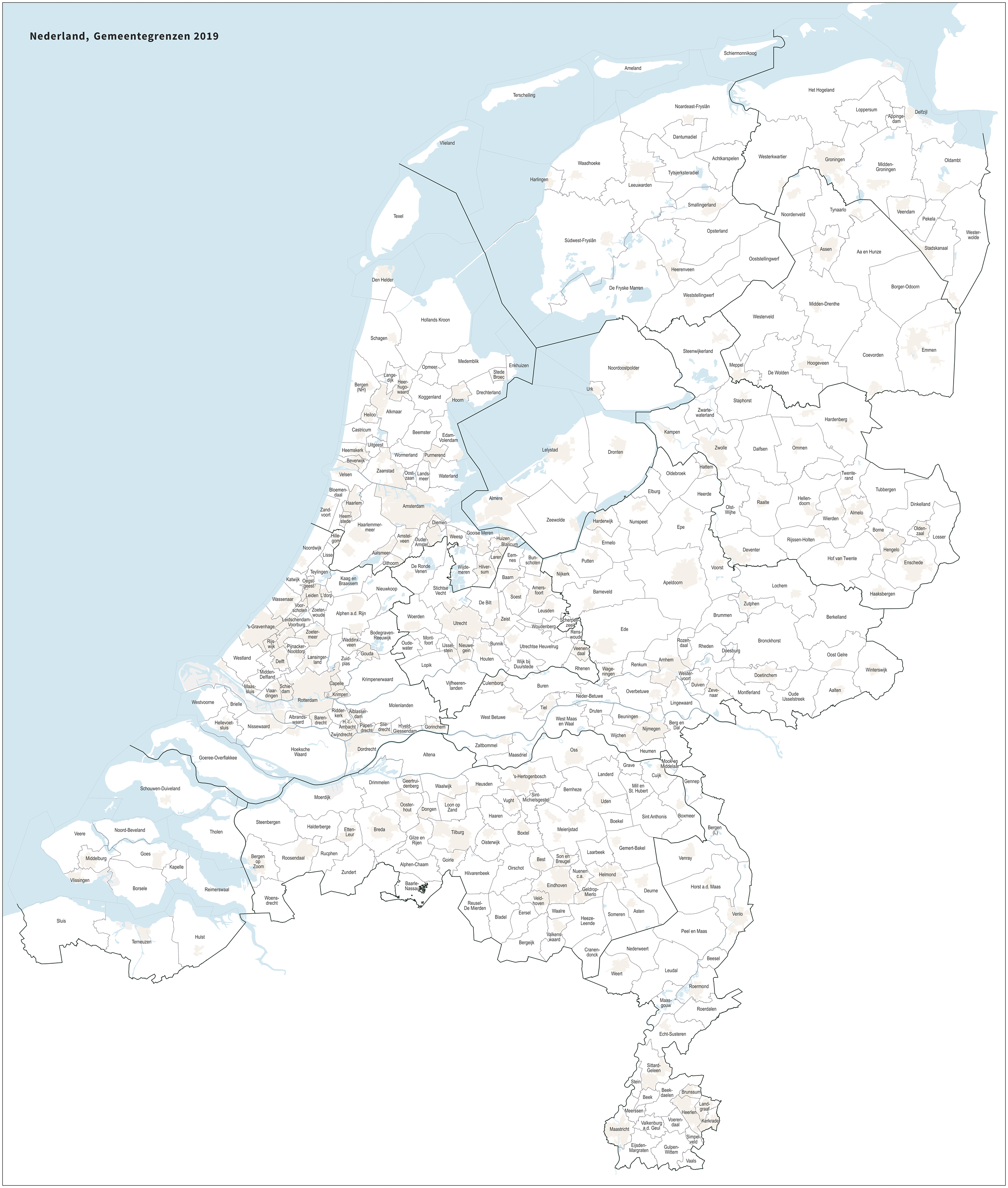
Nederlandse gemeenten per 1 januari 2019

De gemeenten vormen in Nederland de derde bestuurslaag. Het hoogste bestuursorgaan binnen de gemeenten is de gemeenteraad, die om de vier jaar wordt gekozen. Het dagelijkse bestuur is het college van burgemeester en wethouders, dat gevormd wordt door de wethouders, die benoemd worden door de raad en door de burgemeester, die op zijn beurt benoemd wordt door de Kroon. De taken van het gemeentebestuur behelzen onder andere stadsontwikkeling, verkeer, onderwijs, welzijn en sociale zaken. De gemeenten krijgen het grootste deel van hun geld van de Rijksoverheid, de rest komt uit zaken als onroerendezaakbelasting, parkeergeld en leges. Binnen de gemeente zijn de deelgemeenten ingedeeld. De deelgemeenten vormen de vierde bestuurslaag. Het hoogste bestuursorgaan binnen de deelgemeenten is de deelgemeenteraad, die gevormd wordt door portefeuillehouders, die worden benoemd door de deelraad en door de voorzitter, die op zijn beurt gekozen wordt door de deelraad.
De waterschappen staan los van de indeling in provincies en gemeenten en regelen de waterhuishouding binnen een bepaald gebied. Het bestuur van een waterschap wordt gekozen door de grondeigenaren en inwoners. Het buiten houden van het water is van oudsher een algemeen belang, waarbij polderbewoners genoodzaakt waren samen te werken. Uit die noodzakelijke samenwerking zijn de waterschappen ontstaan.

### Justitie en politie
De rechterlijke macht bestaat uit rechters en officieren van justitie die het Openbaar Ministerie vormen. Rechters en leden van het Openbaar Ministerie worden door de Kroon benoemd. Rechters worden voor het leven benoemd. In de rechtspraak wordt een onderscheid gemaakt in strafrecht, civiel of burgerlijk recht en bestuursrecht.
Tussen 1993 en 2013 was de politie in Nederland opgedeeld in 25 regiokorpsen en een Korps landelijke politiediensten (KLPD). In 2013 werd Nederland verdeeld in 10 regionale eenheden van de politie. In geval van een crisis wordt met de brandweer en ambulancediensten samengewerkt in de betreffende veiligheidsregio en met overige overheidsdiensten. De politie viel onder de verantwoordelijkheid van twee ministeries; het Ministerie van Binnenlandse Zaken en Koninkrijksrelaties en het Ministerie van Justitie. Sinds het aantreden van het kabinet-Rutte I valt de politie onder het Ministerie van Justitie en Veiligheid.

### Buitenlandse betrekkingen en defensie

Het Vredespaleis in Den Haag huisvest het Internationaal Gerechtshof.

Als kernwaarden van het buitenlands beleid van de Nederlandse overheid werden in 1995 vastgesteld: bevordering van Europese integratie, het onderhouden van betrekkingen met de buurlanden, het verzekeren van Europese veiligheid en stabiliteit en deelname aan conflictbeheersing en vredesmissies.
Nederland was medeoprichter van de Europese Unie, de NAVO, de Verenigde Naties en de OESO en maakt daarnaast deel uit van onder andere de Benelux, de Raad van Europa, de West-Europese Unie (WEU), de Wereldbank, het IMF en de Wereldhandelsorganisatie (WTO). Nederland is thuishaven of gastland van onder meer de volgende internationale instellingen: het Internationaal Gerechtshof, het Internationaal Strafhof, de Europese veiligheidsorganisatie Europol en de Europese Ruimtevaartorganisatie.
De Nederlandse defensieorganisatie valt volledig onder het ministerie van Defensie en bestaat uit de Koninklijke Landmacht, de Koninklijke Luchtmacht, de Koninklijke Marine (inclusief Marine Luchtvaartdienst en Korps Mariniers) en de Koninklijke Marechaussee. Sinds de opkomstplicht voor de militaire dienst is opgeschort bestaat de krijgsmacht volledig uit vrijwillig dienend personeel. In totaal dienen ruim 50.000 mannen en vrouwen bij de krijgsmacht. De regering is de opperbevelhebber van de strijdkrachten, in de dagelijkse praktijk wordt die functie waargenomen door de minister van Defensie. Aan hem rapporteert de Commandant der Strijdkrachten. De Commandant der Strijdkrachten geeft leiding aan de afzonderlijke krijgsmachtdelen. In 2009 was Nederland het twintigste land ter wereld naar militaire uitgaven.
Nederland heeft vele internationale verdragen omtrent het oorlogsrecht geratificeerd. Nederland heeft besloten het VN-verdrag inzake het verbod op kernwapens niet te ondertekenen.

### Onderwijs

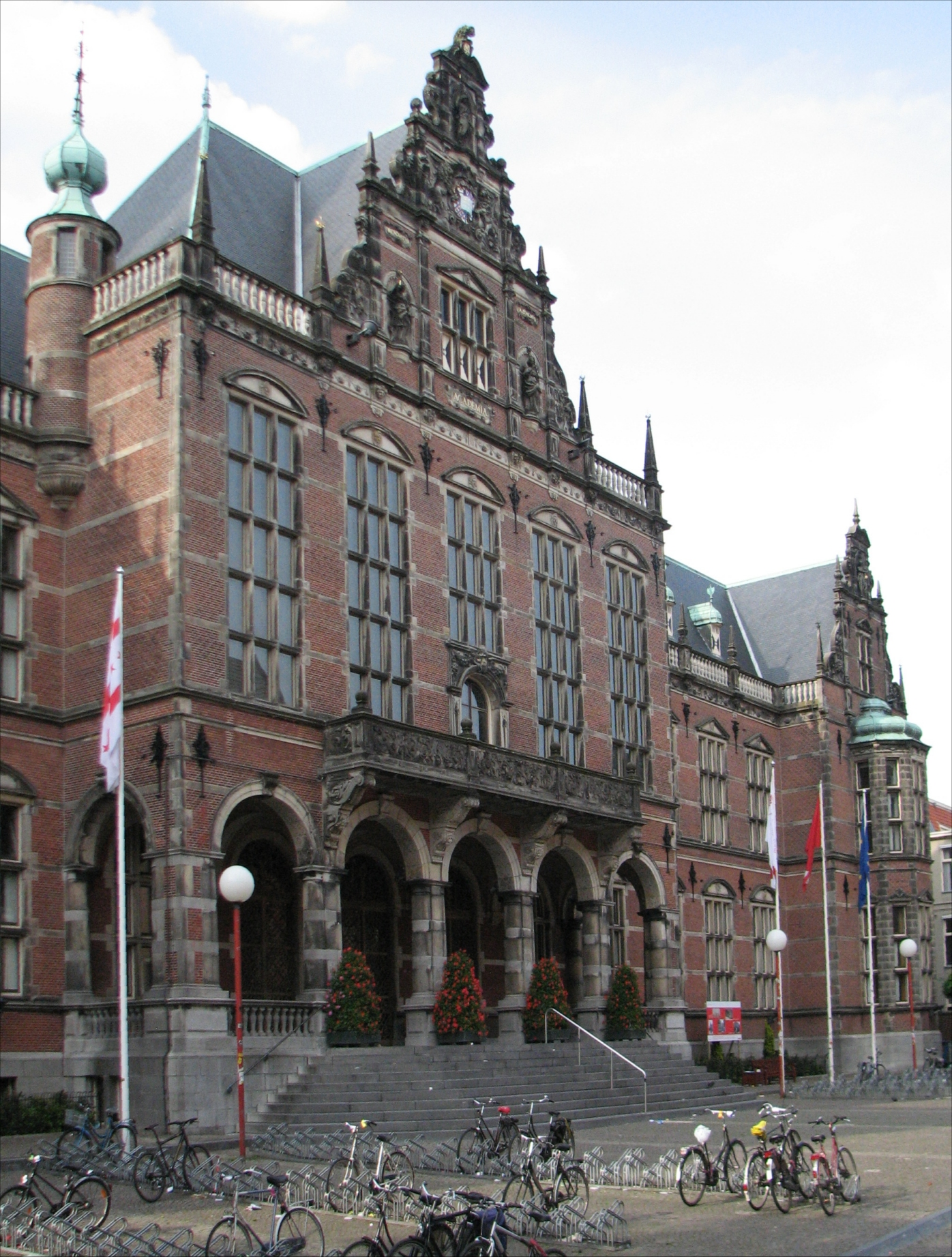
Academiegebouw van de Rijksuniversiteit Groningen

Onderwijs is verplicht vanaf de eerste dag van de maand nadat een kind vijf jaar is geworden tot het einde van het schooljaar waarin het kind zestien jaar is geworden. De meeste kinderen gaan echter al vanaf hun vierde naar het basisonderwijs. In het schooljaar waarin een kind zeventien jaar wordt, is het gedeeltelijk leerplichtig en moet dan nog minstens twee dagen per week naar school. Als de school een praktijkovereenkomst met een bedrijf heeft gesloten, dan is één dag school per week verplicht.
Onderwijs kan beginnen met peuteronderwijs op een peuterspeelzaal. Dan volgt primair onderwijs, ofwel basisonderwijs. Vervolgens is daar het secundair, ofwel voortgezet onderwijs en tot slot is middelbaar beroepsonderwijs, hoger beroepsonderwijs of academisch onderwijs mogelijk. Er zijn diverse hogeronderwijsinstellingen en middelbare beroepsonderwijs-instellingen (ROC's), op verschillende niveaus. De Universiteit Leiden werd opgericht in 1575 en is de oudste universiteit van Nederland. Er zijn veertien door de overheid bekostigde universiteiten, waarvan de Universiteit van Amsterdam, de Rijksuniversiteit Groningen en de Universiteit Utrecht de grootste zijn.
Voor een vergelijking tussen de onderwijsstructuren in Nederland en Vlaanderen, zie Onderwijsstructuur (Vlaanderen en Nederland), waar de overeenkomstige fasen van het onderwijs zo veel mogelijk naast elkaar worden geplaatst.

### Milieubeheer
Vanwege de hoge bevolkingsdichtheid, de sterke industrialisatie en de intensieve landbouw heeft Nederland te maken met verschillende milieuproblemen.
De Hinderwet van 1875 was lange tijd de enige wet op het gebied van milieubeheer. In de jaren 1960 werd het publiek zich bewust van de milieuproblemen en sindsdien ontwikkelde Nederland een milieubeleid. Dit richtte zich aanvankelijk op sanering, maar vanaf de jaren 1980 begon men zich ook te richten op preventie en beheer. Zo'n 70% van de regelgeving op dit gebied vindt plaats op Europees niveau. Het beleid heeft ervoor gezorgd dat ondanks de economische groei op een aantal gebieden de vervuiling is afgenomen en de milieukwaliteit is verbeterd.
Het huidige beleid is omschreven in de Toekomstagenda milieu waarin de overheid ervoor kiest zich te concentreren op de thema's klimaatverandering, luchtkwaliteit en aantasting van biodiversiteit en natuur. Deze agenda bouwt voort op het laatste Nationaal Milieubeleidsplan.

## Cultuur

### Nationale symbolen
Nationale symbolen bestaan op verschillende niveaus. Zo wordt bijvoorbeeld vaak het portret van het staatshoofd aangebracht op munten en postzegels. Vooral bij regerende vorstenhuizen is dit het geval. Nederland vormt daarop geen uitzondering. Geijkte officiële symbolen zijn met name de volgende:

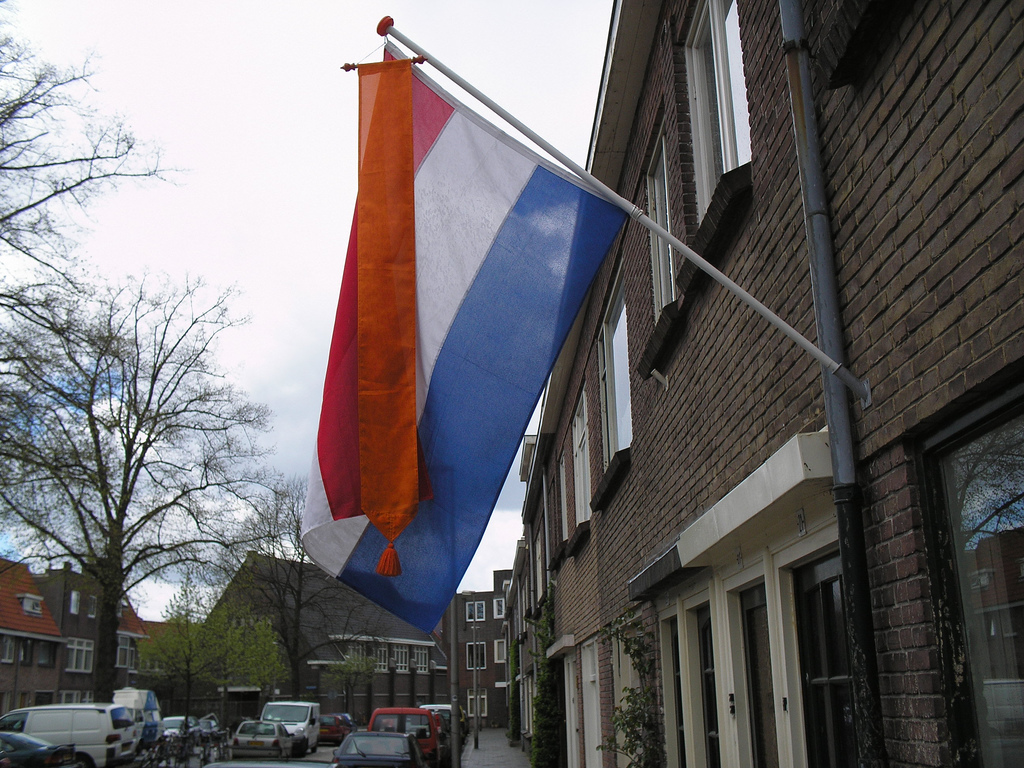
De Nederlandse vlag met oranje wimpel

- De vlag van Nederland bestaat uit drie horizontale banen van gelijke hoogte in de kleuren rood, wit en blauw. De vlag dateert uit 1579, toen de onafhankelijkheid van Nederland werd uitgeroepen en werd officieel goedgekeurd in 1796 en bevestigd als nationaal embleem in 1937. Het wit en blauw zijn de livreikleuren van het Franse vorstendom Orange, waar het Huis Nassau, het latere Nederlandse koningshuis, mee verbonden raakte (zie René van Chalon). Het rood was oorspronkelijk oranje, naar de naam van het vorstendom, maar werd in de loop van de zeventiende eeuw vervangen door vermiljoenrood, dat tijdens zeeslagen makkelijker te herkennen was. Op feestdagen die te maken hebben met het koningshuis of tijdens diplomatieke reizen naar het buitenland wordt ook wel een oranje wimpel boven de vlag gehangen.
- Het Wapen van het Koninkrijk der Nederlanden is oorspronkelijk in 1815 ontworpen en in 1907 aangepast. Het geblokte schild met een leeuw, zwaard en pijlen is het heraldisch symbool van de Koning en het Land.
- Het Wilhelmus is het volkslied sinds 10 mei 1932. Daarvoor was vanaf 1817 (met uitzondering van een gat van 1832 tot 1833) Wien Neêrlands bloed het volkslied. De tekst van het Wilhelmus is omstreeks 1570 aan het begin van de Tachtigjarige Oorlog geschreven op een bestaande melodie. De huidige variant van die melodie dateert uit het begin van de 17e eeuw. Zij wordt echter in de moderne vorm aanmerkelijk trager en plechtiger ten gehore gebracht dan in vroeger tijden.[35]

Informeel geldt de kleur oranje in het algemeen als een symbool voor Nederland. Dit komt, behalve in de kleur van de kleding der vertegenwoordigende sportteams, ook tot uitdrukking in de wijze waarop supporters zich in en aan het buitenland tonen.
Bij al deze symbolen speelt expliciet of impliciet het koningshuis een rol. De vorst en het koninklijk huis vervullen zelf echter ook een belangrijke symbolische functie voor Nederland, zowel institutioneel als in personam. Dit is te meer het geval omdat het Huis van Oranje al meer dan vier eeuwen zijn geschiedenis deelt met het volk van Nederland. Willem de Zwijger was de prins van Oranje die Nederland vanaf 1568 naar de zelfstandigheid leidde.

### Tradities en feestdagen

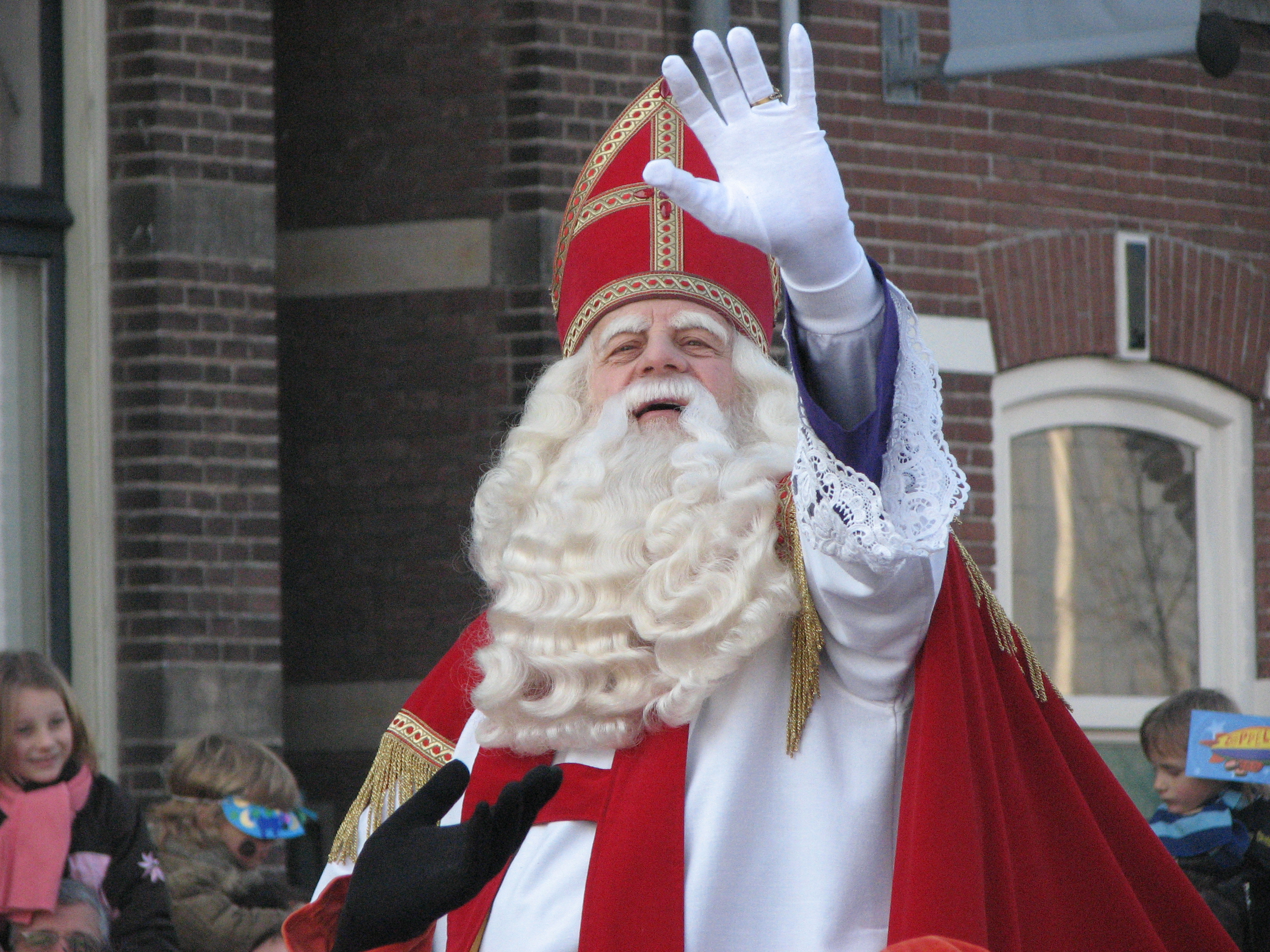
Sinterklaas is geen nationale feestdag, maar wordt wel wijdverbreid gevierd.

Nederland telt acht officiële feesten (verdeeld over tien feestdagen), waarvan er twee als nationale feestdag worden aangeduid. De eerste is Koningsdag, een dag van eenheid en saamhorigheid die gevierd wordt op 27 april, de geboortedag van de huidige koning, koning Willem-Alexander. De andere nationale feestdag is Bevrijdingsdag: op 5 mei wordt de capitulatie van het Duitse leger in Nederland tijdens de Tweede Wereldoorlog gevierd. Bevrijdingsdag is elk jaar een nationale feestdag; of het als vrije dag geldt, is echter afhankelijk van de cao of de werkgever.
Nederland is sterk beïnvloed door het christelijke geloof en daarom staat er ook een groot aantal christelijke feesten op de feestdagenkalender: Kerstmis (eerste en tweede kerstdag), Goede Vrijdag, Pasen (eerste en tweede paasdag), Hemelvaart en Pinksteren. Op deze dagen, behalve Goede Vrijdag, hebben de meeste Nederlanders vrij. Ook Nieuwjaarsdag staat op de lijst van algemeen erkende feestdagen.
Voorts zijn er nog enkele tradities en feestdagen die, hoewel niet officieel, wel op grote schaal gevierd worden. Zo worden tijdens de Nationale Dodenherdenking op 4 mei, één dag voor Bevrijdingsdag, alle oorlogsslachtoffers sinds het uitbreken van de Tweede Wereldoorlog herdacht.
Sint-Maarten is een christelijk feest, maar het wordt vooral in het noorden van het land gevierd. Het eveneens van oorsprong christelijke carnaval wordt, voorafgaand aan aswoensdag, juist het uitbundigst gevierd in het zuiden van het land. Driekoningen wordt ieder jaar – ook voornamelijk in het zuiden – op 6 januari gevierd.
Het Sinterklaasfeest wordt wijdverbreid gevierd, met als hoogtepunt de zogeheten Pakjesavond op 5 december. Op Oudejaarsavond wordt het jaar 's avonds traditioneel met oliebollen, de oudejaarsconference en vuurwerk afgesloten.

### Kunst

De tuin der lusten (1480-1490) van Jheronimus Bosch

De Nachtwacht (1642) van Rembrandt

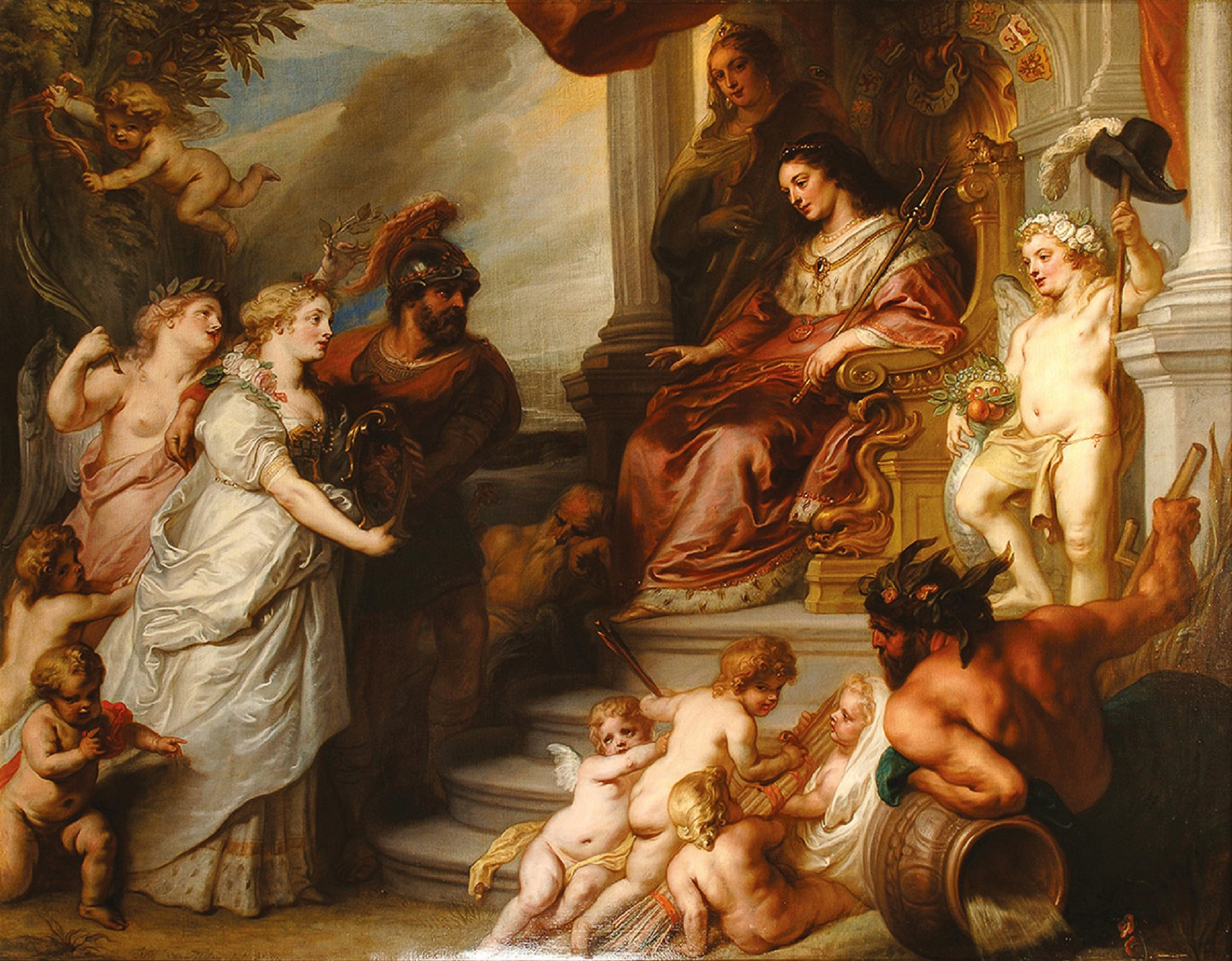
Het verzoek om toelating tot de Republiek (1650) Theodoor van Thulden

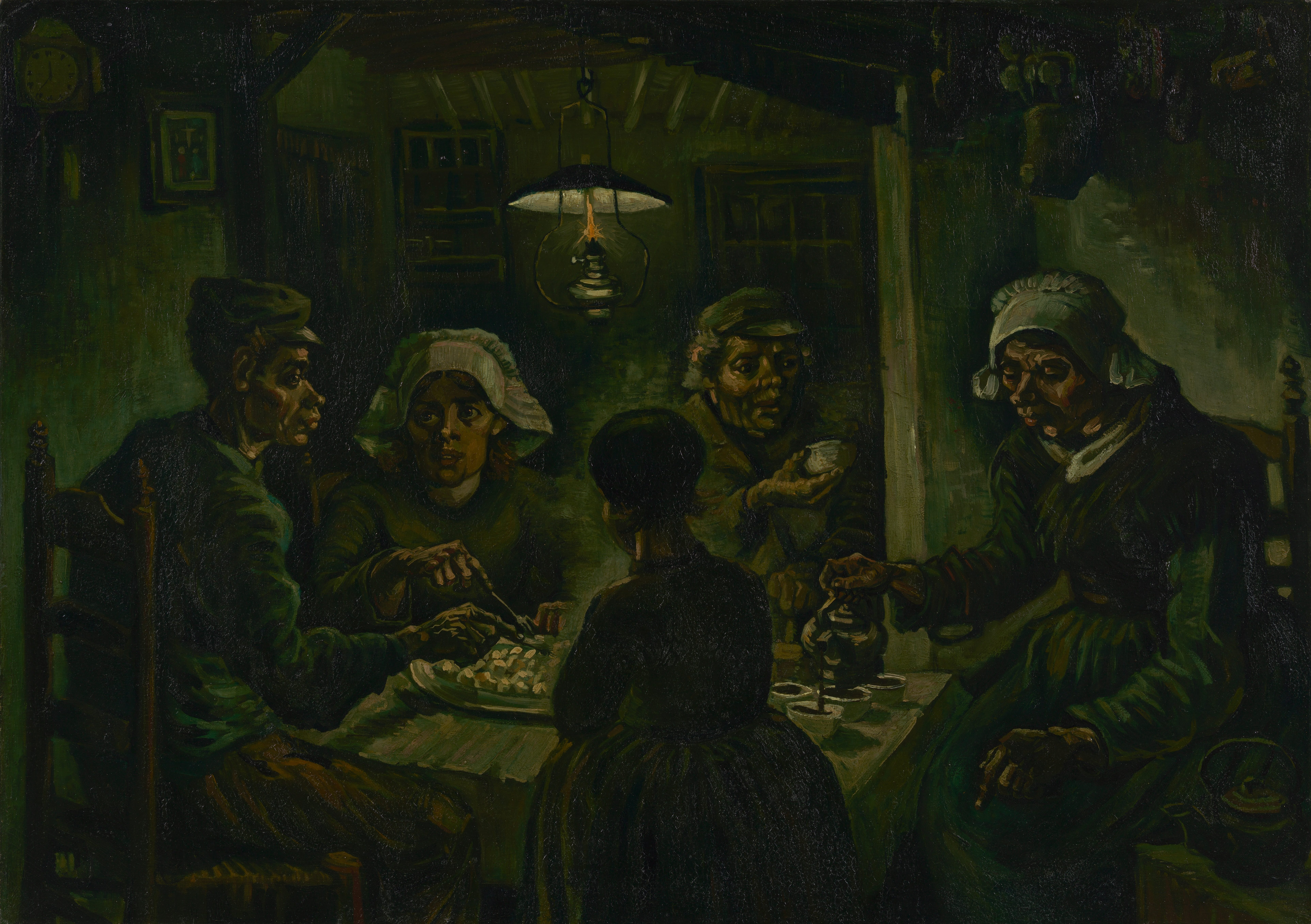
De aardappeleters (1885) van Vincent van Gogh

De Nederlandse schilderkunst wordt vertegenwoordigd door een groot aantal meesters. Gedurende de Brabantse Gouden eeuw (1430 en 1550), waren met name Jheronimus Bosch, Petrus Christus, Pieter Bruegel de Oude en Lucas Gassel toonaangevende schilders. Dit was in de tijd van de Habsburgse Nederlanden, waar nog geen sprake was van de Republiek der Zeven Verenigde Nederlanden. De schilders komen wel uit de streek, die we hedendaags kennen als Noord-Brabant.
De bloeiperiode vond plaats in de gouden zeventiende eeuw. De bekendste schilder uit deze periode is Rembrandt, maar ook andere oude Hollandse meesters als Johannes Vermeer, Frans Hals. Gerard van Honthorst en Jan Steen genieten internationale faam.
In dezelfde eeuw floreerde Theodoor van Thulden als barokschilder.
Hoewel de schilderkunst uit de periode erna minder bekend is, is het werk van de negentiende-eeuwse postimpressionistische Noord-Brabantse schilder Vincent van Gogh wel wereldberoemd geworden, zij het pas na zijn dood.
De Nederlandse broers Cornelis van Spaendonck en Gerard van Spaendonck waren beroemd in Parijs tijdens de Franse Revolutie. Ze wisten indruk te maken met botanische aquarellen.
In de 19e eeuw worden Petrus van Schendel, Johannes Rosierse, Petrus Kiers en Jan Hendrik van Grootvelt beschouwd als de meesters van het avondlicht.
Uit de eerste helft van de twintigste eeuw dateert de abstracte kunst van Piet Mondriaan, die betrokken was bij de kunstbeweging De Stijl.
Zijn tijdgenoot Jan Sluijters wordt beschouwd als pionier van het Nederlandse modernisme.
In 1948 werd de kunstvereniging Cobra opgericht, met leden als Karel Appel en Corneille. Een andere Nederlandse kunstenaar uit de twintigste eeuw is M.C. Escher, die in zijn grafische kunstwerken veelvuldig gebruikmaakte van onmogelijke objecten en gezichtsbedrog.
De Nederlandse literatuur bouwde vanaf de Gouden Eeuw een eigen traditie op, samen met het ontstaan van een algemeen geaccepteerde standaard voor de Nederlandse taal, met Joost van den Vondel en Pieter Corneliszoon Hooft als bekendste vertegenwoordigers. Het maken van de in 1637 gepubliceerde Statenvertaling geldt als de eerste echte poging om uit alle dialecten een algemene schrijftaal te destilleren. Multatuli beschreef en bekritiseerde in de negentiende eeuw in zijn Max Havelaar de situatie in Nederlands-Indië. Louis Couperus was een van de eerste Nederlandse vertegenwoordigers van het naturalisme, dat als reactie op de idealistische romantiek gold. Als voornaamste vertegenwoordigers van het modernisme gelden de dichter Martinus Nijhoff en de romanschrijver Simon Vestdijk. Tijdens de Tweede Wereldoorlog schreef Anne Frank in het Achterhuis in Amsterdam haar wereldberoemde dagboek, dat na haar dood tijdens de Holocaust door haar vader werd gepubliceerd. In de naoorlogse literatuur domineerden de grote drie, Willem Frederik Hermans, Gerard Reve en Harry Mulisch. Andere belangrijke schrijvers uit deze periode zijn de romanschrijvers Hella S. Haasse en Jan Wolkers, welke laatste ook beeldend kunstenaar was. Uiteraard wordt de internationale erkenning van de Nederlandse literatuur gehinderd door een taalbarrière, maar de boeken van hedendaagse schrijvers als Cees Nooteboom, Herman Koch en Arnon Grunberg vinden ook in het buitenland aftrek. Nooteboom haalt met Duitse vertalingen van zijn werk grotere oplagen dan met het Nederlandse origineel.
De Nederlandse School was in de vijftiende en zestiende eeuw een grote stroming in de renaissancemuziek. Jan Pieterszoon Sweelinck en Jacob van Eyck werden internationaal bekende componisten, net als in de twintigste eeuw onder meer Willem Pijper, Henk Badings, Lex van Delden en recente componisten als Peter Schat, Tristan Keuris, Simeon ten Holt en Louis Andriessen — zie Lijst van Nederlandse muziek.
In de jaren 1970 kende de Nederlandse rockband Golden Earring kort wereldwijd succes, op kleinere schaal waren ook groepen en artiesten als Shocking Blue, Earth & Fire en George Baker succesvol. Van de Nederlandse popmuziek, ook wel nederpop, zijn onder meer Anouk en Within Temptation bekend. Sinds het millennium heeft Nederland veel dj's voortgebracht die internationaal zijn doorgebroken, zoals Tiësto, Armin van Buuren, Hardwell, Martin Garrix, Oliver Heldens en Sam Feldt. Op Nederlandstalig gebied zijn verscheidene artiesten noemenswaardig: van Boudewijn de Groot, Rob de Nijs en Frank Boeijen uit het verleden, vanaf de jaren 1990 aangevuld met BLØF, Guus Meeuwis en Marco Borsato. Ook het levenslied is een populair muziekgenre, met namen zoals André Hazes, Frans Bauer en Jan Smit. Pinkpop, Lowlands en het North Sea Jazz Festival zijn enkele grote muziekfestivals.
Kenmerkend voor de Nederlandse architectuur zijn Hendrik Petrus Berlage, de Amsterdamse School en De Stijl.

### Cultureel en natuurlijk erfgoed

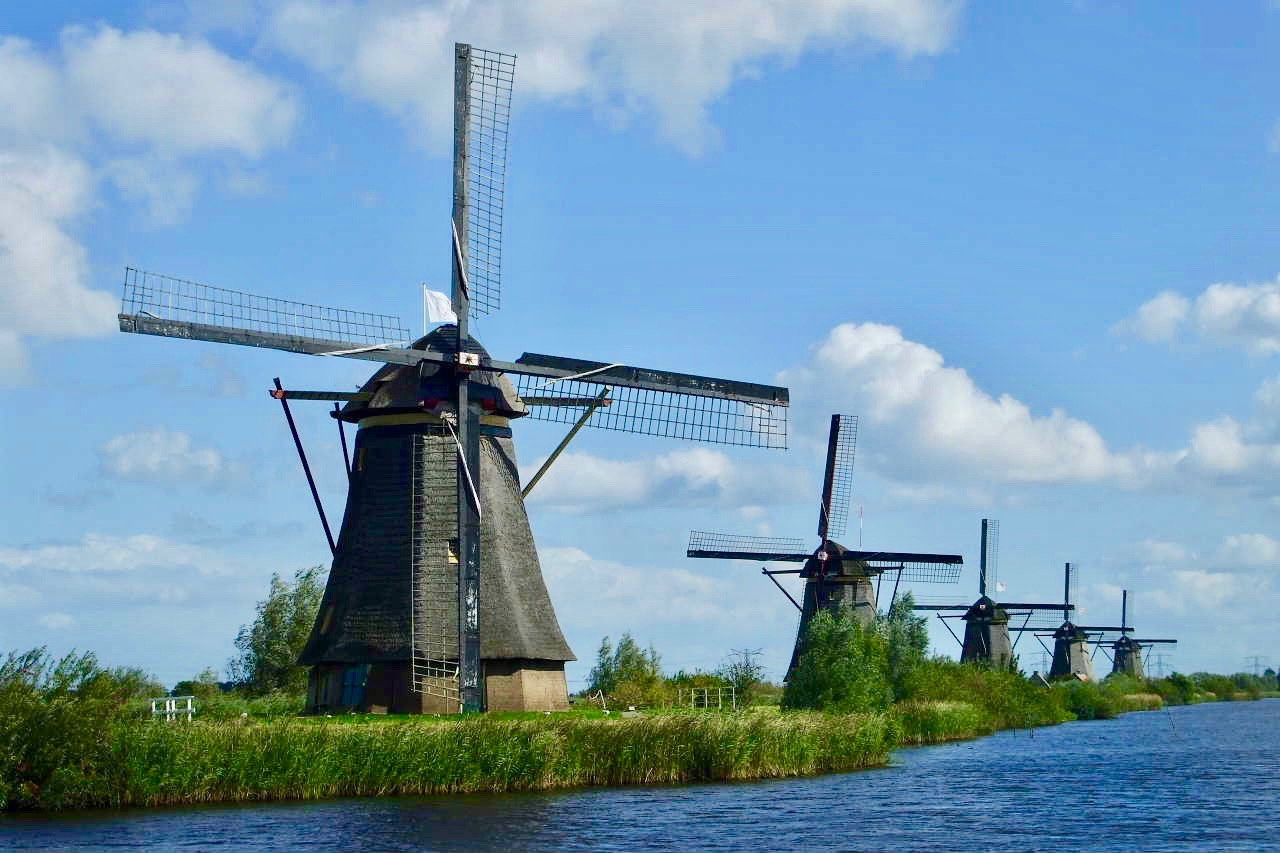
De Kinderdijkse molens staan op de UNESCO-Werelderfgoedlijst.

Musea als het Rijksmuseum Amsterdam, Van Gogh Museum, Mauritshuis, Openluchtmuseum Arnhem en Museum Boijmans Van Beuningen, vormen voor een belangrijk deel het cultureel erfgoed van Nederland. Veel grotere musea zijn gevestigd in architectonisch bijzondere gebouwen en sommige zijn landschappelijk fraai gelegen, zoals Paleis Het Loo en het Kröller-Müller Museum.
Het natuurlijk erfgoed van Nederland bestaat voor een groot deel uit het vlakke natte landschap met onder meer rivieren, polders en molens. Daarnaast zijn er nog natuurgerelateerde gebieden zoals de Keukenhof, de Veluwe, de Waddeneilanden en de Biesbosch. De natuur in Nederland is sterk door de mens beïnvloed, voornamelijk vanwege het waterbeheer. De bekendste voorbeelden hiervan zijn de IJsselmeerpolders en de Deltawerken. De molens van Kinderdijk zijn sinds 1997 Werelderfgoed.

### Eten en drinken

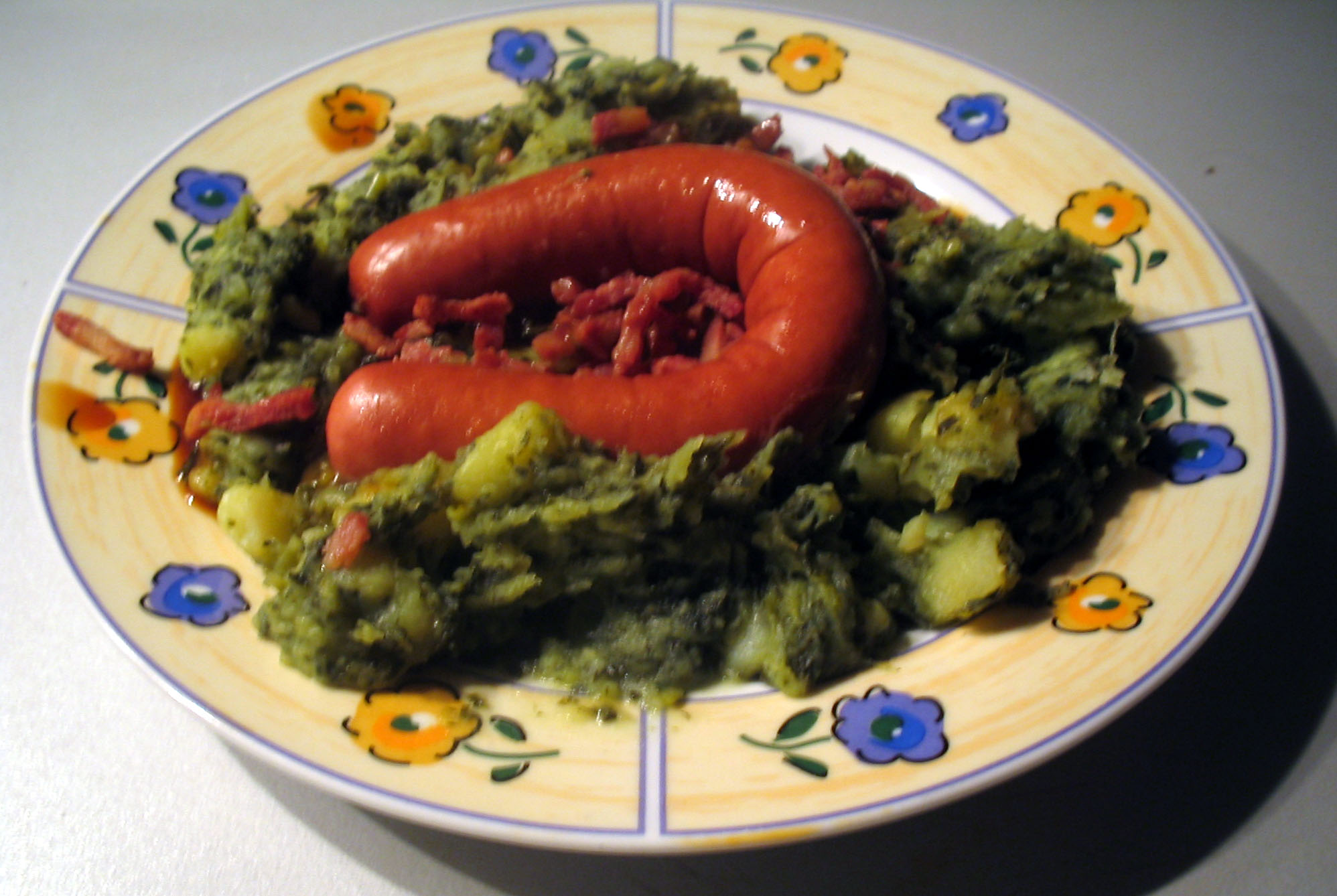
Boerenkoolstamppot met rookworst

De traditionele Nederlandse keuken is voornamelijk beïnvloed door het agrarische leven in vroegere tijden. De hoofdmaaltijd wordt in Nederland 's avonds gegeten en een typisch Nederlandse maaltijd bestaat uit een combinatie van aardappels, groente en vlees. Ook stoof- en stamppotten en maaltijdsoepen zijn kenmerkend voor de Nederlandse keuken. Bij het ontbijt en in de middag wordt vaak brood gegeten, met boter en allerlei soorten zoet en hartig broodbeleg, variërend van vleeswaren en kaas tot hagelslag, chocoladepasta en pindakaas; ook ontbijtgranen als muesli en cornflakes worden, met melk of yoghurt, als ontbijt genuttigd.
Bij het ontbijt en de middagmaaltijd wordt vaak koffie of thee gedronken. In de koudere maanden is (warme) chocolademelk ook een populaire drank. Bier is veruit de meest gedronken alcoholische drank: in 2008 werd gemiddeld 78,5 liter per Nederlander gedronken. Van de totale Nederlandse bierproductie in dat jaar, ruim 2,7 miljard liter, werd meer dan 1,6 miljard liter geëxporteerd, waarmee Nederland dat jaar de grootste bierexporteur ter wereld was. De Nederlandse biercultuur ontwikkelde zich de voorbije jaren sterk: een groeiend aantal brouwerijen brouwde bieren in steeds meer verschillende stijlen.
De Edammer en Goudse kaas zijn ook buiten Nederland erg bekend. Andere bekende Nederlandse gerechten en producten zijn veelal zoetigheden, zoals pannenkoeken en poffertjes, Limburgse vlaai, stroopwafels en oliebollen. Kroketten en frikandellen zijn typisch Nederlandse snacks. Ook vis wordt soms als fastfood gegeten, bijvoorbeeld in de vorm van haring of kibbeling (stukjes vis in beslag gebakken). Naast deze typisch Nederlandse gerechten zijn er echter ook veel invloeden van buitenaf. Onder andere uit de Nederlands-Indische, de Chinese en de Italiaanse keuken zijn gerechten overgenomen.

### Media

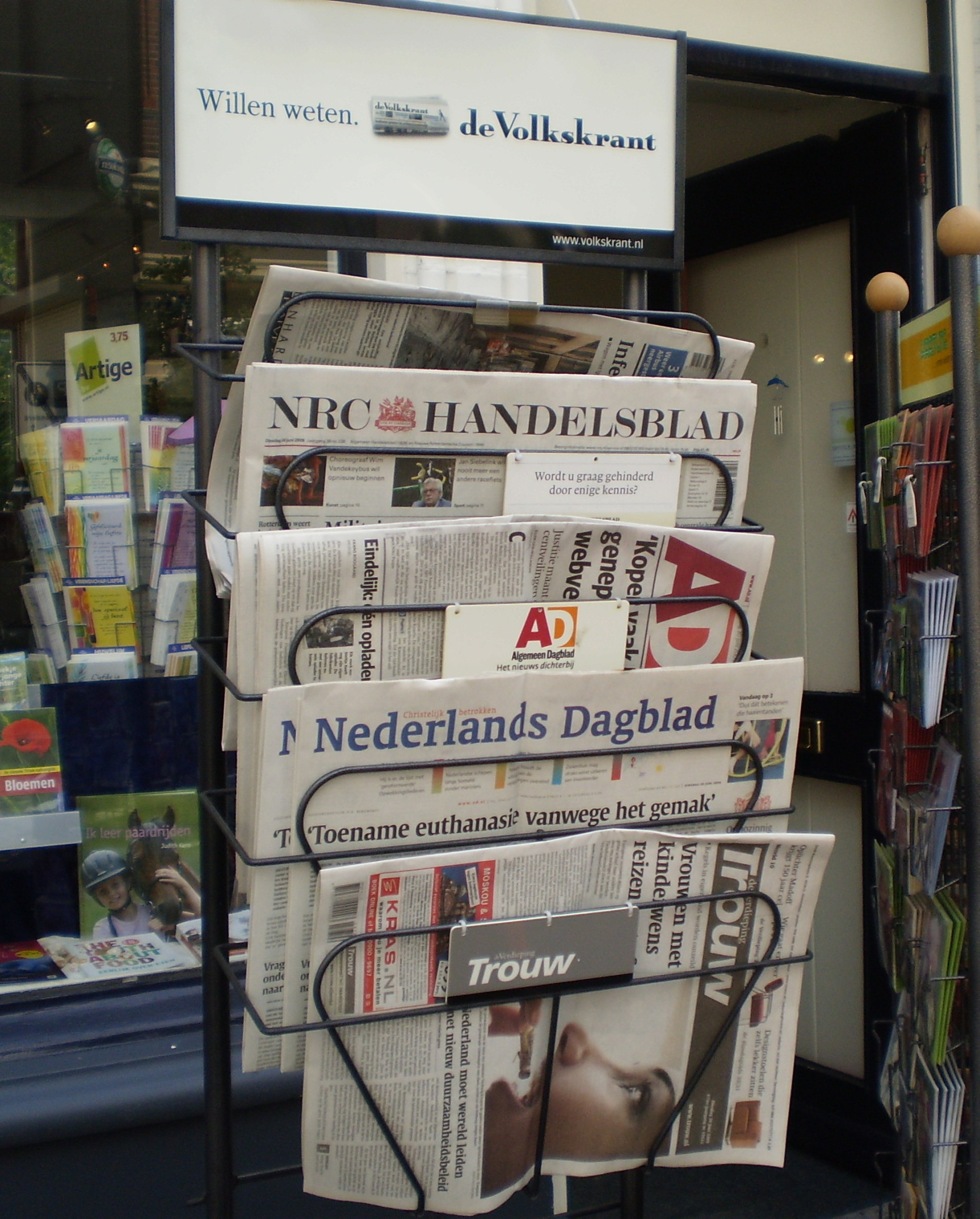
Diverse Nederlandse dagbladen in een krantenrek

De belangrijkste Nederlandse dagbladen zijn De Telegraaf, Algemeen Dagblad, de Volkskrant, NRC en Trouw. Historisch gezien is ook Het Parool, dat in de Tweede Wereldoorlog als verzetskrant werd opgericht, een belangrijke krant. Het Parool is zich met name gaan richten op de stad en regio Amsterdam. Buiten de Randstad worden regionale kranten als De Limburger, De Gelderlander en het Dagblad van het Noorden nog altijd veel gelezen. Een groot deel van de landelijke en regionale kranten is eigendom van een klein aantal mediabedrijven, 90 procent is dankzij zulke overnames in Belgische handen. Uitzonderingen bestaan: zo bedienen de kleine protestantse kranten Reformatorisch Dagblad en het Nederlands Dagblad onafhankelijk een landelijk publiek. EW, HP/De Tijd, Vrij Nederland en De Groene Amsterdammer zijn vier opiniebladen.
De Nederlandse televisie heeft zowel publieke als commerciële zenders. Deze laatste werden toegelaten vanaf 1988, later dan in omringende landen. De publieke omroep bestaat uit NPO 1, 2 en 3 en voor Nederlanders in het buitenland BVN en wordt gekenmerkt door de verzuilde structuur. De belangrijkste bedrijven die commerciële televisie verzorgen zijn RTL Nederland en Talpa TV (de opvolger van SBS broadcasting), die samen in totaal zeven zenders beheren. Enkele andere commerciële zenders zijn Nickelodeon, Comedy Central en Kindernet.
Op radiogebied is er eveneens een groot aantal zenders. Er zijn zes landelijke publieke zenders, met NPO Radio 1, NPO Radio 2 en NPO 3FM als belangrijkste en verscheidene digitale en regionale publieke zenders. Radio 538, Sky Radio en Q-music zijn de belangrijkste spelers in de commerciële markt.
In Nederland heerst een grote mate van persvrijheid, zonder controle vooraf op publicaties in de geschreven pers of op radio, tv en internet. In 2019 stond Nederland op een vierde plek op de persvrijheidindex van Verslaggevers Zonder Grenzen. De begrenzing bij de Nederlandse wetgeving is dat wie zich schuldig maakt aan belediging, discriminatie, aanzetten tot haat e.d. de kans loopt zich achteraf te moeten verantwoorden. De Mediawet zorgt voor mediapluriformiteit binnen het publieke omroepenbestel. Ook kan het bevoegd gezag leeftijdsgrenzen stellen voor de toegang tot bepaalde media.

### Sport

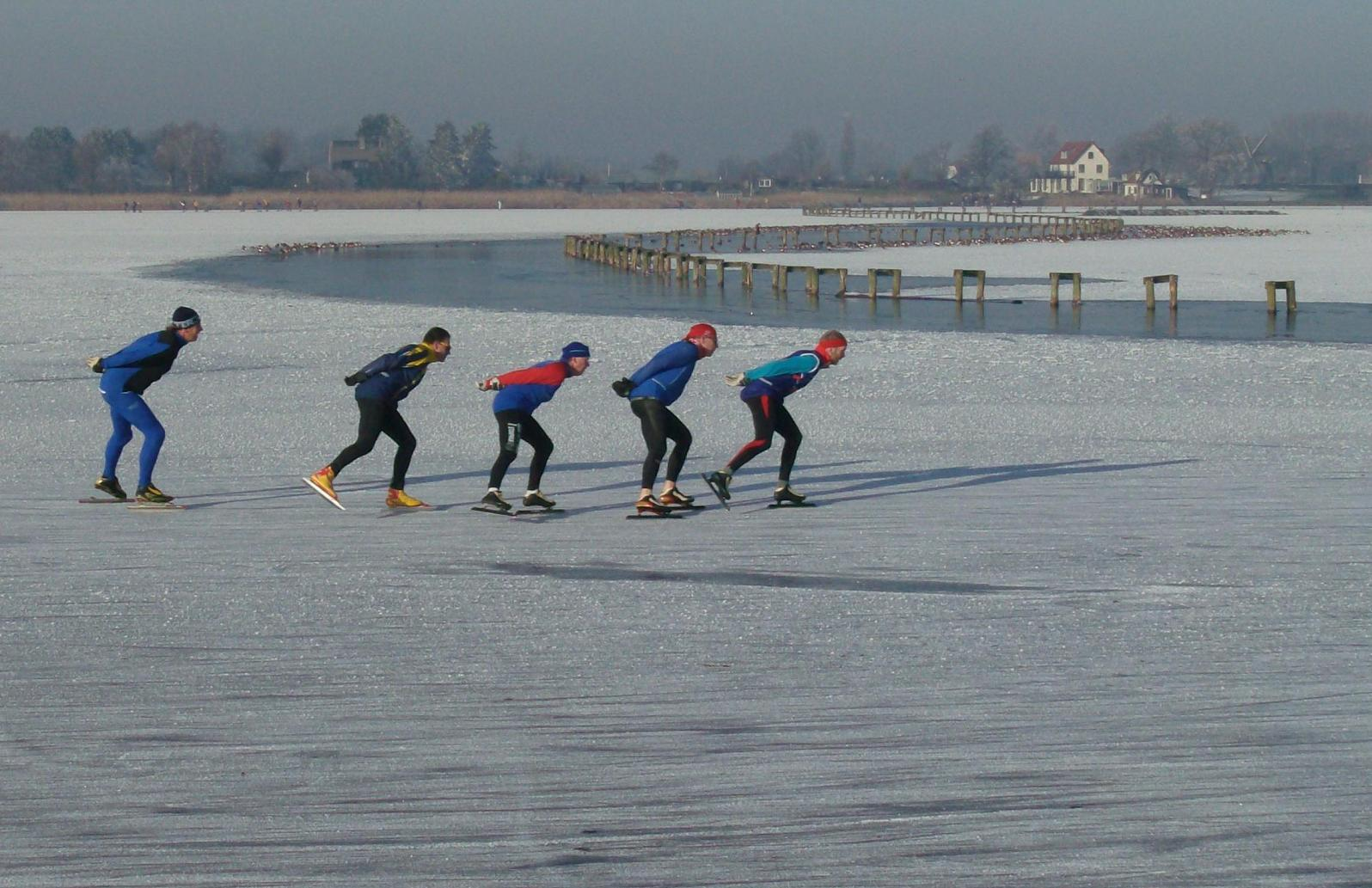
Schaatsen is een van de populairste sporten in Nederland.

In Nederland is voetbal de belangrijkste sport. Het Nederlandse voetbalelftal won het Europees kampioenschap voetbal 1988 en behaalde op verschillende andere EK's en WK's ereplaatsen. Buitenlandse carrières van voetballers als Johan Cruijff, Marco van Basten en Ruud Gullit, en van de trainer-coaches Guus Hiddink en Louis van Gaal droegen eraan bij dat Nederland op dit gebied wereldwijd bekend werd. Andere populaire sporten zijn onder meer veldhockey, schaatsen, wielersport, paardensport, volleybal, handbal, korfbal, tennis, golf en zwemmen. Ook neemt het darts sinds circa 2000 een belangrijker positie in Nederland in. Dit komt mede door de huidige media-aandacht die aan de sport wordt gegeven. Ook is dit succes mede te danken aan (voormalig) wereldkampioenen Raymond van Barneveld, Michael van Gerwen, Jelle Klaasen en Christian Kist. Typisch Nederlandse sporten zijn onder meer fierljeppen, kaatsen, klootschieten en korfbal.
Vanaf de tweede helft van de negentiende eeuw werden sportclubs en -bonden gevormd. Een belangrijk figuur in de Nederlandse sportgeschiedenis is Pim Mulier, die aan het eind van de 19e eeuw meerdere tot dan toe niet tot nauwelijks bekende sporten in Nederland introduceerde en professionaliseerde. Hij was ook de initiator van de Elfstedentocht, een circa 200 km lange schaatstocht over natuurijs langs de Friese elf steden. In 1900 was het debuut van Nederland op de Olympische Spelen een feit: sindsdien werden meer dan 300 medailles behaald, waaronder 100 gouden. Daarmee staat Nederland zeventiende op de medaillespiegel van de Olympische Spelen aller tijden.
Het NOC*NSF is de overkoepelende sportorganisatie van de Nederlandse sportbonden en de Nederlandse vertegenwoordiger binnen de internationale sportkoepel IOC. Nederland heeft vier topsportcentra waar topsporters kunnen trainen, studeren en wonen. Amsterdam organiseerde de Olympische Zomerspelen 1928; in 1980 vonden de Paralympische Zomerspelen plaats in Arnhem. Samen met België was Nederland gastheer van het Europees kampioenschap voetbal 2000. Voorts waren er plannen om de Olympische Zomerspelen 2028 te organiseren.

## Economie

### Economische basis

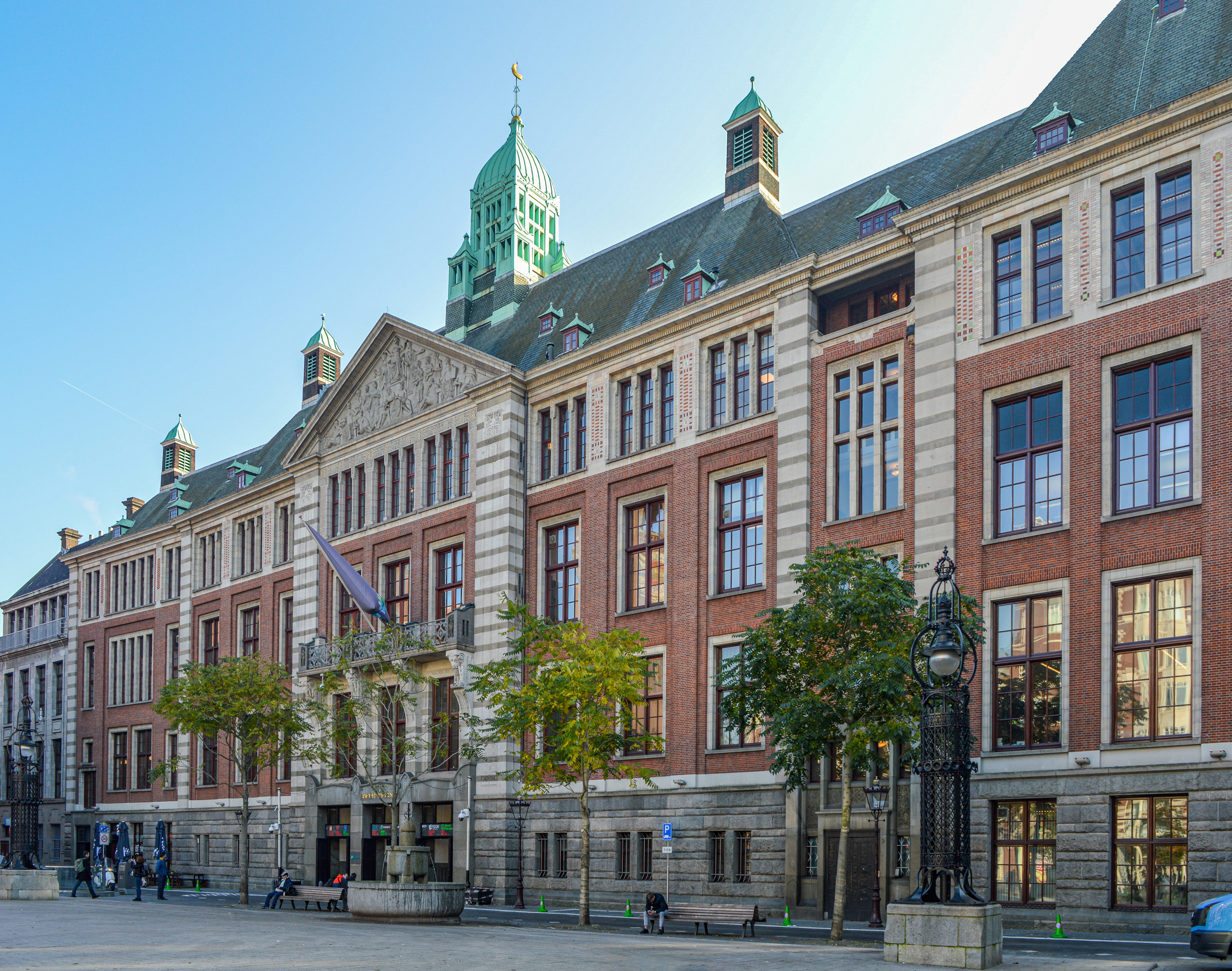
De Amsterdamse effectenbeurs, de oudste financiële handelsbeurs ter wereld

Nederland is een welvarend land met een open economie, die sterk leunt op de buitenlandse handel, met name met Duitsland. De economie wordt getypeerd door stabiele verhoudingen, een matige inflatie, een terughoudend financieel beleid en door zijn belangrijke rol als Europese transportader. Over de gehele linie bekeken hoort Nederland tot de 20 grootste economieën van de wereld, na de grootmachten als de Verenigde Staten, China, Duitsland, Japan en het Verenigd Koninkrijk. Duitsland (24,5%), België (11,1%), Verenigd Koninkrijk (9,3%), Frankrijk (8,4%) en Italië (4,2%) zijn de belangrijkste exportpartners van Nederland. Duitsland (14,7%), China (14,5%), België (8,2%), Verenigde Staten (8,1%) en Verenigd Koninkrijk (5,1%) zijn de belangrijkste importpartners.
Na de Verenigde Staten is Nederland, ondanks zijn geringe oppervlakte, in absolute omvang het tweede exportland op het gebied van land- en tuinbouwproducten ter wereld (2015). In de intensieve, gemechaniseerde land- en tuinbouw werkt weliswaar slechts 4% van de Nederlandse beroepsbevolking, maar er worden door de sector enorme hoeveelheden voedsel voor de voedingsmiddelenindustrie en de export geproduceerd. De glastuinbouw is van grote omvang en vertegenwoordigt bijna de helft van de totale Europese capaciteit. Ook de bloembollenteelt met de bekende bollenvelden (onder andere tulpenbollen) is van aanzienlijk belang. Nederland is op dit gebied de voornaamste producent voor de Europese- en Noord-Amerikaanse markt.
De voedings- en genotmiddelenindustrie, de chemische industrie, de aardolie-industrie en de metaalindustrie zijn de belangrijkste industriële activiteiten in Nederland.
Andere belangrijke onderdelen van de economie zijn de internationale handel en het bankwezen. Amsterdam is het financiële en zakencentrum van Nederland en behoorde nog in 2008 bij de grootste tien zakencentra ter wereld. De Amsterdamse effectenbeurs is de locatie van de Amsterdam Exchange Index (AEX) en is tegenwoordig onderdeel van Euronext. Sinds 1 januari 2002 is de euro het enige wettige betaalmiddel. Daarvoor werd betaald met de Nederlandse gulden. In de bijzondere gemeenten Bonaire, Sint Eustatius en Saba is de Amerikaanse dollar wettig betaalmiddel.

### Energie

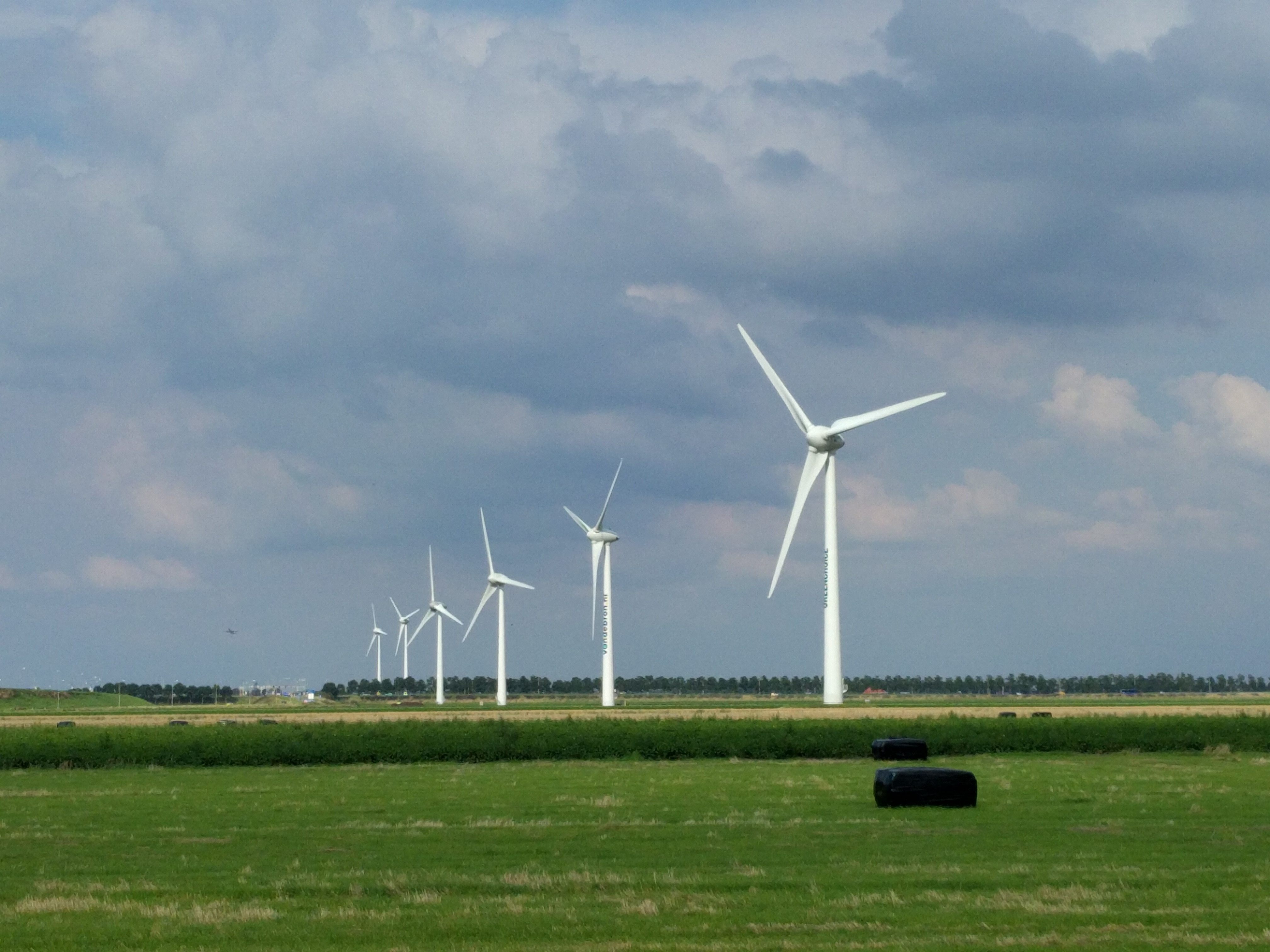
Windturbines in de Haarlemmermeerpolder

Als hoogontwikkelde economie heeft Nederland net als andere geïndustrialiseerde landen een hoog energieverbruik: 75 miljoen ton olie-equivalent (Mtoe) in 2016. In 90% hiervan wordt voorzien met fossiele brandstoffen, vooral aardolie, aardgas en steenkool. Afgezien van aardgas worden deze voornamelijk geïmporteerd. Een groot deel van de aardolie wordt na raffinage weer geëxporteerd. Ook het aardgas uit eigen bodem wordt voor een groot deel uitgevoerd. Per saldo importeerde Nederland in 2016 42 Mtoe meer dan het exporteerde en produceerde 46 Mtoe zelf.
Van de energie ging ongeveer 17 Mtoe verloren bij conversie, vooral bij elektriciteitsopwekking uit fossiele brandstof. 13 Mtoe werd gebruikt voor niet-energetische producten zoals smeermiddelen, asfalt en petrochemicaliën. Voor eindgebruikers resteerde 45 Mtoe waarvan 9 Mtoe = 105 TWh elektriciteit.
Met aardgas en in mindere mate steenkool wordt het grootste deel (80%) van de benodigde elektriciteit opgewekt. Een beperkte bijdrage hierin wordt geleverd door duurzame energie 11% en kernenergie 3% en 4% importeerde de Nederlandse elektriciteitsmarkt via de trans-Europese energienetwerken meer dan het exporteerde. In de periode 2012-2016 daalde het eindgebruik met 4% maar het elektriciteitsgebruik bleef ongeveer gelijk. De met zon en wind opgewekte elektriciteit steeg 88% en leverde 9% van alle elektriciteit aan eindgebruikers in 2016. De uitstoot van kooldioxide was 157 megaton, dat is 9 ton per persoon. Het wereldgemiddelde was 4,4 ton per persoon. Om in 2020 30% minder broeikasgassen uit te stoten, richt het beleid zich hier op energiebesparing en duurzame energie.

### Toerisme

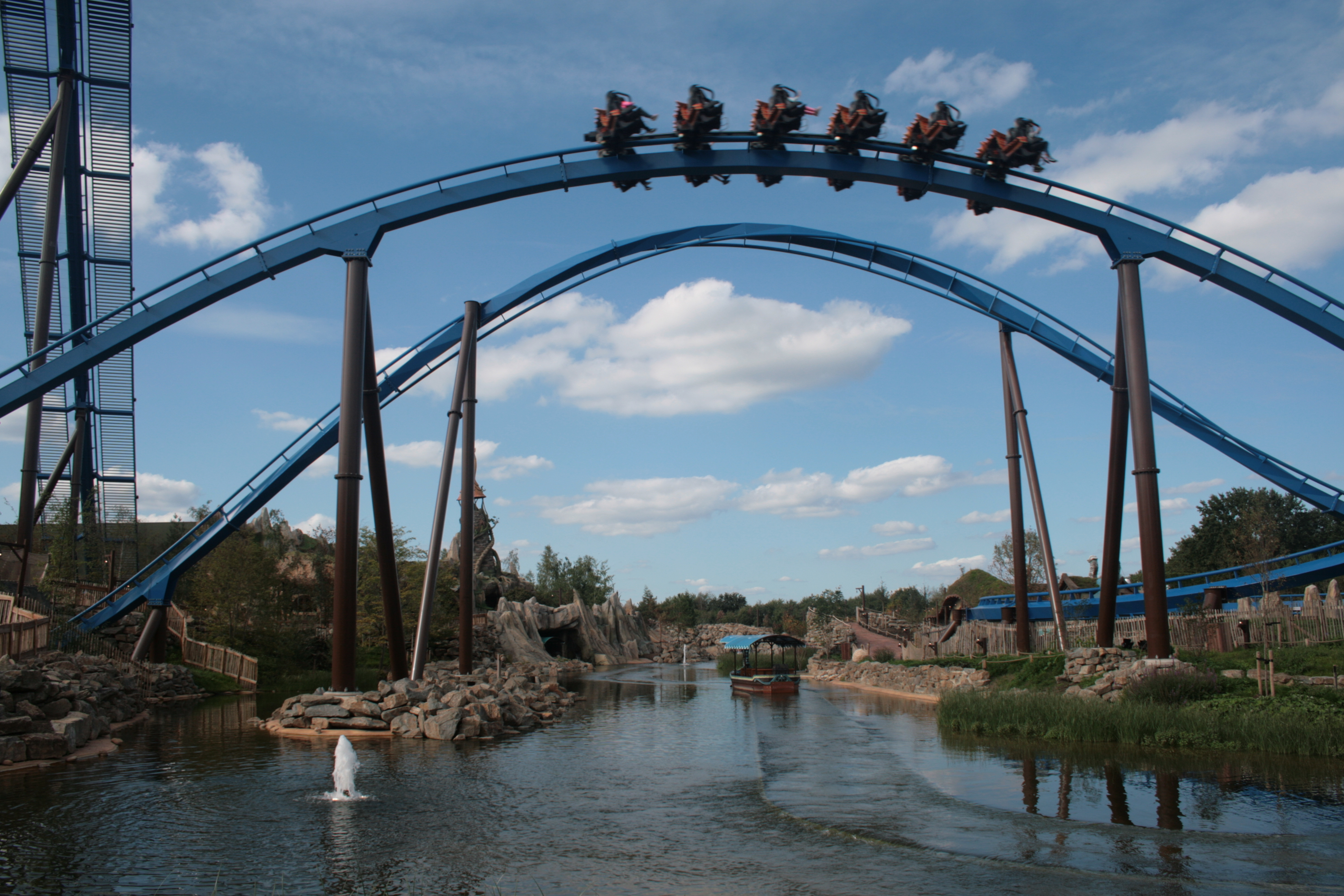
Attractiepark Toverland, een van de snelst groeiende pretparken van Nederland

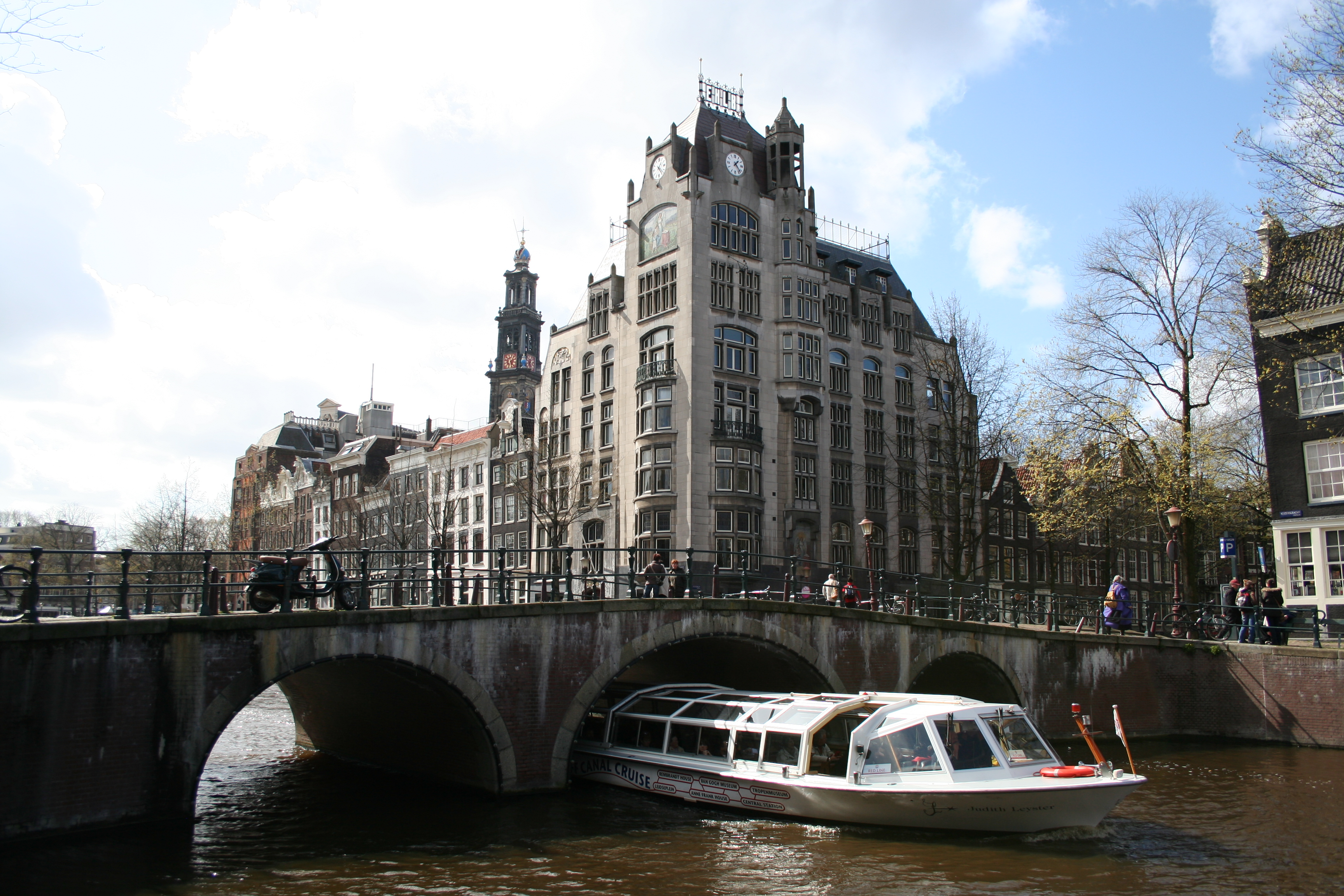
Een rondvaartboot in de Amsterdamse Keizersgracht

Onder de belangrijkste bezienswaardigheden zijn de historische steden, vooral Amsterdam, de Deltawerken en het polderlandschap.
De Nederlandse steden gelden als belangrijke toeristische bestemming. Vooral de hoofdstad Amsterdam is populair onder buitenlandse toeristen, mede dankzij de coffeeshops en het prostitutiegebied de Wallen. Ook de grachtengordel met een groot aantal historische bouwwerken en belangrijke musea geldt als een belangrijke bezienswaardigheid. Met 4,9 miljoen toeristen (2007) is Amsterdam de op vier na meest bezochte toeristenbestemming in Europa en de op zes na grootste congresstad ter wereld.
Ook de andere drie grote steden hebben hun eigen kenmerken. Rotterdam heeft een moderne skyline en haven, Den Haag heeft de Ridderzaal, Madurodam en de badplaats Scheveningen, en Utrecht is bekend om zijn Domtoren en werfkelders. Verder zijn er nog andere bezienswaardige steden en dorpen, bijvoorbeeld historische plaatsen als Gouda, Delft en Alkmaar, Middelburg, Veere en Maastricht. Daarnaast zijn er plaatsen met een folkloristisch karakter zoals Volendam, Marken en de Zaanse Schans. Vele grotere en middelgrote steden hebben een heel specifiek eigen karakter, zoals Eindhoven (met zijn industrieel erfgoed) en de steden Groningen, Breda, 's-Hertogenbosch, Leeuwarden en Leiden, rijk aan historisch erfgoed.
Verder zijn er attractieparken, zoals de Efteling, Duinrell, Attractiepark Slagharen en Attractiepark Toverland en de miniatuurstad Madurodam. Nederland kent verschillende dierentuinen, zoals Artis, Koninklijke Burgers' Zoo, GaiaZOO en Diergaarde Blijdorp. Het Waddengebied en in het bijzonder de Waddeneilanden trekken veel toeristen.

### Transport

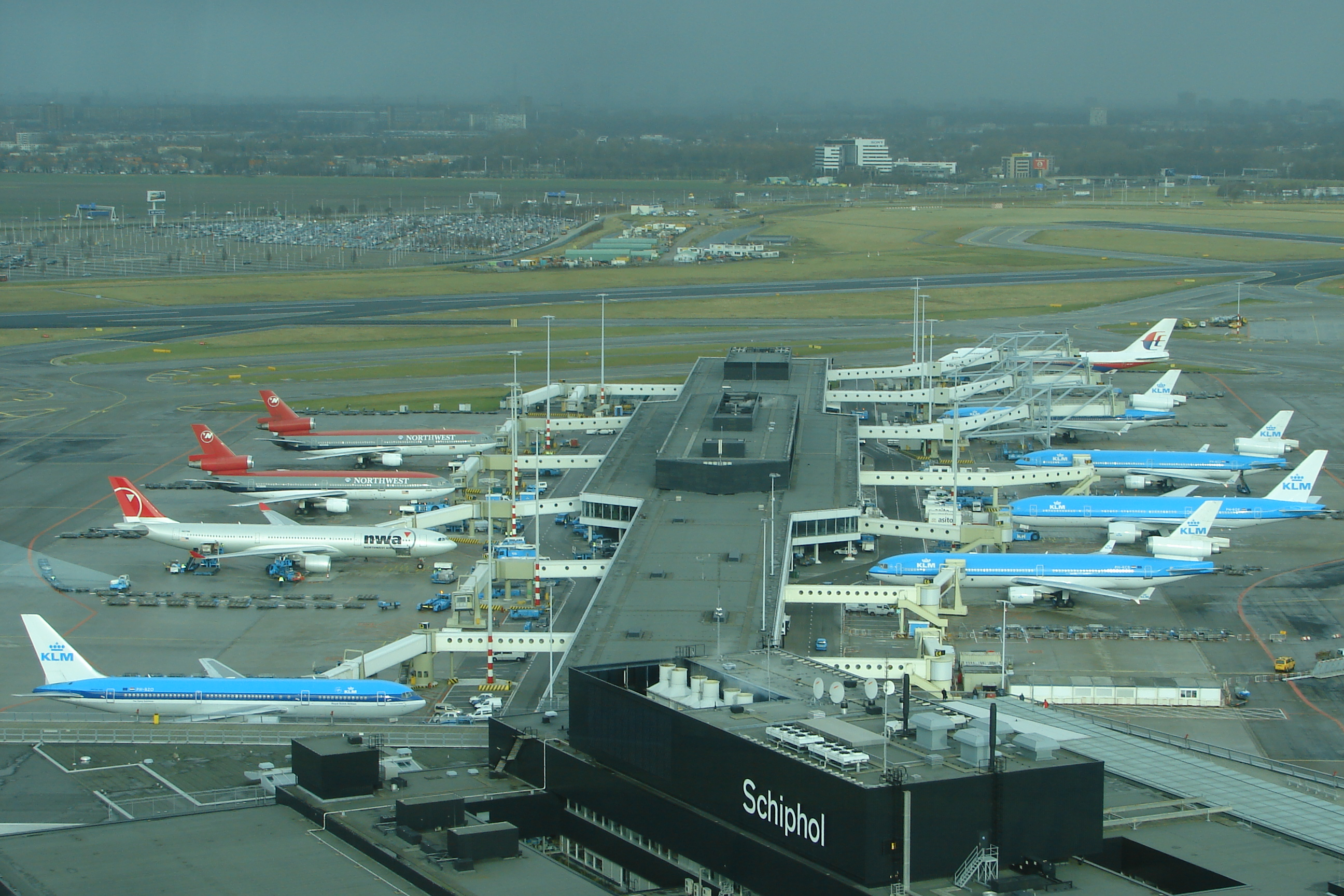
De E-pier van Luchthaven Schiphol

Van groot belang voor de Nederlandse economie is de transportsector. De haven van Rotterdam is de grootste van Europa en een van de grootste ter wereld. Andere belangrijke havengebieden zijn Amsterdam, Eemshaven en de Zeeuwse havens. Het achterland van deze havens wordt ondersteund door rivieren, en uitgebreid net van kanalen en andere waterwegen. De binnenvaart en de zeevaart spelen daarom een belangrijke rol in de Nederlandse economie. De rivieren Rijn, Maas en Schelde die vanuit de buurlanden binnenstromen en in de Noordzee uitmonden, maken Nederland al eeuwenlang een knooppunt voor de Europese binnenvaart.
Schiphol behoort als mainport tot 's werelds grootste internationale luchthavens. Eindhoven Airport is sinds 2006 het grootste regionale vliegveld van Nederland. Rotterdam The Hague Airport is het tweede regionale vliegveld van het land en fungeert ook voor koninklijke en diplomatieke ontvangsten.
Mede als gevolg van de hoge bevolkingsdichtheid bezit Nederland een zeer dichte infrastructuur. Het autowegen- en spoorwegnet worden zwaar belast door de groeiende verkeersdruk. Er is een uitgebreid wegennet van autosnelwegen en autowegen met een totale lengte van circa 116.500 kilometer. Vrijwel alle wegen zijn tolvrij, met uitzondering van een aantal oeververbindingen.
Het spoorwegnet heeft een totale lengte van 2808 kilometer en is een van de drukst bereden spoornetwerken van Europa. De belangrijkste vervoerder van passagiers is de NS. Andere vervoerders met treinverbindingen in Nederland zijn: Arriva, Connexxion, Syntus en Breng. Het stads- en streekvervoer per bus wordt grotendeels uitgevoerd door deze vervoerbedrijven. In enkele steden rijden lokale vervoerders en in een groot deel van het Noorden exploiteert Qbuzz de busverbindingen. Arriva is te vinden in het zuiden, maar ook in het West- en Noord-Nederland. Connexxion met name in het Westen en Syntus in het Oosten. De Arnhemse trolleybus is het enige nog bestaande trolleybusnetwerk in de Benelux en een van de grootste in West-Europa.
In de agglomeraties van Amsterdam, Rotterdam, Den Haag en Utrecht rijden trams en sneltrams. Metrosystemen zijn alleen in Rotterdam en Amsterdam te vinden. RandstadRail is een lightrailnetwerk rond Den Haag, Zoetermeer en Rotterdam waarin een aantal tram- en metrolijnen en voormalige spoorlijnen zijn geïntegreerd.
Door de korte afstanden binnen de steden, het vlakke landschap en de lage kosten heeft de fiets een groot aandeel in het personenverkeer. Studentensteden als Groningen, Nijmegen en Amsterdam kennen een fietsgebruik van 40% of meer, maar ook andere steden en gemeenten kennen een hoog fietsgebruik. Bejaarde fietsers zijn, anders dan in veel andere landen, heel gewoon.